# Geschichte der Stadt Münster
Die Geschichte der Stadt Münster in Westfalen ist seit Gründung der Stadt vor etwa 1200 Jahren dokumentiert und lässt sich darüber hinaus bis zu den Siedlungsplätzen, die in vorgeschichtlicher Zeit auf dem Stadtgebiet existierten, zurückverfolgen. In der ersten Hälfte des 16. Jahrhunderts, während der Herrschaft der Täufer, wurde das gesamte Archiv der Stadt vernichtet, so dass die älteren geschichtlichen Daten teilweise nicht bestimmbar oder nur über Urkunden und Dokumente, die nicht innerhalb der Stadt archiviert waren, erschließbar sind.

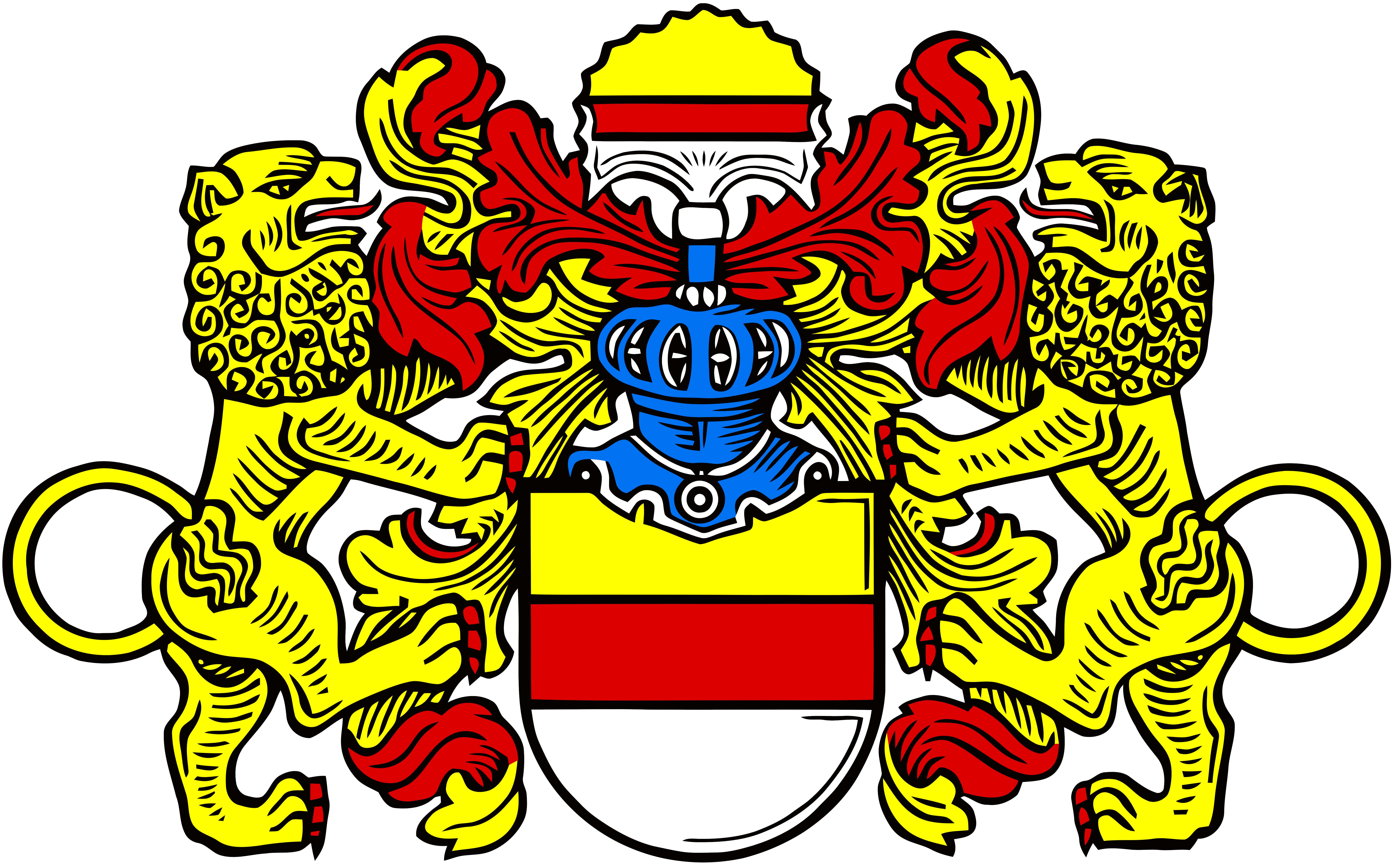
Stadtwappen der Stadt Münster in der Schmuckfassung

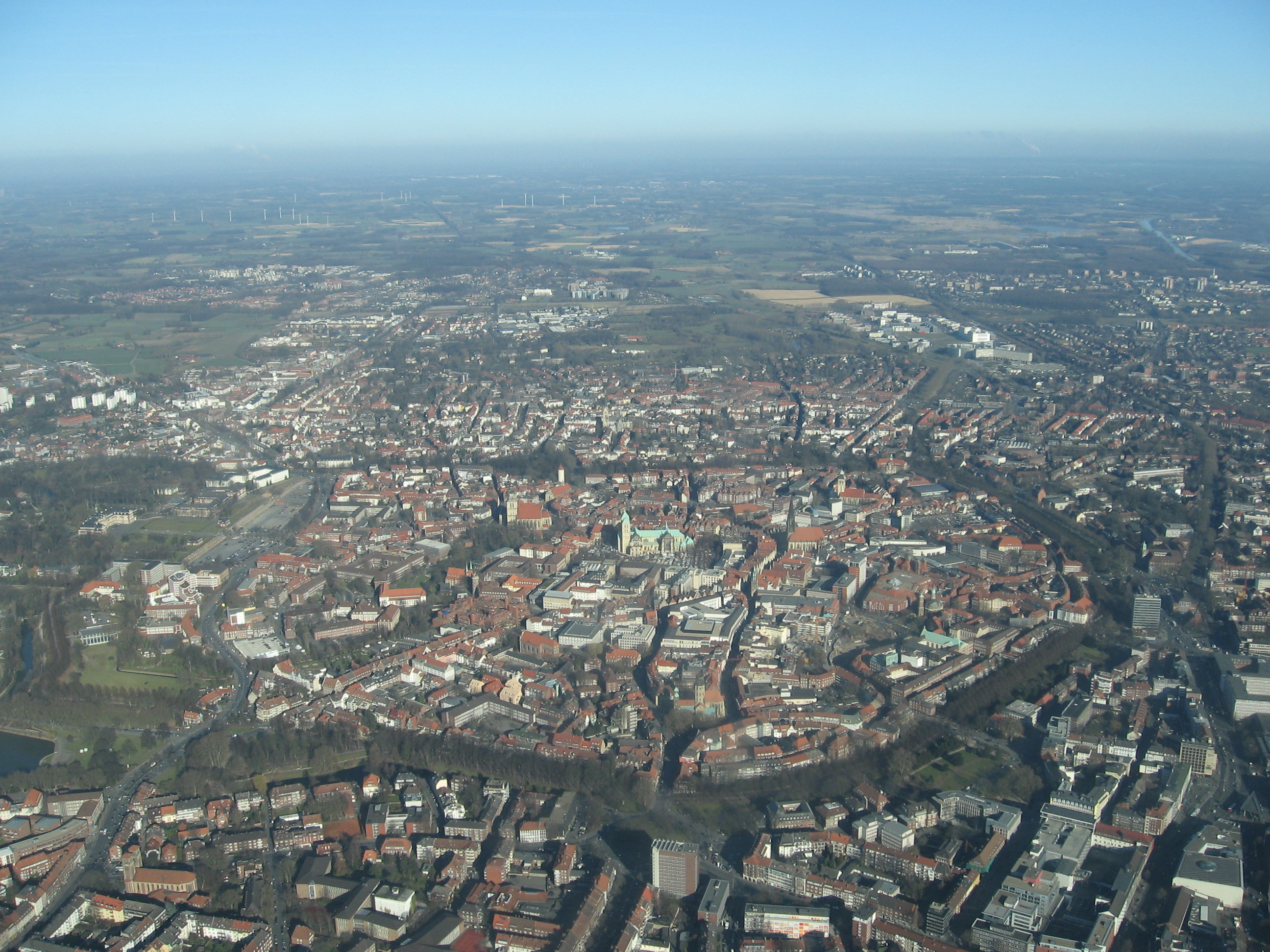
Blick auf die Altstadt von Münster und darüber hinaus

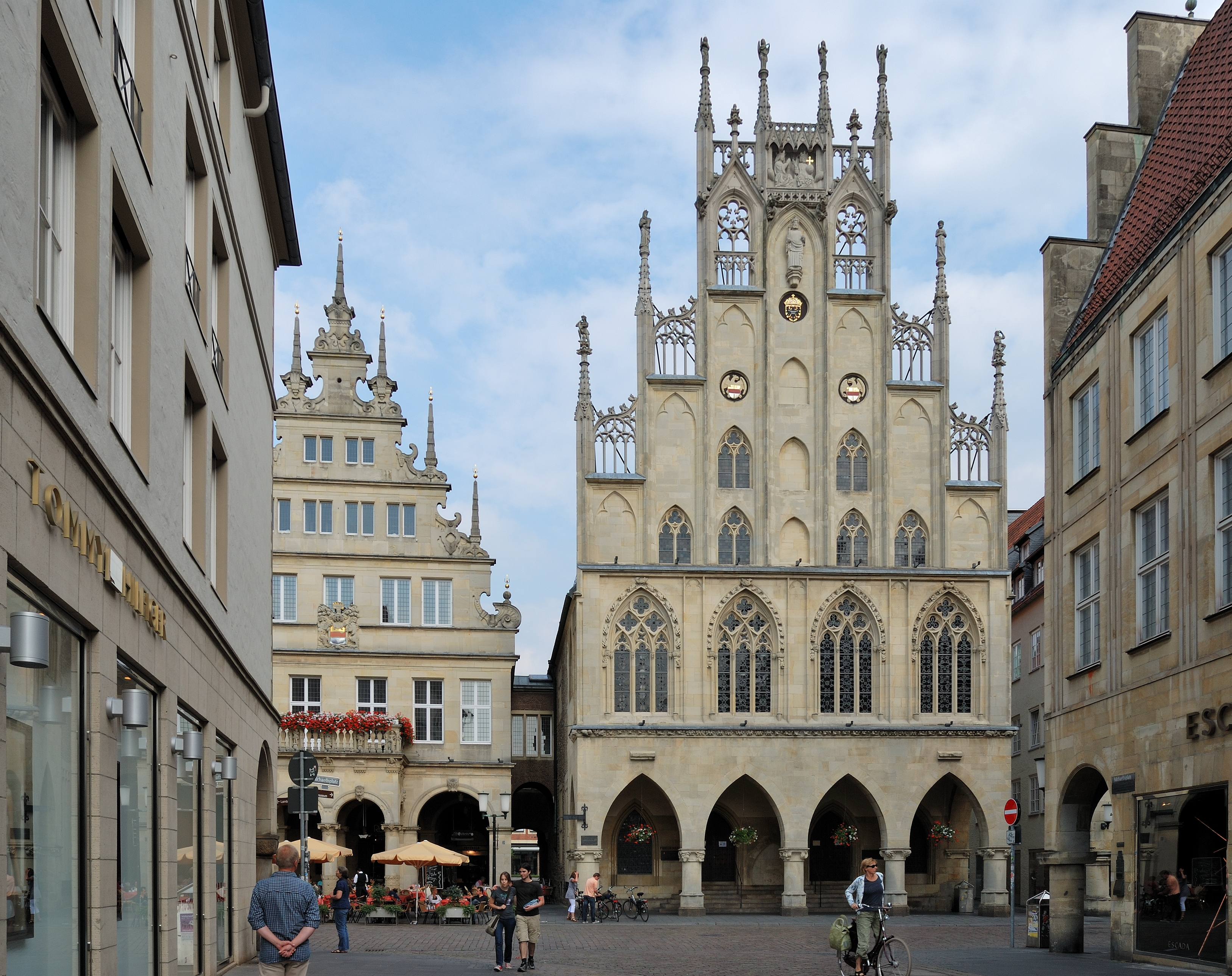
Historisches Rathaus am Prinzipalmarkt

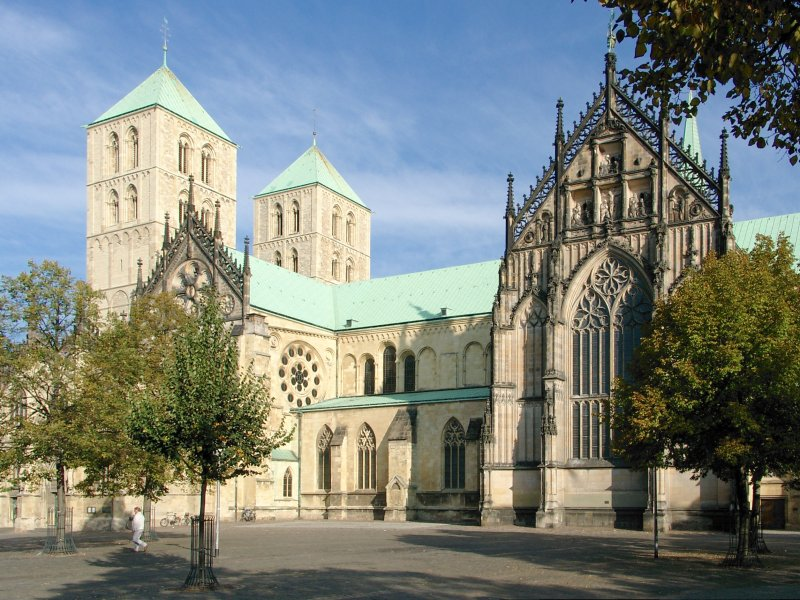
Dom von Münster

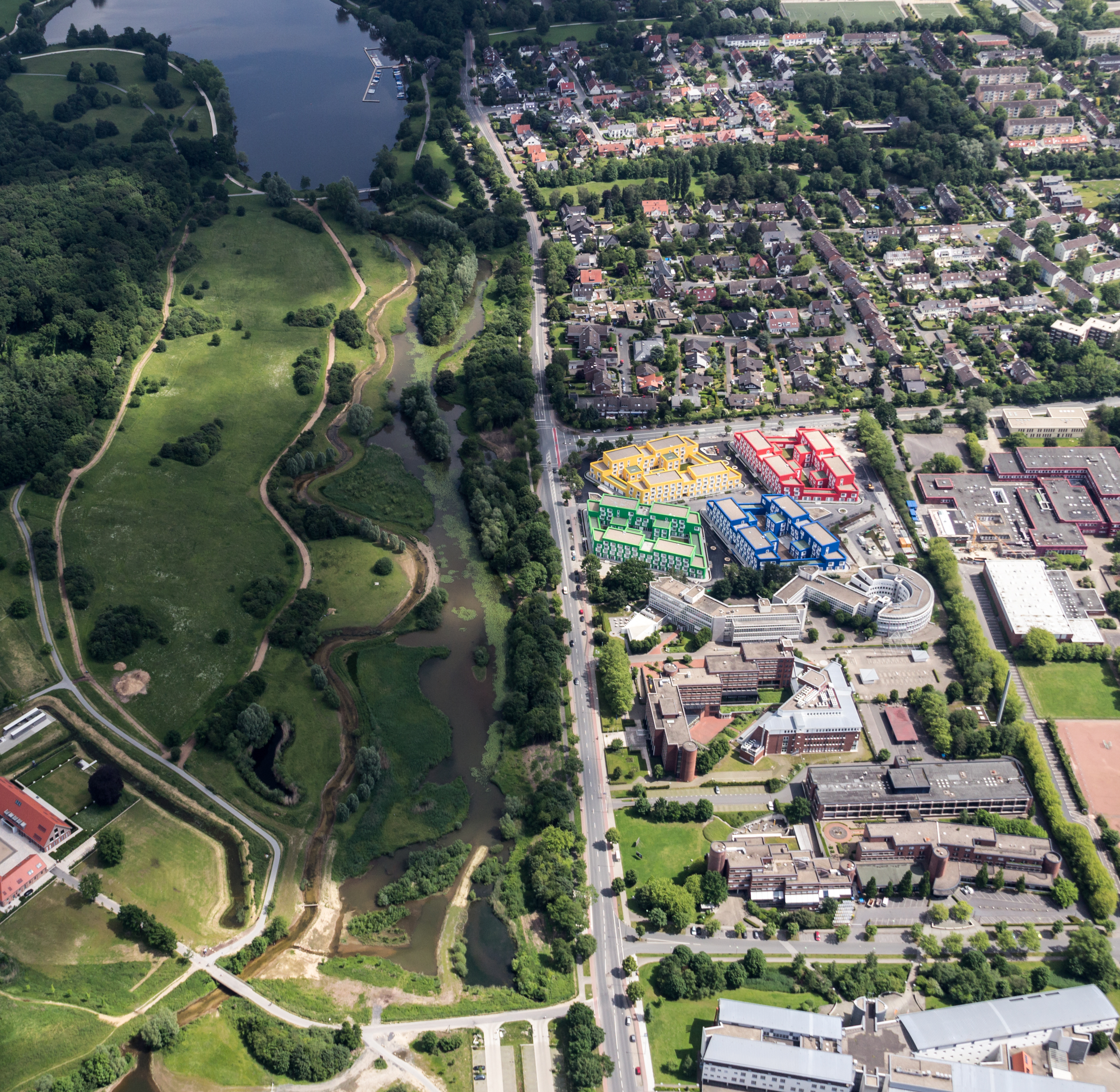
Blick auf Aasee und Mecklenbecker Straße im Süden der Altstadt

## Vor- und Frühgeschichte
Das münstersche Stadtgebiet gehörte nicht zu den herausragenden vorgeschichtlichen Siedlungsplätzen der Münsterländischen Bucht. Spuren der Jäger und Sammler der Steinzeit wie Feuersteinwerkzeuge und gestielte Pfeilspitzen sind zwar vorhanden, größere Fundplätze wurden jedoch nicht entdeckt. Aus der Bronzezeit wurden Flintdolche, bronzener Gräberschmuck und Bronzefibeln auf dem heutigen Stadtgebiet gefunden. Siedlungskontinuität in der Bronzezeit bis in die vorrömische Eisenzeit lässt sich hier nachweisen, nicht jedoch im Innenstadtbereich. Auf intensives Schmiedehandwerk weist ein Depotfund schwertförmiger Eisenbarren im Stadtteil Geist hin. Er stammt aus der Hallstatt- oder Latènezeit.

## Römerzeit und altsächsische Siedlung Mimigernaford

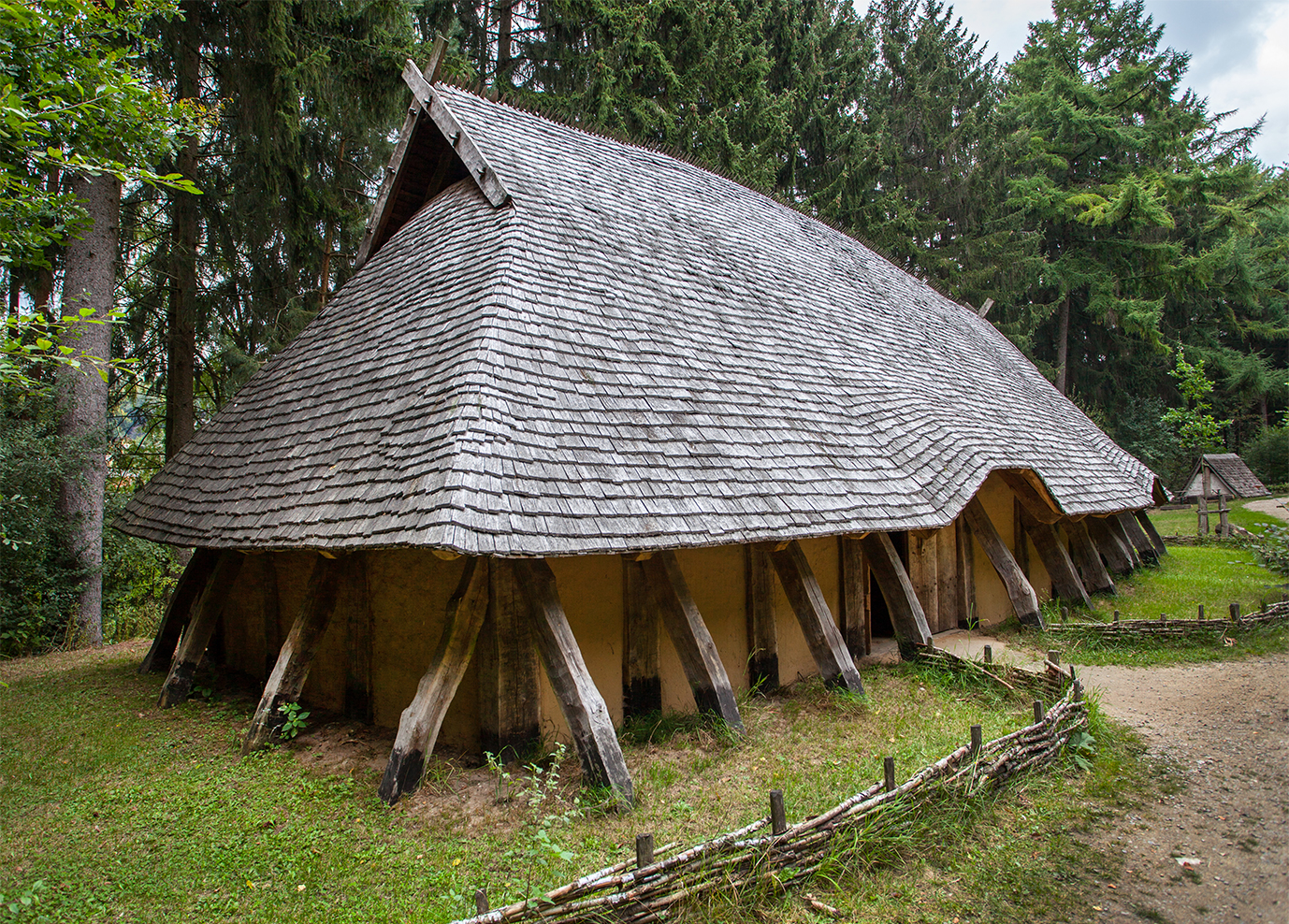
Rekonstruiertes sächsisches Haus aus der Merowingerzeit

Auf dem Horsteberg, dem Hügel an der Aa, auf dem später der Dom errichtet wurde, sind germanische Siedlungsspuren aus der frühen römischen Kaiserzeit wie auch aus dem 2. und 3. Jahrhundert entdeckt worden. Importe belegen enge Kontakte mit den linksrheinischen römischen Provinzen. Die Siedlungen wurden jedoch spätestens um 300 n. Chr. verlassen.
Die Archäologen schreiben diese Spuren der Rhein-Weser-germanischen Fundgruppe zu. Nach den Berichten antiker Historiker wie Tacitus und Strabon müsste es sich bei den frühen Bewohnern um Brukterer gehandelt haben. Brukterer gehörten wohl auch zu den germanischen Verbänden, die sich erfolgreich gegen die römische Expansion gewehrt haben. Einer der im Jahre 9 n. Chr. in der Varusschlacht erbeuteten Legionsadler wurde jedenfalls 15 n. Chr. beim Rachefeldzug des Germanicus gegen die Brukterer zurückerobert.
Die jüngere Siedlung wird aber nicht den Brukterern zuzuordnen sein, da diese – wie Tacitus schadenfroh berichtet – bei kriegerischen Auseinandersetzungen mit germanischen Nachbarstämmen vernichtend geschlagen und fast ausgerottet wurden. Vermutlich besiedelten die siegreichen Chamaven den Hügel an der Aa, die sich mit den Resten der Brukterer und weiteren westgermanischen Völkern im 3. Jahrhundert zum Stammesverband der Franken zusammenschlossen.
Schätzungsweise seit dem 6. Jahrhundert lag im Bereich des Domplatzes die kleine sächsische Siedlung Mimigernaford. Die Sachsen, ursprünglich beheimatet im Raum Holstein, breiteten sich im 3. und 4. Jahrhundert über das Elbe-Weser-Dreieck in Richtung England und nach Süden aus. Die Herkunft des Stammesnamens westfalai, wie die westlichen Sachsen in den fränkischen Annalen bezeichnet werden und sie sich auch wohl selbst bezeichnet haben, ist nicht genau geklärt. Eine Deutung verbindet den Wortstamm fal mit fahl, flachsfarben und bezieht ihn auf die Haarfarbe. Für den Namen der Siedlung Mimigernaford gibt es auch verschiedene Deutungen. Nach neueren Untersuchungen ist die Siedlung an der Furt über die Aa nach den Mimigernen benannt, den Sippenangehörigen eines Stammvaters namens Mimigern. Der Name wurde bis ins 10. Jahrhundert benutzt, allerdings häufig in der abgewandelten Form Mimigardeford. In einigen Karten wurde auch die Schreibweise Mimigerneford benutzt.

## Mittelalter – Vom Domkloster zur Hansestadt

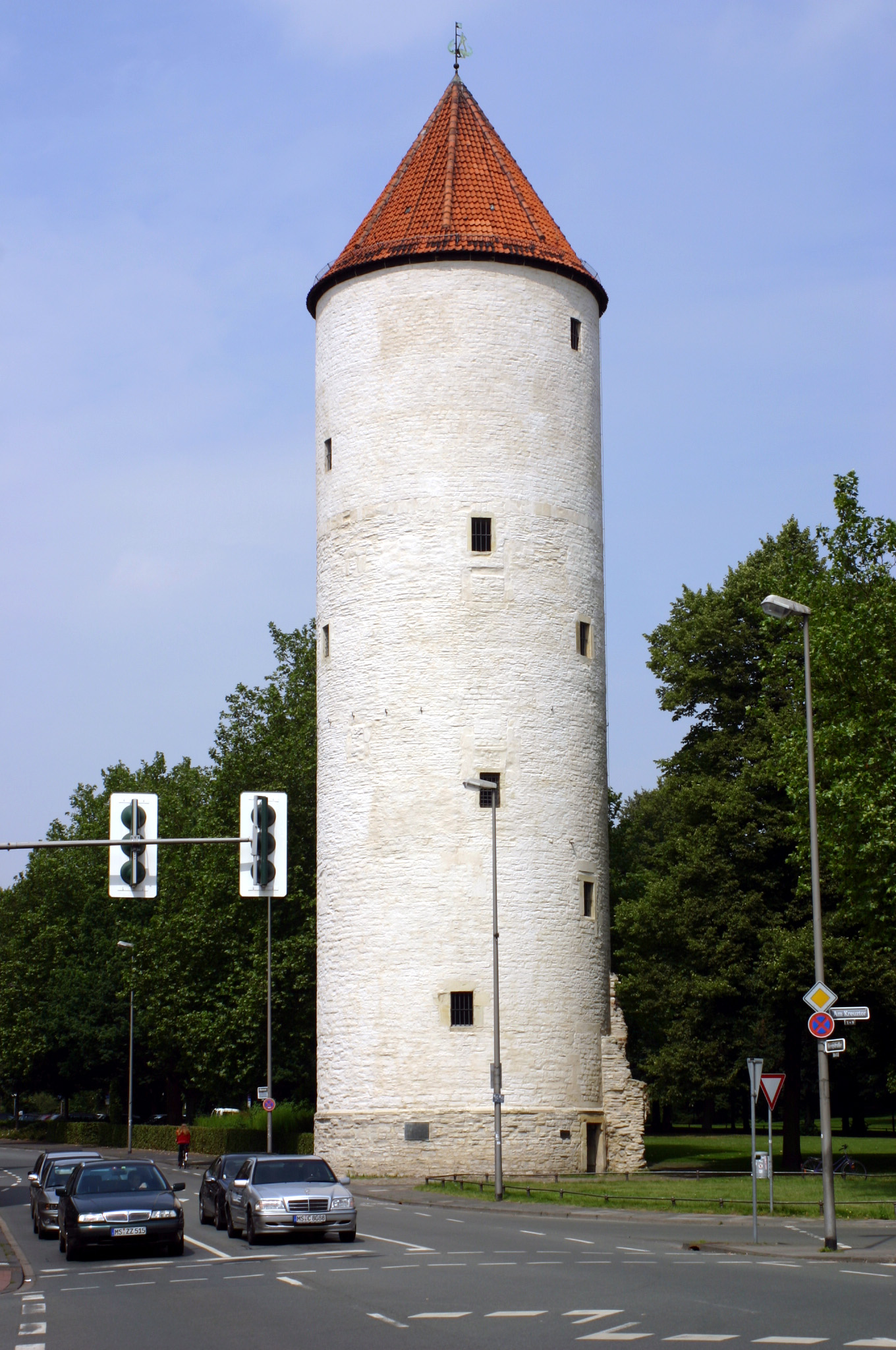
Der Buddenturm – Überbleibsel der ursprünglichen Stadtbefestigung um 1200

### Begründung der Klostersiedlung durch Liudger
Das Jahr 793 gilt als offizielles Gründungsjahr Münsters: Im Auftrag Karls des Großen gründete der Friese Liudger auf dem Horsteberg in der kleinen Bauernsiedlung Mimigernaford oder in ihrem unmittelbaren Umfeld ein Kloster (monasterium). Am 30. März 805 wurde in Münster ein Bistum eingerichtet und Liudger vom Kölner Erzbischof Hildebold als erster Bischof von Münster beziehungsweise Mimigernaford, wie es immer noch hieß, berufen. Zudem erhielt die Siedlung den Stand einer civitas (Stadt), da ein Bischof nur in einer Stadt residieren durfte, und die Bauarbeiten zum Bau des münsterschen Doms auf Landbesitz des Adelsgeschlechts Münster (westfälisches Adelsgeschlecht) wurden aufgenommen. Die Verleihung der Stadtrechte erfolgte jedoch erst einige Jahrhunderte später. Schätzungsweise um das Jahr 900 herum entstand um die inzwischen deutlich angewachsene Stadt ohne eigentliche Stadtrechte eine Wallanlage um den Dom herum. Innerhalb dieser Domburg begann die Ansiedlung der Ministerialen und Handwerker. Durch den anhaltenden wirtschaftlichen Aufschwung kam es zu ersten Bildungen von Marktsiedlungen vor den Toren der Domburg wie dem Roggenmarkt oder dem Alten Fischmarkt. Neben der Landwirtschaft wandelte sich die Stadt zu einem wichtigen Handelspunkt.

### Ummauerung der Stadt und des Dombezirks

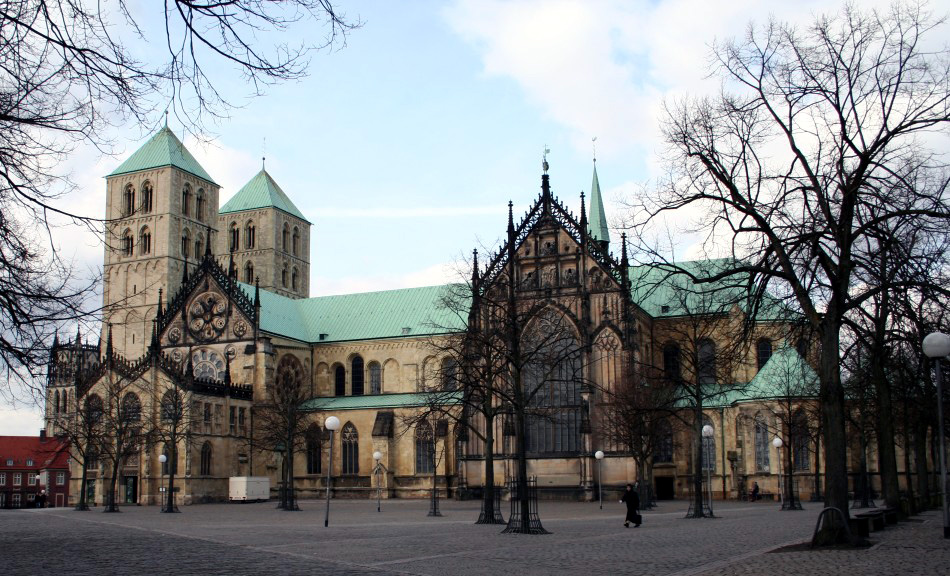
Der Dom zu Münster

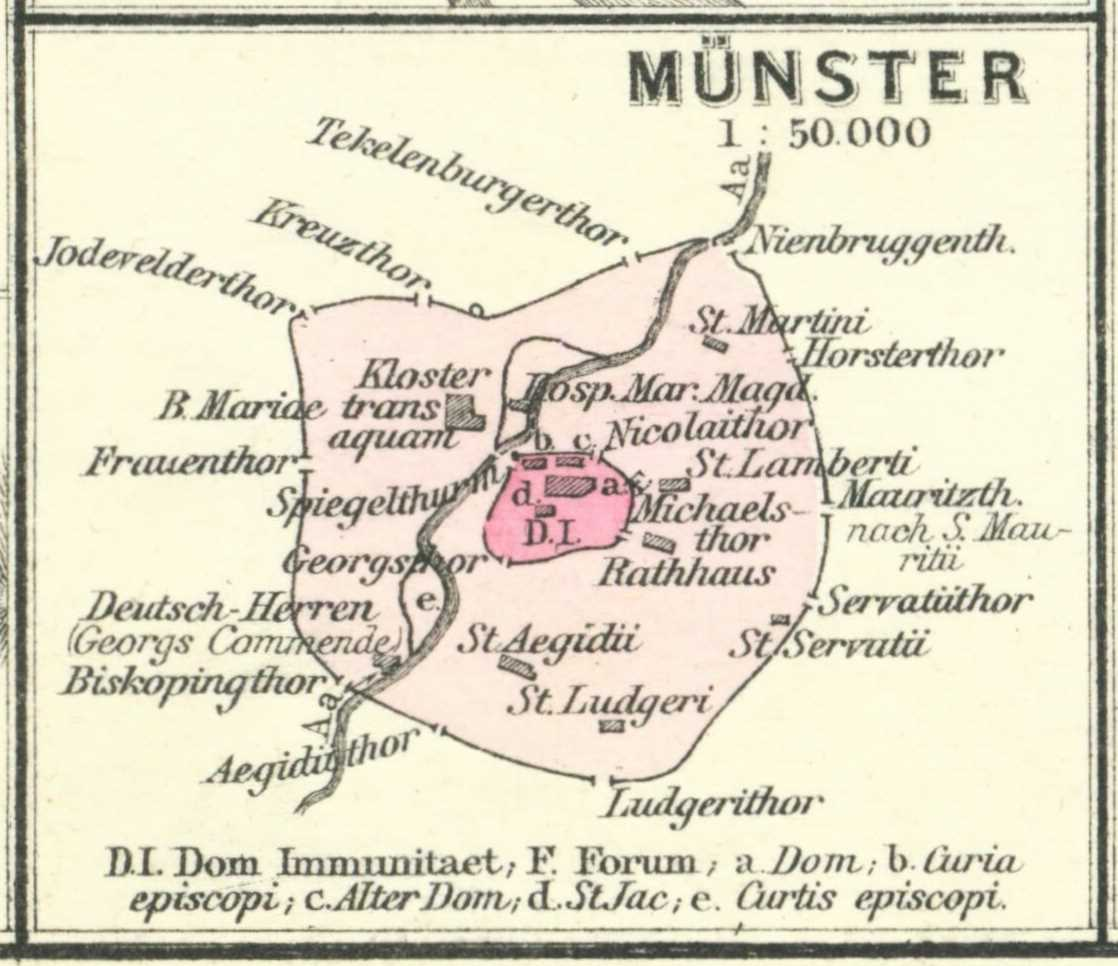
Skizze zur Situation der Domimmunität und der Ummauerung der Bürgerstadt

Aufgrund der immer größer werdenden Gemeinde wurde um 1040 westlich der Domburg die Überwasserkirche gegründet. Ebenfalls zu Beginn des 11. Jahrhunderts wurde der erste Kirchenbau der Lambertikirche als erste Marktkirche der Stadt gegründet, die von den Kaufleuten gestiftet wurde. Im Jahr 1068 erscheint dann erstmals mit „Monasterium“ ein neuer Name für die Stadt.
Im 11. Jahrhundert entstand das Magdalenenhospital in Münster. Dieses älteste Hospital Münsters, ursprünglich eine von einer bis 1309 nachweisbaren Bruderschaft betriebenen Einrichtung unter der Schirmherrschaft des Bischofs, wurde erstmals 1176 mit dem Bau einer Kapelle urkundlich erwähnt. Bezüglich seiner Lage auf einer Insel zwischen zwei Brücken wurde es lateinisch Hospitale Pauperum sanctae Mariae Magdalenae intra pontes lapideos oder deutsch „Hospital tusschen den steinernen brüggen“ genannt. Von 1241 bis zur Wende zum 14. Jahrhundert wurde das Magdalenenhospital von der städtischen Obrigkeit übernommen und diente bis ins 17. Jahrhundert als Altersheim und der Armenfürsorge. Ende des 16. Jahrhunderts gehörten dem Hospital 18 Höfe (meist klein- bis mittelbäuerliche Betrieb) sowie über den Getreide- und blutigen Zehnten etlicher Höfe in der Umgebung Münsters.
Die wirtschaftliche Entwicklung der Stadt hielt an bis zur Vertreibung des Bischofs aus der Stadt durch die Bürger, die sich nach dem Investiturstreit zwischen Kaiser und Papst um das Recht der Bischofseinsetzung entzweiten. Als Folge wurde die Stadt durch Lothar von Süpplingenburg belagert und brannte am 2. Februar 1121 komplett nieder. Nach dem Wiederaufbau und der Erweiterung der bislang existierenden Märkte, zum Beispiel durch den Prinzipalmarkt, erhielt Münster – oder „Munstre“, wie es zu jener Zeit auch umgangssprachlich genannt wurde – um 1170 das Stadtrecht und am 4. Mai 1173 mit Bischof Hermann II. von Katzenelnbogen den ersten fürstbischöflichen Landesherren, nachdem an diesem Tag Kaiser Friedrich I. die Erwerbung der Vogteigewalt über das Stift Münster von Simon I. von Tecklenburg durch seinen Vorgänger Ludwig I. von Wippra genehmigte. Als 1197 die Stadt durch einen weiteren großen Stadtbrand komplett niederbrannte, wurde es den Handwerkern und Händlern verboten, sich wieder innerhalb der Domburg anzusiedeln. Sie siedelten sich daher auf den östlich gelegenen Märkten an und legten damit den Grundstein für den Aufstieg Münsters, wie der Name der Stadt aus Quellen des Jahres 1206 erstmals belegt wird, zu einem wichtigen Handelsplatz in Westfalen. Zeitgleich mit dem Wiederaufbau der Stadt wurde auch der Bau einer äußeren Stadtmauer um die Marktsiedlungen beschlossen, um auch die Händler vor möglichen Angreifern verteidigen zu können. Sie wurde 1278 fertiggestellt.
Diese Stadtmauer war acht bis zehn Meter hoch, über 4 km lang und mit einem vorgelagerten Graben versehen. Zur Sicherung der Mauer und der zehn Stadttore existierten in deren Verlauf sechs Türme. Im 14. Jahrhundert wurde sie durch einen Außenwall und zweiten Graben zusätzlich verstärkt. Der Verlauf der Stadtmauer ist in etwa durch die Promenade gekennzeichnet. Mit 104 ha war Münster zu dieser Zeit die flächenmäßig größte Stadt Westfalens, gefolgt von den damals bedeutendsten Städten Soest (102 ha), Dortmund (81 ha), Paderborn (66 ha), Herford (58 ha) und Minden (50 ha). Osnabrück reichte erst in der zweiten Hälfte des 13. Jahrhunderts mit der Neustadtgründung in der Größenordnung von 102 ha an Münster heran. Gemeinsam mit den genannten Städten gehörte Münster jedenfalls zu den wichtigsten Städten der Hanse in Westfalen.

### Mitglied in Städtebünden und der Hanse

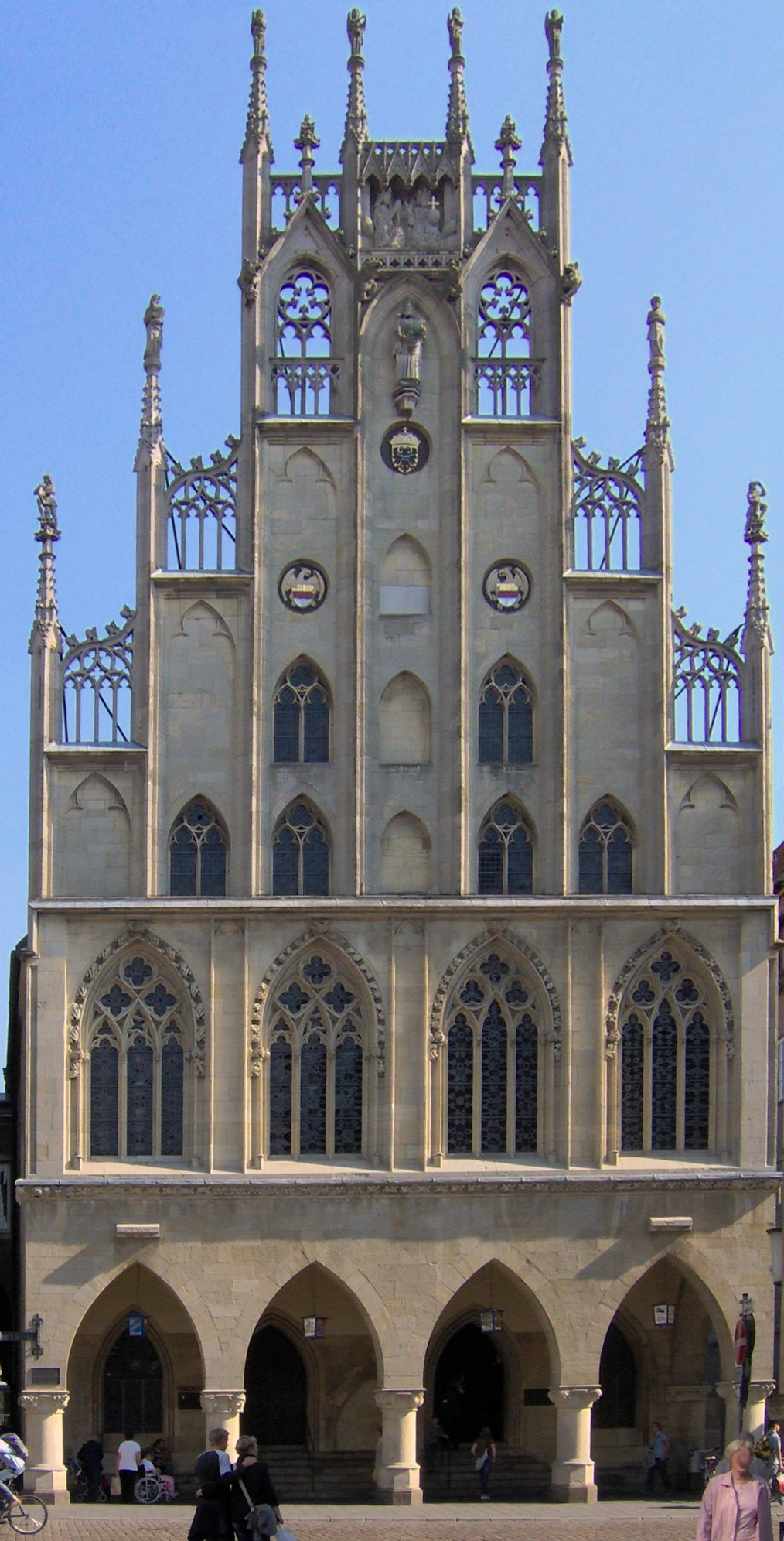
Das historische Rathaus am Prinzipalmarkt

Gegen Mitte des 13. Jahrhunderts schlossen sich die mächtigen Städte zu Städtebünden zusammen, um der Ohnmacht des Kaisers und der herrschenden Anarchie im Heiligen Römischen Reich entgegenzuwirken. Ziel war es, den freien Zugang zu den Märkten zu sichern und eine Schutzgemeinschaft gegenüber Angreifern einzurichten. So schloss sich Münster am 22. Mai 1246 mit den Städten Osnabrück, Minden, Herford und Coesfeld zum Ladbergener Städtebund sowie im Jahre 1253 mit Dortmund, Soest und Lippstadt zum Werner Bund zusammen. Diese Bündnisse stellten die ersten Vorläufer der Hanse in Westfalen dar und führten zu einem andauernden wirtschaftlichen Aufschwung. Münster stieg zu einer bedeutenden Handelsstadt in Westfalen auf und der Einfluss der Händler und Kaufleute auf die Stadt wuchs. Nachdem die Bürgerschaft, an deren Spitze die adeligen Erbmänner standen, sich bereits während des frühen 13. Jahrhunderts die Aufsicht über Handel und Gewerbe sowie die Akzise sicherte, stellte sie im Jahre 1270 bereits ein erstes militärisches Aufgebot der Stadt. Durch einen Vertrag mit Fürstbischof Everhard von Diest aus dem Jahre 1278 gelangte Münster in den Besitz weiterer Privilegien und erschien auf dem Landtag erstmals als Stand. Die ersten landesrechtlichen Privilegien sicherte sich die Stadt im Jahre 1309, als der damalige Fürstbischof und Landesherr Konrad I. von Berg auf sein Recht am Nachlass minderfreier Bürger verzichtete.
Zeugen von diesem wirtschaftlichen und politischen Aufschwung sind der größere Neubau der bürgerlichen Marktkirche St. Lamberti ab 1375 und das gegen Ende des 13. und Anfang des 14. Jahrhunderts erbaute gotische Rathaus in direkter Sichtlinie zum Dom, das die politische und rechtliche Eigenständigkeit der Stadt gegenüber dem Bischof demonstrieren sollte. Ebenfalls in diesem Jahrhundert entstand eine weitere wichtige Kirche in Münster, die 1340 erbaute Liebfrauenkirche westlich der Domburg, nachdem ihre beiden Vorgänger jeweils komplett zerstört worden waren. Da sie auf der gegenüberliegenden Seite der Aa liegt („Über den Wassern“), ist sie auch unter dem Namen Überwasserkirche bekannt.

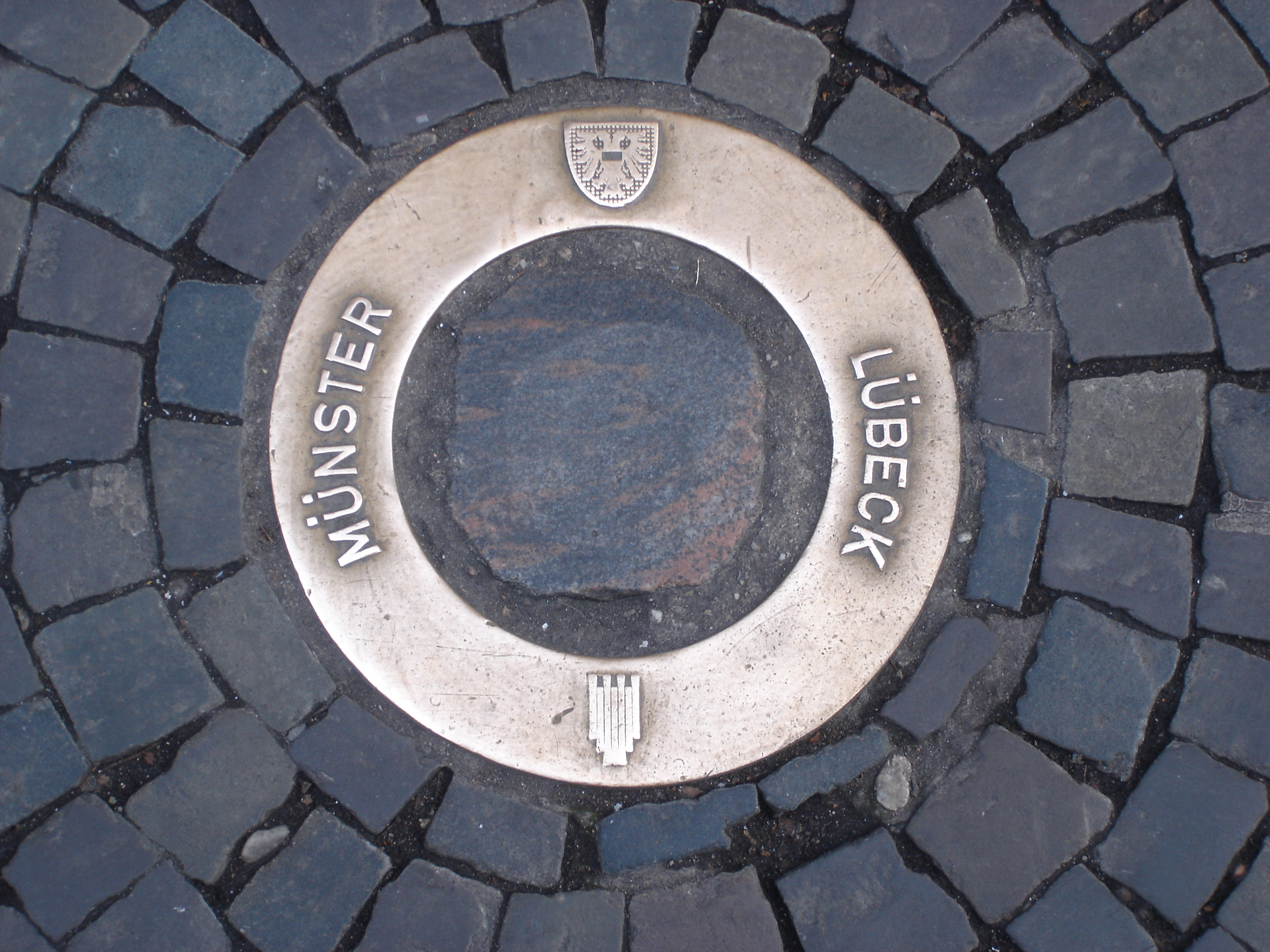
Einer der Steine aus den Hansestädten

Im Jahre 1368 wurde Münster erstmals als Mitglied der Hanse in einem Privileg von Albrecht von Mecklenburg, König von Schweden, genannt. Wahrscheinlich ist jedoch, dass die Stadt bereits lange Zeit vorher in die Hanse hineingewachsen war. Als Folge der sogenannten Stiftsfehde von 1450 bis 1458 schied Münster jedoch 1454 aus der Hanse aus. Die Stiftsfehde war eine Auseinandersetzung zwischen der Stadt und dem Bistum um die Ernennung eines neuen Bischofs. Sie endete damit, dass die Gilden das Recht erlangten, Mitglieder des Stadtrates zu stellen. Gleichzeitig erhielt die Stadt die Hanserechte zurück. Ab 1494 bekam Münster den Status eines Vororts der Hanse in Westfalen und somit wieder eine große Bedeutung durch die Führung des westfälischen Hansequartiers, nachdem Köln aus der Hanse ausgeschlossen worden war. Seit der 1200-Jahr-Feier im Jahre 1993 erinnern in der Salzstraße, Münsters ältestem Handelsweg, mit Messing umrandete und in das Pflaster eingelassene Originalsteine aus allen Hansestädten mitsamt deren Stadtwappen an die Bedeutung der Stadt innerhalb der Hanse.

### Die Erbmänner, das Stadtpatriziat
Eine Besonderheit der münsterschen Geschichte stellen die vom Volksmund sogenannten Erbmänner dar. Es handelt sich dabei um das Patriziat, den Stadtadel von Münster. Die Erbmännerfamilien entstammten zumindest teilweise, wahrscheinlich jedoch überwiegend der Ministerialität und der Ritterschaft des Bischofs. Von der restlichen Einwohnerschaft Münsters unterschieden sie sich vor allem dadurch, dass sie das alleinige passive Ratswahlrecht hatten. Die restliche Bürgerschaft war von der Regierung der Stadt ausgeschlossen. Nur Mitglieder der Erbmännerfamilien, von denen die ursprünglich edelfreie Familie der Freiherren Droste zu Hülshoff sicherlich die bekannteste ist, stellten bis zur Änderung der Stadtverfassung nach der Stiftsfehde 1458, manche auch noch bis ins 17. Jahrhundert, die Ratsherren, Bürgermeister und Stadtrichter. Sie vertraten Münster und die anderen Hansestädte des westfälischen Hansequartiers auch auf den Hansetagen. Weitere bedeutende Erbmännerfamilien waren die Bischopinck, Bock, Schenckinck, von der Tinnen, Kerckerinck, von der Wieck und andere. Nach jeder Erbmännerfamilie wurde eine Straße in Münster benannt.

### Die Stiftsfehde 1450 bis 1457
Zur zuvor genannten Stiftsfehde kam es nach dem Tod des münsterschen Bischofs Heinrich II. von Moers. Zur Wahl seines Nachfolgers traten im Teil des Hochstifts zwei Kandidaten an. Diese waren auf der einen Seite Walram von Moers, der von seinem Bruder und Erzbischof von Köln, Dietrich II. von Moers, bestimmt wurde und in Hausdülmen am 15. Juli die Zustimmung eines Teils der Domherren erhielt. Auf der anderen Seite standen die Grafen von Hoya, die Stadt Münster, ein großer Teil der Geistlichen und später auch ein Teil der Domherren. Nachdem bereits Graf Johann von Hoya zum Stiftsverweser gewählt worden war, sollte dessen Bruder Erich I. von Hoya der neue Bischof von Münster werden. Begünstigt wurde er unter anderem in einem von Graf Everwin von Bentheim-Steinfurt am 13. Oktober 1450 durchgeführten Vergleich. Zudem hatte der Stiftsverweser Graf Johann von Hoya die wichtigsten Landesburgen in seiner Gewalt. Letztendlich wurde ein Appell an Papst Nikolaus V. gerichtet, in dem Streitpunkt zu entscheiden. Entgegen dem zuvor geschlossenen Vergleich bestimmte er jedoch Walram von Moers zum neuen Bischof.
In der Mitte des Jahres 1451 spitzte sich die Situation weiter zu, nachdem sich Johann von Hoya am 11. Juni 1451 durch den Vertrag von Hausdülmen mit Herzog Johann I. von Kleve gegen den vom Papst zum Bischof erklärten Walram von Moers und seinen Bruder, den Erzbischof von Köln, verbündete und sie ihnen am 9. Juli 1451 den Krieg erklärten. Nachdem sich zusätzlich die Stadt Münster den am selben Tag von König Friedrich III. erteilten Befehl Walram von Moers als Bischof anzuerkennen widersetzte, flammten in den darauf folgenden Monaten die Kämpfe auf und Münster sowie die Anhänger von Hoya wurden exkommuniziert und mit einem Interdikt belegt. Dennoch fiel mit Vreden auch einer der letzten Stützpunkte Walrams in die Hände von Johann von Hoya.
Ab dem Jahr 1453 begann sich das Blatt zu wenden und Walram von Moers gewann langsam die Oberhand. Johann von Hoya sah sich daher gezwungen, gegen die Bürger von Münster und den Rat der Stadt vorzugehen. Dieses Vorgehen wurde vom Hansetag am 17. Oktober 1454 scharf kritisiert und Münster aus der Hanse ausgeschlossen, solange die alte Ratsverfassung der Stadt nicht wiederhergestellt werden würde. Auch kriegerisch waren Walram und Dietrich von Moers weiter auf dem Vormarsch, nachdem sie am 18. September 1454 einen Sieg gegen die Truppen der gegnerischen Partei erlangten. Allerdings konnte keine der beiden Parteien einen entscheidenden Sieg erlangen. Auch nachdem der vom Papst zum Bischof ernannte Walram von Moers am 3. Oktober 1456 starb, strebten weiterhin zwei Kandidaten nach dem Amt des Bischofs. Neben Erich von Hoya war der zweite Kandidat jetzt Konrad von Diepholz. Doch Papst Kalixt III. berief keinen von beiden zum neuen Bischof, sondern Johann von Simmern-Zweibrücken. Offiziell beendet wurde daraufhin die Stiftsfehde am 23. Oktober 1457 durch den Kranenburger Vertrag, nachdem Erich von Hoya mit einer lebenslangen Rente abgefunden wurde und die Stadt Münster den neuen Bischof anerkannte.

## Neuzeit von 1500 bis 1648

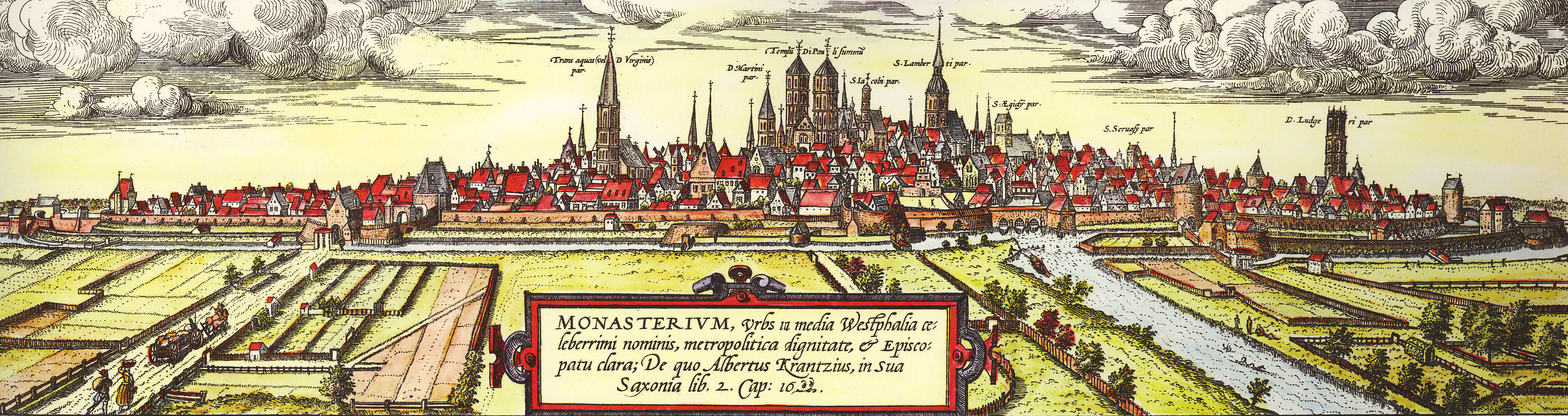
Blick von Süd-Westen auf Münster, eine Arbeit von Remigius Hogenberg aus dem Jahr 1570 basierend auf einer älteren Zeichnung von Hermann tom Ring; links die Überwasserkirche noch mit der ursprünglichen Turmhaube, mittig der St.-Paulus-Dom, rechts davon die Lambertikirche und rechts außen die Ludgerikirche: im Vordergrund vor dem Dom das Neuwerk als Teil der Stadtbefestigung am Eintritt der Aa in die Stadt

### Zeit der Reformation
Die Bürgerschaft der Stadt Münster versuchte in mehreren Anläufen, sich von der bischöflichen Obrigkeit zu emanzipieren und reichsstädtischen Status zu erlangen, insbesondere nach der durch kriegerische Auseinandersetzungen, Not und politischen Wirren geprägten Zeit gegen Ende des Mittelalters in den ersten Jahren des 16. Jahrhunderts. Viele Menschen erwarteten das baldige Ende der Welt, das Jüngste Gericht sowie das Neue Jerusalem und suchten Wege zur Erlösung in der Kirche und dem Glauben. Als Martin Luther im Jahre 1517 seine 95 Thesen veröffentlichte, in denen er sich gegen die Ablasslehre und den Ablasshandel aussprach, entfachte er eine Reformationsbewegung im Heiligen Römischen Reich. Gegen Ende der 1520er-Jahre erreichte diese Bewegung Münster. Vermittlungsversuche des katholisch gesinnten Bürgermeisters Everwin II. von Droste zu Handorf waren vergeblich.
Im Jahre 1529 begann der Kaplan und Prediger Bernd Rothmann in der St.-Mauritz-Kirche seine Predigten mit Elementen der reformatorischen Lehre zu halten. Nachdem er 1531 von Bildungsreisen nach Wittenberg, Marburg und Straßburg zurückgekehrt war, erhielt er vom damaligen Bischof und Gegner der Reformation, Friedrich III. von Wied, zunächst am 29. August, dann erneut am 5. Oktober sowie am 17. Dezember 1531 Predigtverbot. Am 7. Januar 1532 wurde er schließlich vom Fürstbischof von Münster des Landes verwiesen. Daraufhin wandte er sich in mehreren Briefen an den Bischof und den Rat der Stadt, dass sie doch seine Lehren öffentlich widerlegen mögen, und predigte trotz Verbotes weiter. Unter dem Eindruck der gedruckten Zusammenfassung seiner Glaubensvorstellungen wandte sich die Bürgerschaft der Stadt an die Vorsteher der münsterschen Gilden mit der Aufforderung, sich im Rat der Stadt für eine Gleichberechtigung der Glaubensrichtungen einzusetzen. Durch dieses Bekenntnis zu Rothmanns Lehren erzwang sie dessen Aufnahme in das Haus der Kramergilde, dem Krameramtshaus.

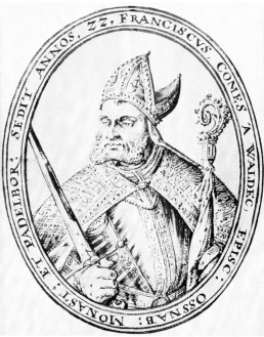
Bekämpfer der Täuferbewegung in Münster: Fürstbischof Franz von Waldeck

Nachdem der regierungsmüde gewordene Bischof Friedrich III. von Wied nach dieser Zuspitzung abgedankt hatte und sein Nachfolger, Bischof Erich von Braunschweig-Grubenhagen, nach nur eineinhalb Monaten im Amt verstorben war, wurde Franz von Waldeck der neue Bischof von Münster, der prinzipiell der Reformation offen gegenüberstand. Allerdings musste er sich dem münsterschen Domkapitel gegenüber verpflichten, die neue Lehre zu unterdrücken und zu bekämpfen. So belegte er im Sommer des Jahres 1532 die Stadt mit wirtschaftlichen Sanktionen, nachdem der Rat der Stadt der Forderung der Bürgerschaft nachgab, geeignete Prediger für die Lehre der Reformation in allen Pfarrkirchen bereitzustellen und somit zum lutherischen Bekenntnis übergegangen war. Als diese Sanktionen jedoch keine Wirkung zeigten, gewährte er Münster am 14. Februar 1533 im „Dülmener Vertrag“ die Glaubensfreiheit.
Mittlerweile hatte sich Rothmann jedoch weit von der ursprünglichen Lehre Luthers entfernt und der Theologie von Melchior Hofmann zugewandt, der als einer der Führer der Täuferbewegung galt. Zentraler Punkt dieser Theologie war die Kritik an der Kindertaufe und dem letzten Abendmahl, die am 7. und 8. August 1533 zum Disput im Rathaus führte. Nachdem im September Hermann Staprade, der Prediger der Lambertikirche, die Kindertaufe verweigerte und der Rat die Kirchen schließen ließ, kam es im November zu weiteren Unruhen. Daraufhin gab der Rat der Stadt eine Zuchtordnung aus, die jeden Bürger dazu verpflichtete, nach den in den Evangelien überlieferten Geboten Gottes zu leben. Die Kritik an der Kindertaufe und dem Abendmahl wurde unter Strafe gestellt. Noch im Dezember 1533 wurde sie gedruckt und verteilt. Das Titelblatt zierten unter anderem die Buchstaben „V. D. M. I. E.“ für Verbum Domini Manet In Eternum, den protestantischen Schlachtruf „Das Wort des Herrn bleibt in Ewigkeit.“ Mit dieser Zuchtordnung unterstrich die Stadt ihr Bekenntnis zum lutherischen Glauben und stellte sich noch einmal deutlich gegen katholische geistliche Obrigkeit. Doch war die Bewegung der Täufer nicht mehr aufzuhalten, die sich zu Beginn des Jahres 1534 in Münster ausbreiten sollte.

### Episode des Täuferreichs

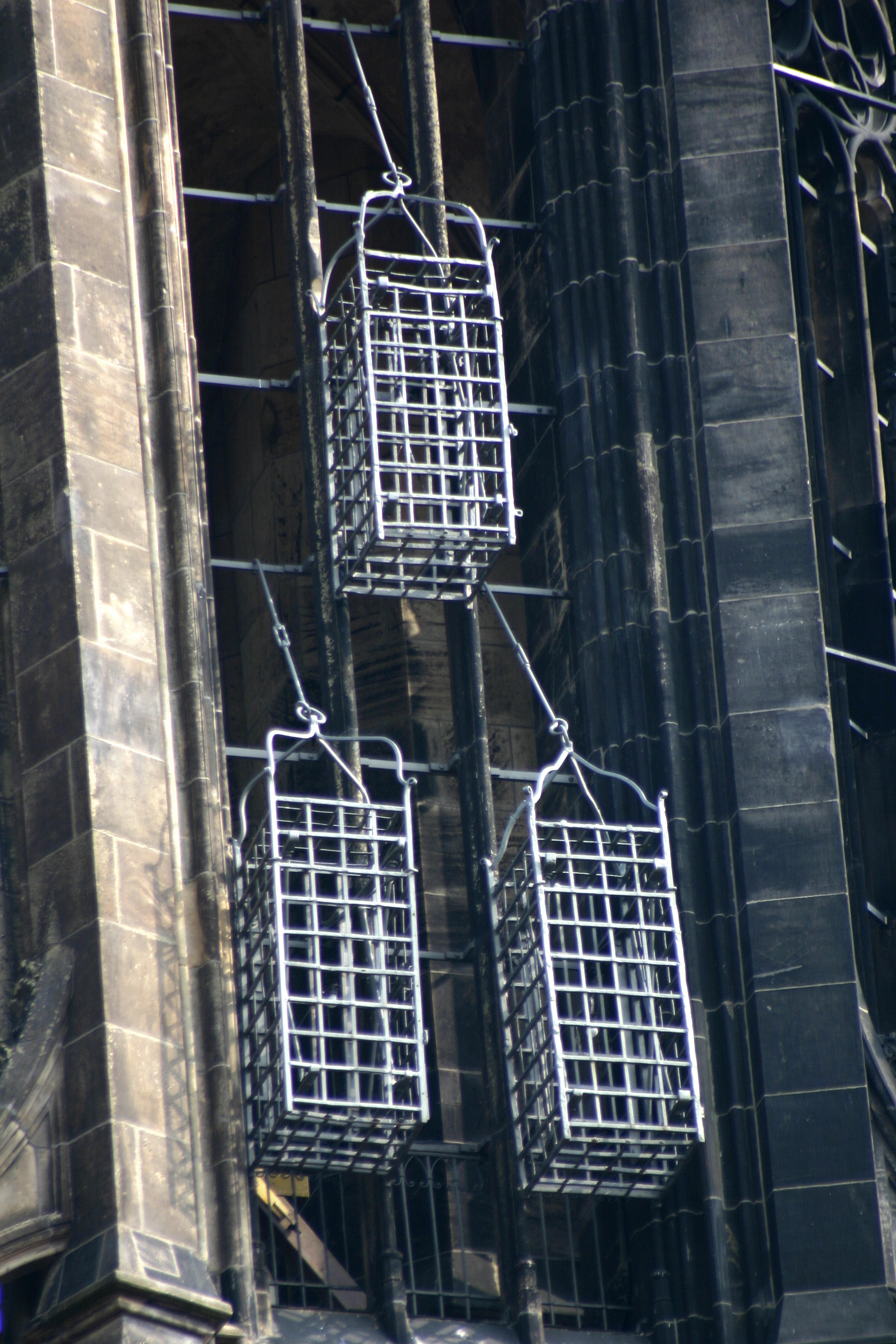
Körbe der Täufer an der Lambertikirche

1534 begann die dramatische Episode der Täuferherrschaft, nachdem seit dem Januar des Jahres aus den Niederlanden Gruppen zugezogen waren, die die Erwachsenentaufe propagierten und die Errichtung des „Neuen Jerusalem“ der Endzeit anstrebten. Anführer dieser Gruppen war der ehemalige Bäcker Jan Mathys. Während die inzwischen mehrheitlich lutherische Bevölkerung der neuen Lehre offen gegenüberstand, forderte der praktisch bereits aus Münster vertriebene Bischof Franz von Waldeck von der Stadt, die Täufer auszuliefern. Diese weigerte sich jedoch und stellte sich auf die Seite der Prediger. Am 23. Januar ließ von Waldeck den Begründer der Täuferbewegung in Münster, Bernd Rothmann, verhaften und begann mit den Vorbereitungen zur Belagerung der Stadt. Einen daraufhin am 15. Februar 1534 erfolgenden „Gegenangriff“ der Täufer konnte er auf Burg Schöneflieth bei Greven abwehren.

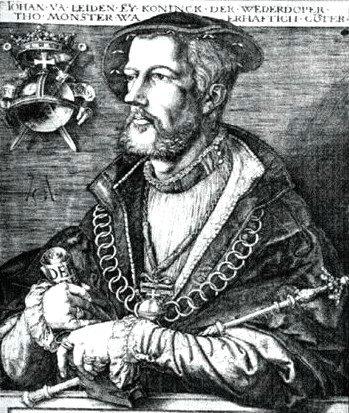
Der „König“ von Münster: Jan van Leiden

Nach dem Sieg der Täuferpartei in den Ratswahlen am 23. Februar 1534 und der damit verbundenen Machtübernahme der Täufer kam es zu Bücherverbrennungen und Bilderstürmen, wobei unter anderem die erste astronomische Uhr im Dom zerschlagen wurde. Außerdem wurde das Geld abgeschafft und wenig später im Juli die Vielehe eingeführt. Gegner der Täuferbewegung mussten bis zum 27. Februar die Stadt verlassen oder wurden zwangsgetauft. Als das von Jan Mathys prophezeite Jüngste Gericht an Ostersonntag, dem 5. April 1534, nicht stattgefunden hatte, versuchte er durch einen Ausfall aus der Stadt die Belagerer zu vernichten. Bei diesem Versuch wurde er getötet. Sein Nachfolger wurde Jan van Leiden. Das Scheitern weiterer Angriffsversuche der Belagerer sah van Leiden als göttliches Zeichen dafür an, dass Münster das „Neue Jerusalem“ war. Er ließ sich daher im September 1534 durch den Warendorfer Goldschmied Johann Dusentschuer zum König des sogenannten „Königreich Zion“ krönen, weshalb Münster sich „Königsstadt“ nennen darf.

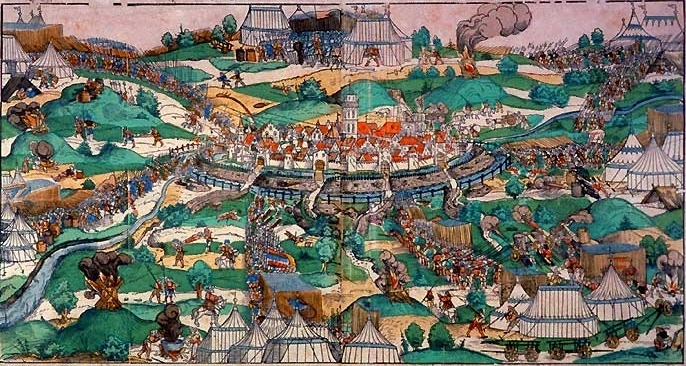
Angriff auf Münster durch die Truppen von Fürstbischof Franz von Waldeck an Pfingsten 1534

Die Lage in der belagerten Stadt spitzte sich weiter zu, so dass in der größten Hungersnot sogar die weiße Kalkfarbe von den Wänden der Kirchen abgekratzt und, mit Wasser verdünnt, als Milch verteilt worden sein soll. Trotz der starken Stadtbefestigung, die Münster den Ruf der Uneinnehmbarkeit eingetragen hatte, und massiver Gegenwehr fiel die ausgehungerte und in chaotische Zustände geratene Stadt am 24. Juni 1535 schließlich doch – durch den Verrat des Schreiners Heinrich Gresbeck, der mit einigen Landsknechten das „Kreuztor“ in der Stadtmauer öffnete. Daraufhin kam es zu einem Blutbad unter den Täufern. Am 22. Januar 1536 wurden die drei Führer der Täufer, Jan van Leiden, sein Statthalter Bernd Krechting und Ratsmitglied Bernd Knipperdolling, öffentlich vor dem Rathaus gefoltert und hingerichtet. Um ein dauerndes und weithin sichtbares Zeichen zu setzen, wurden ihre Leichen in drei eisernen Körben an der Lambertikirche aufgehängt, deren Originale dort noch immer hängen. Fälschlicherweise werden diese oft auch als Käfige bezeichnet. Gründe hierfür sind vor allem Berichte von auswärtigen Autoren und Besuchern, die ab dem Ende des 18. Jahrhunderts mit negativ besetzten Begriffen über die Herrschaft der als „Wiedertäufer“ diskreditierten Täufer berichteten, sowie Übersetzungsfehler lateinischer Handschriften über das Täuferreich.

### Folgen der Täuferherrschaft, Blüte der Bürgerstadt und Gegenreformation

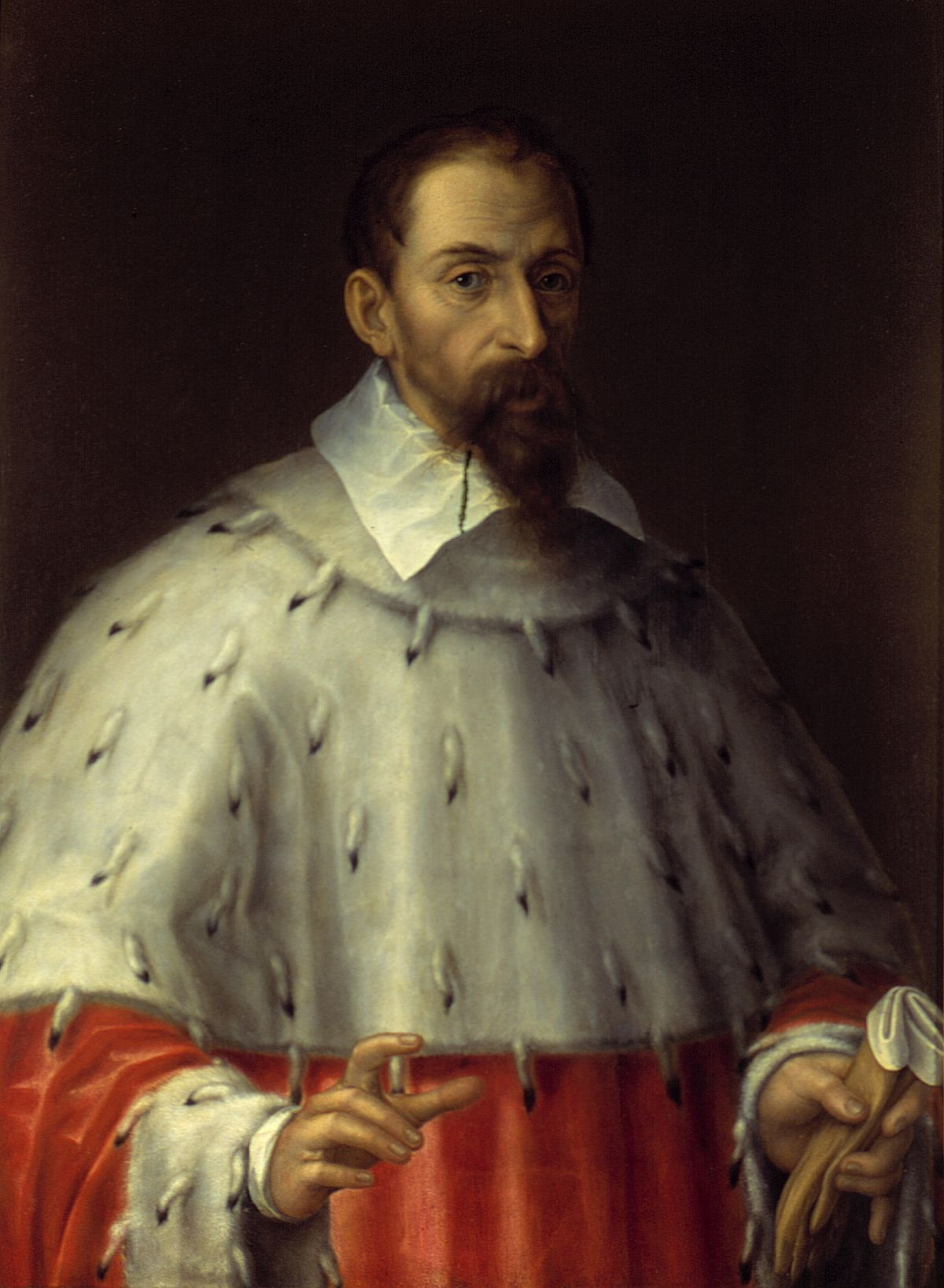
Ernst von Bayern (1554–1612), Kurfürst und Erzbischof von Köln, Fürstbischof von Freising, Hildesheim, Lüttich, Münster, führender Vertreter der Gegenreformation

Als Folge der Täuferherrschaft ließ Bischof Franz von Waldeck den evangelischen Gottesdienst unterdrücken und entzog Münster sämtliche Rechte, darunter die freie Ratswahl, Gerichtsbarkeit, Militärhoheit, Aufsicht über die Stadtverteidigung, Gesetzgebung und Steuererhebung. Die nach wie vor ausschließlich adeligen Mitglieder des Rates, z. B. Heinrich I. von Droste zu Hülshoff, wurden fortan von ihm selbst bestimmt. Dies änderte sich jedoch 1541, als der Bischof auf die Unterstützung der Stadt angewiesen war. Zum Dank erstattete er ihr einige Rechte und Privilegien zurück, bevor im Jahre 1553 schließlich auch das Recht auf die freie Ratswahl und die Bildung von Gilden folgten. Damit lag die Kontrolle der beiden einflussreichsten Gremien wieder in der Hand der Bürger: Der Rat der Stadt verstand sich als Stadtregierung und hatte maßgeblichen Einfluss auf die Politik ihres fürstbischöflichen Landesherren. Den Gilden wiederum kam in vielen Fragen und Entscheidungen des Rates ein Mitbestimmungsrecht zu, darunter bei der Steuererhebung und der Stadtverteidigung. Zudem sorgten sie mit der 1557 wiedereingeführten „Großen Schützenbrüderschaft“ auch für die Ausbildung des Aufgebots an Bürgern, die zur Verteidigung der Stadt beitrugen.
Nachdem die Bevölkerung während der Herrschaft der Täufer von 10.000 bis 12.000 Einwohnern auf 3000 bis 4000 zurückgegangen war, erreichte sie innerhalb von nur 60 Jahren wieder ihren alten Stand. Gleichzeitig stieg der Wohlstand in Münster, das gegen Ende des 16. Jahrhunderts seine Blütezeit als Bürgerstadt erlebte. Maßgeblichen Einfluss auf diese Entwicklung hatten die vielen Kirchen, Klöster und anderen kirchlichen Einrichtungen, die mit ihren wohlhabenden Geistlichen eine große Zahl an Abnehmern von Lebensmitteln, Textilien und Luxusgütern stellten. Aber auch die Verwaltungs- und Gerichtsreformen zwischen 1571 und 1574 durch Bischof Johann II. von Hoya und die in deren Zuge neu errichteten Behörden mit ihren wohlhabenden Beamten trugen sehr zur wirtschaftlichen Blüte Münsters bei. Der Wohlstand spiegelte sich im Bild der Stadt wider. Neben der Prägung von Gold- und Silbermünzen wurden zahlreiche Armenhäuser, Klöster, sowie stattliche öffentliche und private Gebäude gestiftet. Zum Schutz des Wohlstandes wurde die bereits gut ausgebaute Stadtbefestigung weiter verstärkt, was sich als bedeutender Vorteil erweisen sollte, als im Jahre 1618 der Dreißigjährige Krieg in Europa ausbrach. Das enorm gesteigerte Selbstbewusstsein der Stadt zeigt ein Rechtsstreit, den Bürgermeister Bernhard II. von Droste zu Hülshoff 1616 beim Reichskammergericht gegen den Fürstbischof und Landesherrn anstrengte. Immerhin erreichte er – mithilfe einer großen Bürgerversammlung und der Entsendung einer städtischen Delegation zum Reichshofrat nach Prag –, dass Kaiser Rudolf II. sein Einschreiten bis mindestens 1620 aufschob.

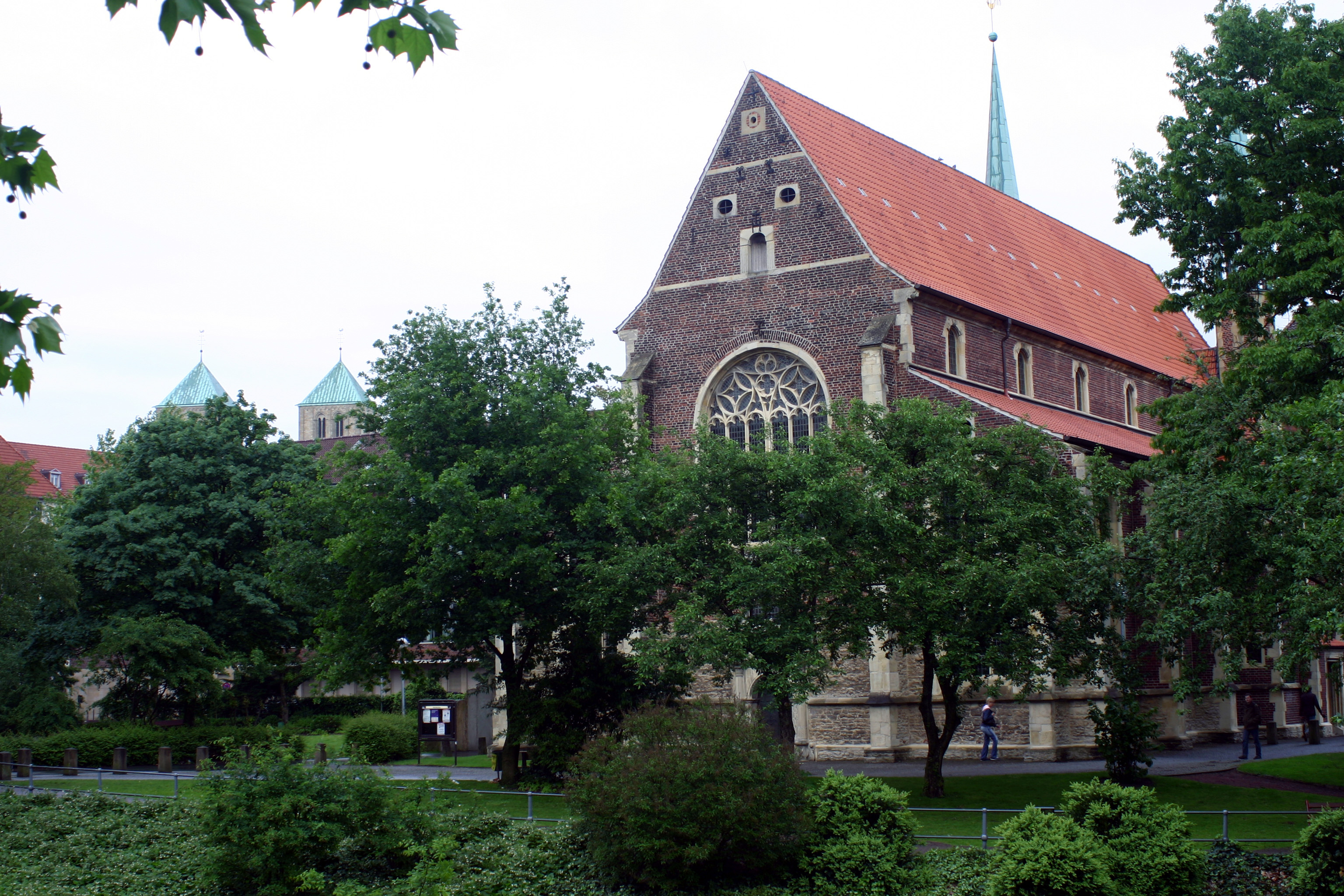
Die St.-Petri-Kirche der Jesuiten

Während die weltliche Entwicklung klar in eine Richtung ging, war dies bei der religiösen für lange Zeit nicht ersichtlich. Unter dem Eindruck der noch frischen Erinnerungen an das Täuferreich wollten weder die Bischöfe noch die Landesstände einen erneuten Konflikt zwischen Katholiken und Protestanten heraufbeschwören. Nach dem Konzil von Trient setzten in Münster ab 1566 durch den Einfluss des Domdechanten Gottfried von Raesfeld Reformen ein, und von 1571 an fanden kirchliche Visitationen unter Mitwirkung des bischöflichen Offizials Everwin von Droste zu Hülshoff statt. Aber erst mit der Wahl des Kölner Erzbischofs Ernst von Bayern zum Bischof von Münster im Jahre 1585 gewann die katholische Glaubensrichtung wieder die Oberhand. Gegen den Willen des Stadtrates setzte der neue Bischof 1588 die Gründung einer Niederlassung des Jesuitenordens durch und konnte sogar das Paulinum, die traditionsreiche Domschule, übernehmen. Die Hauptaufgabe des Ordens in der Zeit des 16. Jahrhunderts lag vor allem in der systematischen Glaubensunterweisung oder Katechese in den Pfarren und im Predigen, um die so genannte „Gegenreformation“ der katholischen Kirche mit den nach dem Konzil von Trient erneuerten Glaubensvorstellungen vorzubereiten und voranzutreiben. Neben der Unterweisung in der Kirche erfolgte sie auch in Schulen und Universitäten, so wie in Münster in der durch die Jesuiten gegründeten St.-Petri-Kirche und dem Jesuitenkolleg. Insbesondere die Übernahme des Paulinums war in dieser Hinsicht sehr von Vorteil für die Anhänger der Gegenreformation, denn durch die 1150 Schüler, die es im Jahre 1592 zählte, die immerhin gut ein Zehntel der Gesamtbevölkerung ausmachten, sollte Münster innerhalb von nur einer Generation wieder zu einer rein katholischen Stadt werden. Unterstützend wirkten sich zudem die zwischen 1612 und 1624 gegründete Klöster der Kapuziner, Klarissen und Observanten aus. Die letzten verbliebenen Protestanten wurden endgültig unter Fürstbischof Ferdinand von Bayern und auf Befehl des Stadtrates im Jahre 1628 aus der Stadt verwiesen.

### Münsteraner Hexenprozesse
Zwischen 1552 und 1644 wurde in Münster in 29 Verfahren gegen 40 der Zauberei verdächtigten Personen ermittelt. Die meisten Angeklagten, die nicht überführt werden konnten, wurden der Stadt verwiesen. In Münster sind 18 Stadtverweisungen als Verurteilung nach einem Hexenprozess protokolliert. Somit war dies die häufigste Konsequenz einer Anklage wegen Hexerei in Münster. Die Mehrheit der Angeklagten waren Frauen und 12 Personen wurden im Rahmen der Befragung gefoltert. Der Großteil der Prozesse fand zwischen den Jahren 1627 und 1635 statt. Die Münsteraner Hexenprozesse resultierten nachweislich in fünf Todesurteilen und vier Toden während der Folterverhöre. Die fünf Frauen, die als verurteilte Hexen starben, waren: Meyersche tho Bruninck (Vorname unbekannt), Molnersche (Vorname unbekannt), Anna zur Steinhorst, Elsa Buddenboems und Greta Bünichmann.
Im Vergleich zu anderen deutschen Regionen gab es in Münster relativ wenige Hexenprozesse. Dies erklärt man sich unter anderem mit dem gefestigten konservativ-katholischen Glauben der Münsteranerinnen und Münsteraner, die die neuen kirchlichen Lehren wie Hexenlehre nur nach und nach akzeptierten. Und ein weiterer Faktor mag auch das Ausbleiben größerer Katastrophen sein, die ansonsten aufgrund der Sündenbocktheorie Anklagen wegen Hexerei erklären könnten. Krankheitswellen, Schlechtwetterperioden, Kälte oder Hunger wurden in Zusammenhang mit Anklagen von mutmaßlichen Hexen gebracht. In der Zeit des Dreißigjährigen Krieges blieb Münster und seine Bevölkerung im Vergleich relativ unbeschadet. Die spätere Häufung an Hexenprozessen fällt hingegen in einen Zeitraum von Lebensmittelteuerungen. Selbst in der Hochzeit der Hexenprozesse kam Münster auf durchschnittlich zwei Hexenprozesse im Jahr, wobei nie Serienprozesse gegen mehrere Frauen stattfanden, die sich in Verhören nach und nach untereinander beschuldigten. Im Unterschied zu anderen Städten fanden die Verhandlungen in Münster unter Ausschluss der Öffentlichkeit statt, was die Stimmung in der Bevölkerung möglicherweise beschwichtigend beeinflusste.

### Westfälischer Friede

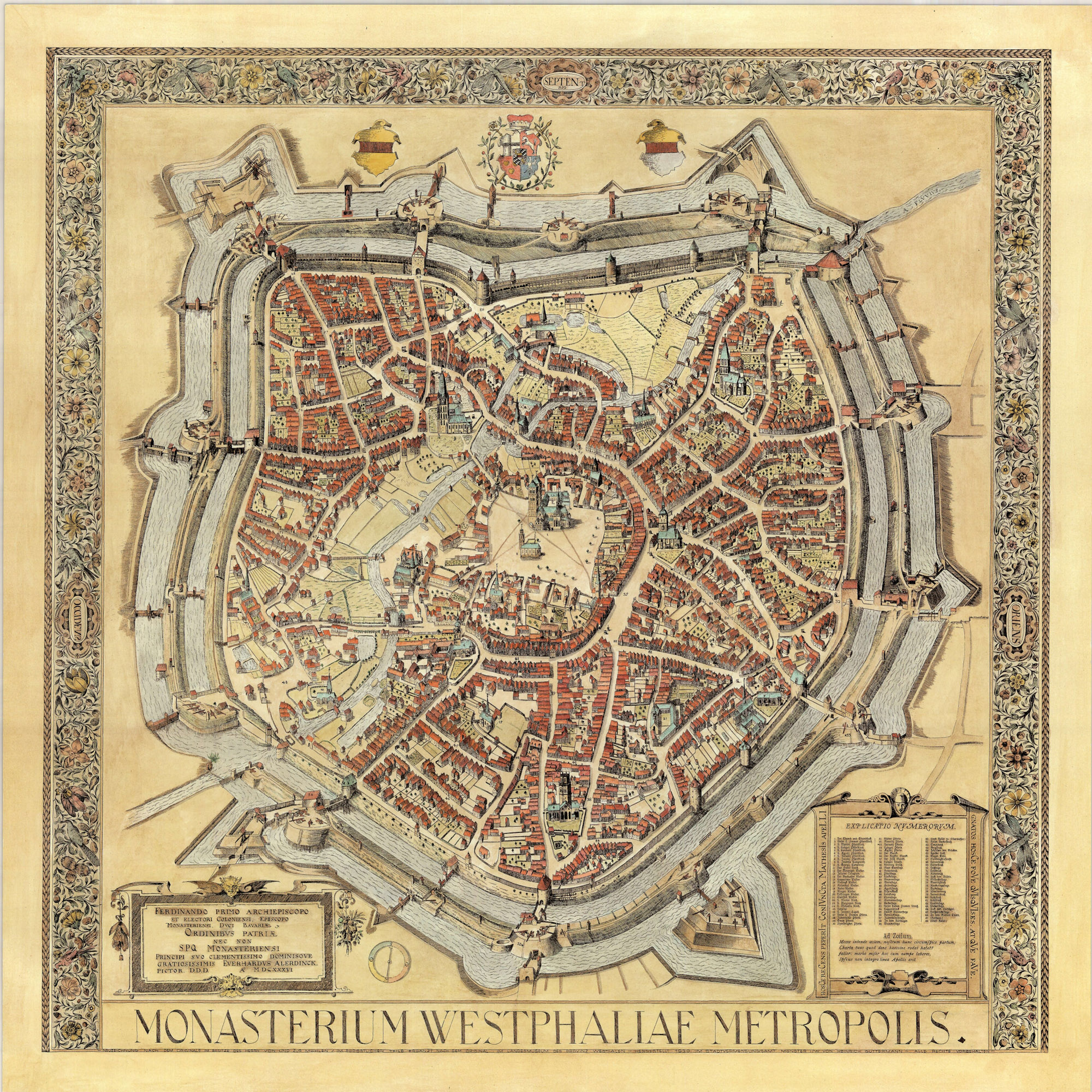
Vogelschau auf Münster im Jahre 1636

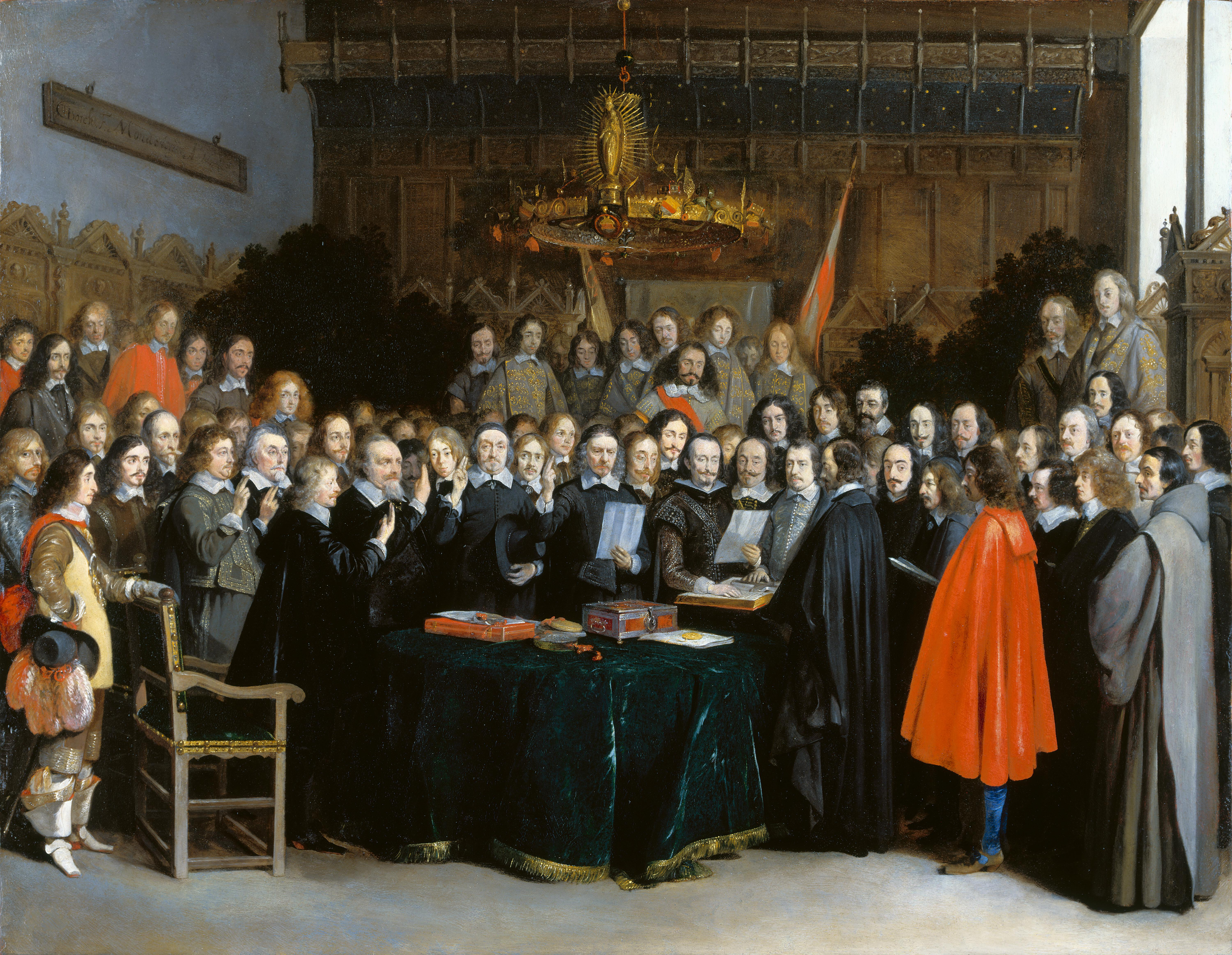
Gerard ter Borch: Der Friede von Münster, der spanische und die niederländischen Gesandten beschwören im Rathaus zu Münster den spanisch-niederländischen Friedensvertrag

Münster spielte eine wichtige Rolle im Dreißigjährigen Krieg. Zwar wurde die Stadt zweimal von den Hessen in den Jahren 1633 und 1634 belagert, durch den weiter vorangetriebenen Ausbau der Stadtbefestigung gegen Ende des vorangegangenen Jahrhunderts blieben Münster jedoch die Eroberung und Plünderung sowie die Zerstörung durch feindliche Truppen erspart. Ansonsten blieben Münster und das Münsterland bis auf die Anfangsjahre ein unbedeutender Nebenschauplatz, insbesondere nachdem der protestantische Feldherr Herzog Christian von Braunschweig am 6. August 1623 in der Nähe von Stadtlohn durch das kaiserliche Heer von Graf von Tilly vernichtend geschlagen worden war.
Dies sind vermutlich auch die Gründe, warum genau hier der Westfälische Friede geschlossen wurde, der in Münster und Osnabrück ausgehandelt wurde und die längste Kriegsperiode in Europa beendete. In Osnabrück tagten die Gesandten der evangelischen Kriegsparteien, da es im Einflussbereich Schwedens lag. Dagegen verhandelten in Münster die katholischen Gesandten. Der Vorschlag, Münster als Kongressstadt für die Verhandlungen zu nutzen, kam von den Schweden im Jahre 1641. Der hierfür notwendigen Neutralität der Stadt stimmte der Kaiser Ferdinand III. am 25. Dezember 1641 im Hamburger Präliminarvertrag zu. Nachdem die Stadt und deren Bürger offiziell hierzu gefragt worden waren und dem Vorschlag zugestimmt hatten, entband Reichshofrat Johann Krane am 27. Mai 1643 Münster von den Verpflichtungen gegenüber Reich und Landesherren. Sie wurde damit für die Zeit des Kongresses zu einer neutralen Stadt.
Die Verhandlungen fanden abwechselnd in den Quartieren der beteiligten Gesandten statt. Am 30. Januar 1648 konnte der spanisch-niederländische Friedensvertrag im Quartier der Niederländer, dem heutigen Haus der Niederlande, unterzeichnet werden. Am 15. Mai 1648 wurde dieser Vertrag in einer feierlichen Zeremonie beschworen. Der spanische Gesandte Graf Peñaranda hatte sich zu diesem Anlass die Ratskammer im Erdgeschoss des Rathauses der Stadt erbeten, die später Friedenssaal genannt wurde. Der Friede von Münster beendete den Achtzigjährigen Krieg der Niederländer um ihre Unabhängigkeit von den Spaniern und kann als Geburtsstunde der Niederlande gesehen werden.
Die Friedensverhandlungen in Münster und Osnabrück zwischen dem Kaiser, den Reichsständen, den Schweden und den Franzosen zogen sich noch bis zum Herbst hin. Am 24. Oktober 1648 wurden schließlich in Münster die Friedensverträge unterschrieben und am 18. Februar 1649 die Ratifikationsurkunden ausgetauscht. Damit war der Dreißigjährige Krieg endgültig beendet und der Westfälische Friede geschlossen.
Die historische Inneneinrichtung des Friedenssaals ist auch heute noch zu bewundern, da sie vor der fast vollständigen Zerstörung des Rathauses und des Prinzipalmarkts während des Zweiten Weltkriegs ausgelagert worden war. Einzig der Kamin entspricht nicht mehr dem Original.

## Neuzeit von 1648 bis 1815

### Stadt gegen Fürstbischof
Zur Zeit des Westfälischen Friedens hatte Münster den Höhepunkt seiner städtischen Unabhängigkeit erreicht und die Stadt war sehr bemüht, diese Unabhängigkeit zu behalten und weiter auszubauen: Am 11. September 1647 richtete die Stadt Münster ein offizielles Schreiben an Kaiser Ferdinand III. mit der Bitte, ihr weitergehende Rechte zu verleihen. Diese sollten unter anderem das Münzrecht und das Besatzungsrecht enthalten. Durch die Gewährung dieser eigentlichen Landesherrenrechte wäre Münster faktisch in den Stand einer Freien Reichsstadt erhoben worden. Ein Konflikt mit dem fürstbischöflichen Landesherrn war unausweichlich. Seit dem Jahre 1650 war dies Christoph Bernhard von Galen, später auch als Kanonenbischof bekannt.
Zur ersten Konfrontation zwischen der Stadt und dem Fürstbischof kam es im Jahre 1654. Der Versuch von Galens, seinen Kontrahenten Bernhard von Mallinckrodt bei der Bischofswahl 1650 verhaften zu lassen, scheiterte, als der Rat der Stadt ihm die Unterstützung verweigerte. Der anschließende Versuch, Münster in einem militärischen Handstreich einzunehmen, scheiterte ebenso und führte am 25. Februar 1655 zum Vertrag von Schöneflieth, benannt nach der Burg Schöneflieth am südlichen Ufer der Ems in Greven, wo der Vertrag geschlossen wurde. Dieser Vertrag war im Wesentlichen ein Kompromiss zwischen dem Fürstbischof und der Stadt Münster und gestattete es von Galen, 450 Infanteriesoldaten und 100 Reiter innerhalb der Stadt zu stationieren. Diese mussten jedoch auch auf die Stadt vereidigt werden, so dass von ihnen letztendlich keine Gefahr ausging.

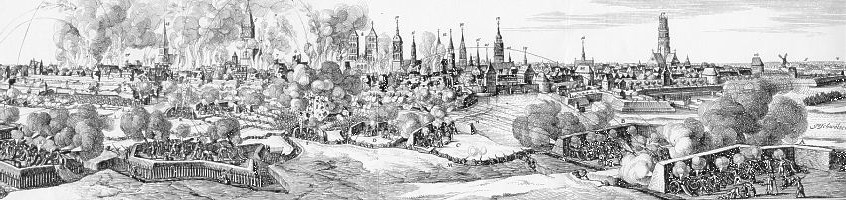
Die Belagerung von Münster im Jahr 1657 – Radierung von Caspar Merian

Aufgrund weiterhin anhaltender Spannungen zwischen der Stadt und Fürstbischof Christoph Bernhard von Galen suchte Münster nach Verbündeten. Stadtsyndicus Nikolaus Drachter reiste zu diesem Zweck zu Verhandlungen in die Niederlande. Bei seiner Rückkehr am 9. August 1657 ließ von Galen ihn verhaften. Die Stadt verwehrte dem Bischof daraufhin den Zugang und forderte die sofortige Freilassung von Drachter. Als Reaktion belagerte am 20. August 1657 der Fürstbischof die Stadt das erste Mal und setzte hierbei vor allem auf den Beschuss mit Artillerie. Seine Aufforderung zur Kapitulation am 6. September wurde zurückgewiesen. Auf das Gerücht, ein holländisches Heer eile der Stadt Münster zu Hilfe, brach von Galen die Belagerung ab. Das Ende der Belagerung durch den Geister Vertrag vom 21. Oktober 1657 stellte für ihn faktisch eine Niederlage dar.

### Sieg des Fürstbischofs und Zitadellenbau

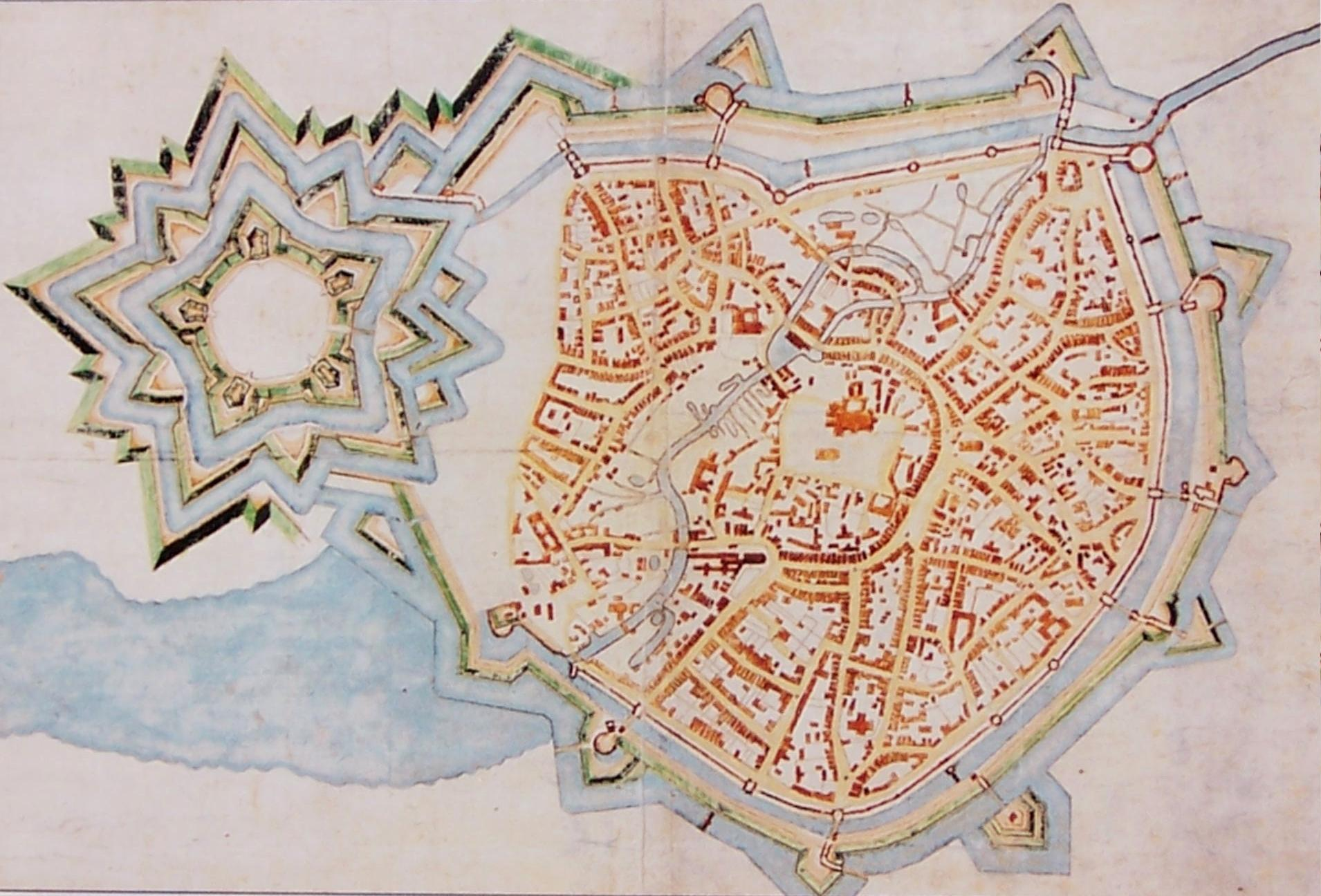
Münster: Zeichnung der Galenschen Zitadelle

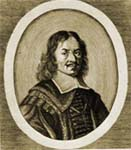
Der siegreiche Fürstbischof Christoph Bernhard von Galen

Eine Wende brachte der Winter 1659/60, als der Kaiser Münsters Wunsch auf das Besatzungsrecht ablehnte und gleichzeitig untersagte, nach Verbündeten im Ausland zu suchen. Fürstbischof von Galen nutzte diese Entwicklung und begann am 20. Juli 1660 mit der zweiten Belagerung von Münster. Da keine Unterstützung für die Stadt in Sicht war, litt sie bald unter Finanznot und Lebensmittelknappheit. Auch das Einschmelzen des Tafelsilbers, die Aufnahme von Krediten bei den Bürgern und das Prägen von Notgeld konnten die Lage nicht verbessern. Die Situation spitzte sich zu, als von Galen zur Weihnachtszeit des Jahres 1660 die Aa unterhalb der Stadt aufstauen ließ und es innerhalb der Stadt zu Überschwemmungen kam. Aufgrund der hoffnungslosen Situation und mangels Aussicht auf Unterstützung von außerhalb übergab der Rat der Stadt dem Fürstbischof am 26. März 1661 die Stadt. Der Rat musste eine Erklärung unterschreiben, die faktisch das Ende der städtischen Autonomie bedeutete: Die Stadt verpflichtete sich, keine Kontakte zu ausländischen Mächten mehr aufzunehmen und die Kontakte zu den Niederlanden abzubrechen. Neben der Beteiligung an den Steuereinnahmen hatte Münster zudem die Summe von 45.000 Reichstalern an den Fürstbischof zu entrichten.
Weitere Folge des Konflikts war die Abtragung der westlichen Stadtmauer und die Ergänzung um eine Zitadelle in diesem Bereich durch den Bischof, der so seinen Machtanspruch gegenüber der Stadt durchsetzte. Seine innerstädtische Residenz nahm er jetzt im Fraterhaus zum Springborn. Als offene Provokation der Bürger richtete er zudem im Rathaus ein bischöfliches Wachlokal ein und umgab den Vorplatz des Gebäudes mit einem Palisadenzaun. Die Bürger verloren nahezu alle Selbstverwaltungsrechte, als auch die freie Ratswahl abgeschafft und die Ratspositionen durch den Fürstbischof vergeben wurden. Sogar die Gilden ließ von Galen entmachten. Erst während der Zeit des Fürstbischofs Ferdinand von Fürstenberg in den Jahren von 1678 bis 1683 wurden Münster die Selbstverwaltungsrechte teilweise zurückgegeben.

### Siebenjähriger Krieg und die Reformen Fürstenbergs

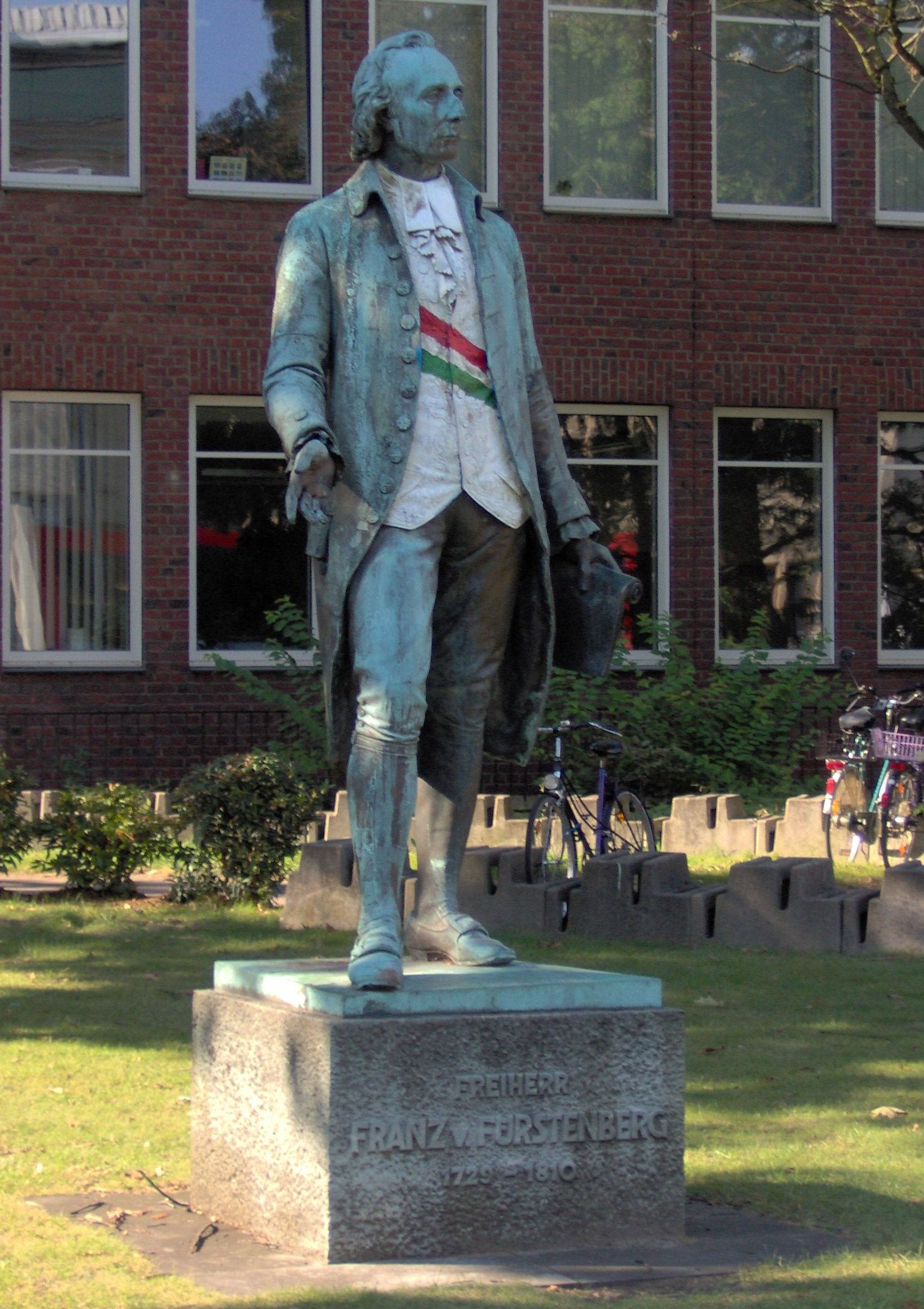
Freiherr von Fürstenberg – der aufgeklärte Reformer

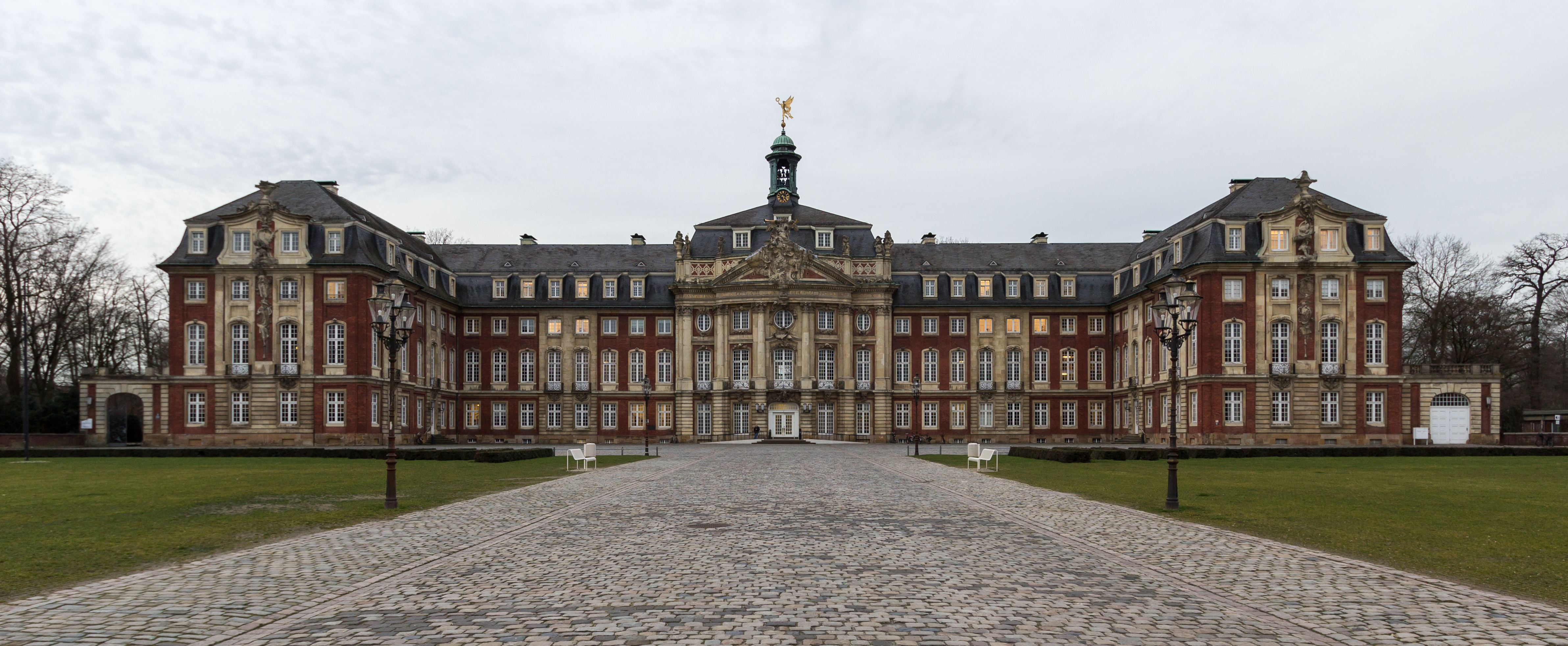
Das fürstbischöfliche Schloss und heutiger Sitz der Universität in Münster

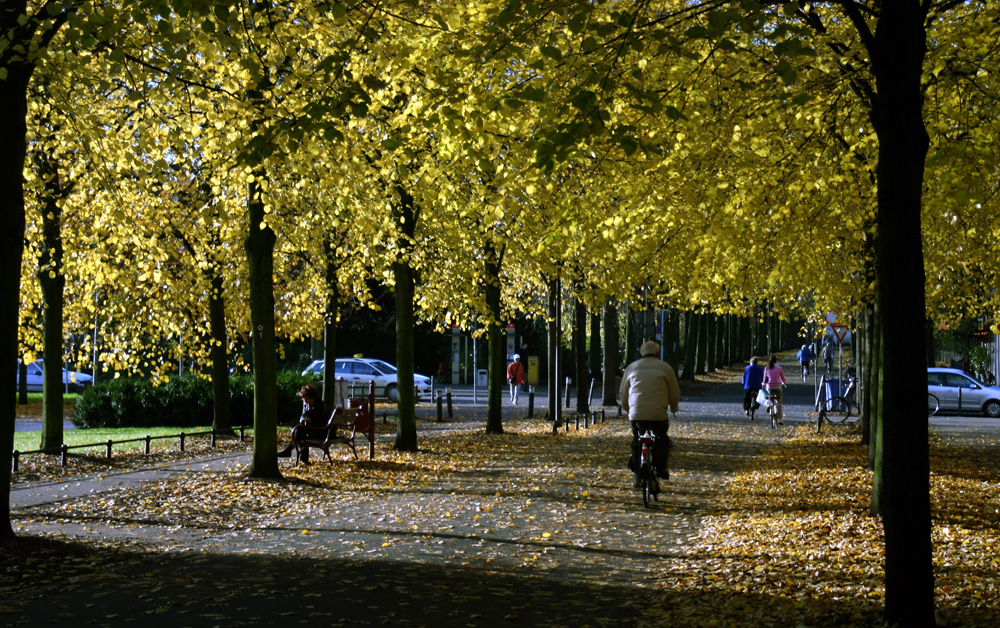
Die Promenade markiert die Grenzen der Altstadt

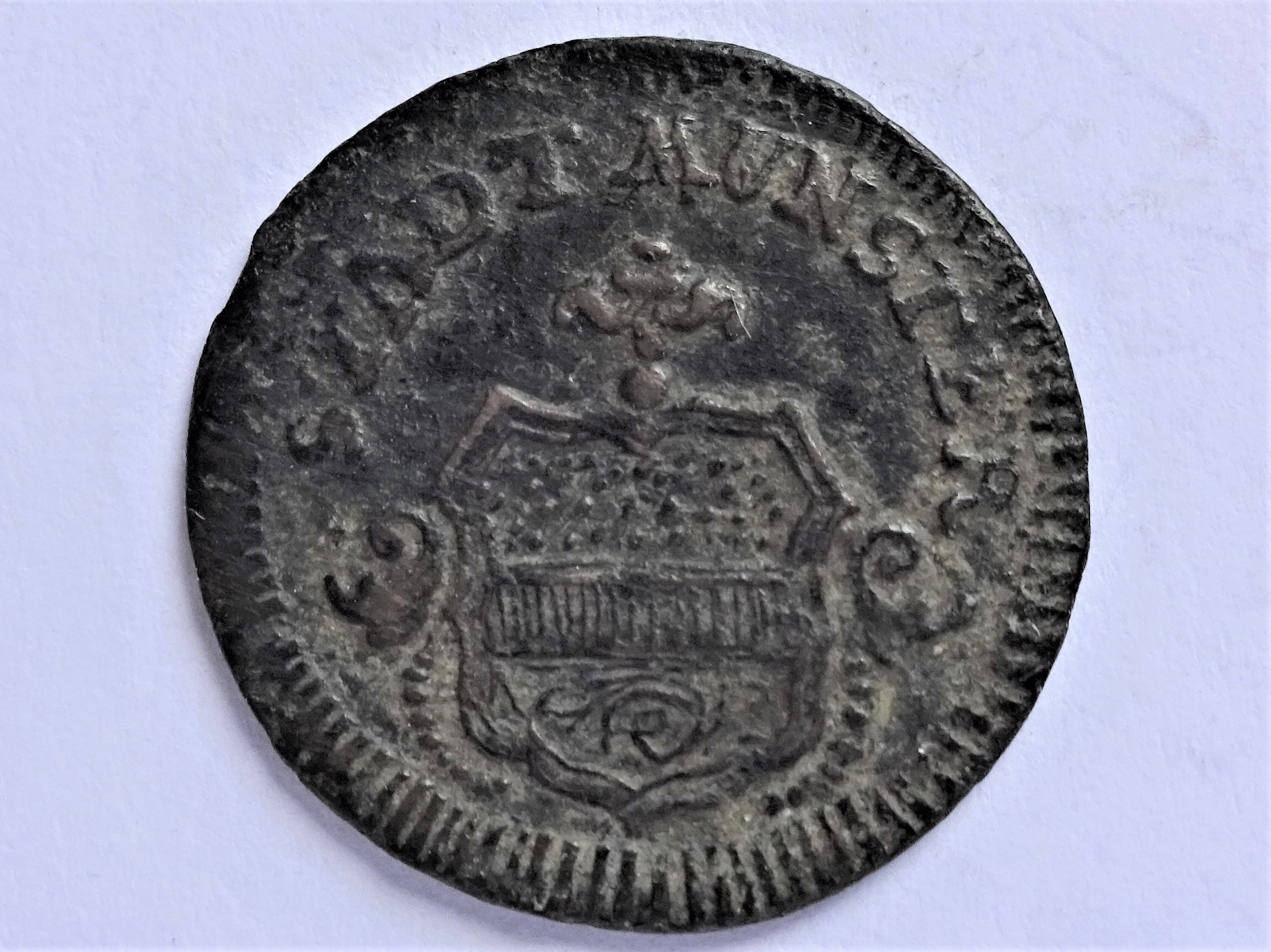
Wappenseite Münsteraner Pfennig von 1750, DMK 1

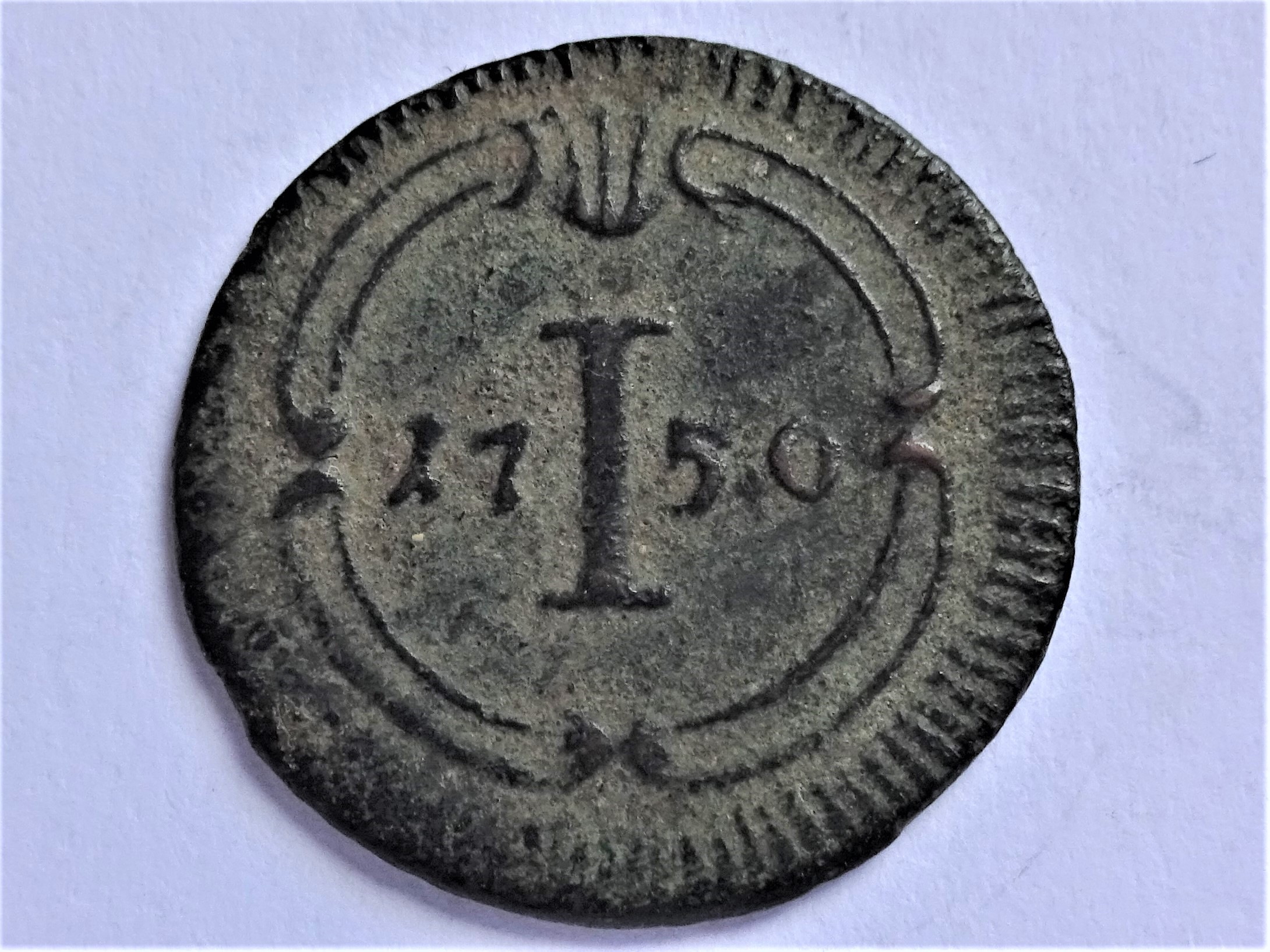
Wertseite Münsteraner Pfennig von 1750, DMK 1

Im Siebenjährigen Krieg war Münster als Unterstützer von Kaiserin Maria Theresia, der Erzherzogin von Österreich und Königin von Ungarn und Böhmen, wiederholt Kriegsschauplatz. Die Stadt wurde mehrfach von den alliierten Kriegsparteien Kurfürstentum Braunschweig-Lüneburg/Königreich Großbritannien und Preußen sowie dem mit der Kaiserin verbündeten Frankreich mehrfach belagert und auch erobert. Den größten Schaden erlitt sie dabei während der Belagerung durch die Hannoveraner im Jahr 1759, als durch schweres Bombardement am 3. September das „Martiniviertel“ vollständig zerstört wurde. Unter dem kurhannoverschen Kommandanten Christian von Zastrow wiederum explodierte der Pulverturm der Zitadelle. Im Jahr 1759 endete dann auch die selbstständige Prägung von Kupferkleingeld der Stadt.
Angesichts der schweren Zerstörungen während des Krieges ordnete Franz Freiherr von Fürstenberg, Minister für das Hochstift Münster unter Fürstbischof Maximilian Friedrich von Königsegg-Rothenfels, nach dem Ende des Krieges im Jahr 1764 die Schleifung der Befestigungsanlagen an. Münster sollte somit eine offene Stadt sein und damit weiteren Zerstörungen und Verwüstungen entgehen. Auf Wunsch der Münsteraner Bevölkerung genehmigte der Fürstbischof im Jahre 1767 den Bau eines fürstbischöflichen Residenzschlosses am Ort der abgetragenen Zitadelle, dessen Bauarbeiten sich bis ins Jahr 1787 hinzogen. Erbaut wurde es durch Johann Conrad Schlaun. Nach dessen Tod im Jahre 1773 führte Wilhelm Ferdinand Lipper die Arbeiten zu Ende. Schlaun war es auch, der die ehemaligen Befestigungen der Stadt nach deren Schleifung im Jahre 1770 in die Promenade umwandelte. Ebenfalls in fürstbischöflicher Verantwortung wurde 1773 die Entscheidung gefällt, eine Landesuniversität zu schaffen, die in diesem Jahr bereits ihren Lehrbetrieb aufnahm, aber erst am 16. April 1780 feierlich eröffnet wurde. Aus der sich später die Westfälische Wilhelms-Universität entwickelte. Maßgeblichen Anteil daran hatte Franz Freiherr von Fürstenberg, der Generalvikar und ständige Vertreter des Erzbischofs von Köln und Bischofs von Münster, Maximilian Friedrich von Königsegg-Rothenfels. Weiterhin war er maßgeblich an der Entwicklung des Steuersystems sowie des Rechts- und Gesundheitswesens beteiligt. Als wichtigster Repräsentant der katholischen Aufklärung im Hochstift brachte er mit dem Geistlichen Bernhard Heinrich Overberg weithin beachtete Schulreformen auf den Weg und wurde so zum Mittelpunkt des Münsterschen Kreises.
Von Wilhelm Ferdinand Lipper stammte auch das Komödienhaus, Münsters erstes Theater. Eröffnet wurde es 1775 am Roggenmarkt, finanziert von der münsterschen Bürgerschaft. Ein bekannter Künstler war Albert Lortzing, der hier in den 30er-Jahren des 19. Jahrhunderts auftreten sollte und nach dem der spätere Theaterneubau benannt werden sollte. Nach dem Abriss des Theaters 1890 und der Zerstörung der Inneneinrichtung des Schlosses im Zweiten Weltkrieg existieren von Lipper in Münster nur noch die beiden sogenannten „Torhäuschen am Neutor“ im frühklassizistischen Stil am nördlichen Ende des Schlossplatzes.
Ende des 18. Jahrhunderts wirkte sich die Französische Revolution auch auf das Hochstift Münster aus. Mehrere tausend französische Emigranten suchten hier Zuflucht, darunter sehr viele katholische Geistliche. Allein in der Stadt Münster zählte man 1794 mehr als tausend Flüchtlinge. Dank des am 5. April 1795 geschlossenen preußisch-französischen Friedens von Basel, in dem der norddeutsche Raum für neutral erklärt wurde, wirkten sich die Revolutionskriege zunächst nicht unmittelbar auf Münster aus.

### Münster unter der Herrschaft Preußens

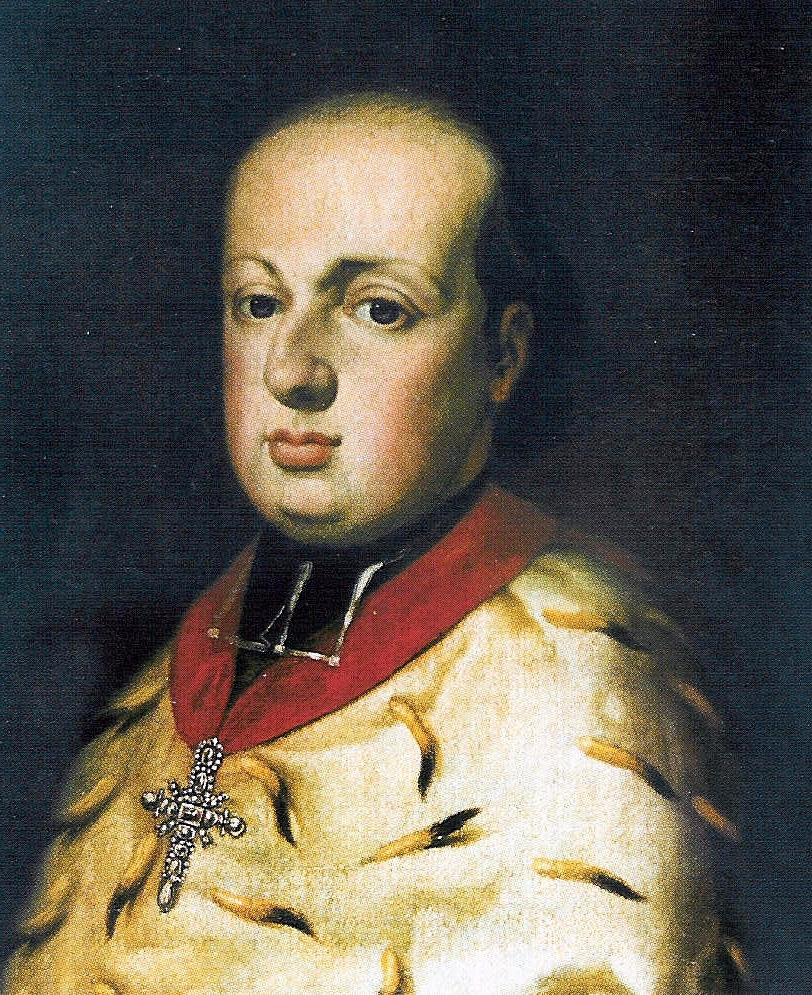
Münsters letzter Fürstbischof: Maximilian Franz von Österreich

In einem Vertrag vom 23. Mai 1802 einigten sich Preußen und Frankreich, wie Preußen für die in den französischen Revolutionskriegen abgetretenen linksrheinischen Gebiete entschädigt werden sollte. Dazu wurde Preußen in Westfalen, neben dem Hochstift Paderborn und den Abteien Essen, Werden und Herford auch die östliche Hälfte des Oberstifts Münster einschließlich der Hauptstadt Münster zugesprochen. Der Immerwährende Reichstag und der Kaiser des Heiligen Römischen Reiches Deutscher Nation mussten diesem Vertrag zustimmen. Preußen wartete jedoch diese Zustimmung nicht ab. Ein Jahr nach dem Tode des letzten Fürstbischofs von Münster, Maximilian Franz von Österreich, rückte am 3. August 1802, dem 32. Geburtstag des preußischen Königs Friedrich Wilhelm III., General Gebhard Leberecht von Blücher mit seinem Husarenregiment und drei Bataillonen Füsiliere in Münster ein. Erst im Anschluss wurde diese Besetzung durch den Reichsdeputationshauptschluss am 25. Februar 1803 legitimiert. Das Hochstift Münster wurde aufgelöst, und der östliche Teil, und damit auch die Stadt Münster, kam als Erbfürstentum Münster an Preußen. Freiherr vom Stein war für die Säkularisation zuständig und begann eine Verwaltung nach preußischem Vorbild in der Stadt zu errichten.
Im Jahre 1806 zogen die französischen Truppen von Napoleon Bonaparte in Münster ein. Am 14. November 1808 wurde die Stadt zunächst dem Département Ems des Großherzogtums Berg zugeteilt. Am 27. April 1811 wurde sie von Berg an Frankreich abgetreten. Hierbei wurde sie Hauptstadt des zu diesem Zeitpunkt neu gebildeten Département Lippe. Münster wurde Sitz einer Mairie, die die Stadt und die benachbarten Gemeinden verwaltete.
Im Jahre 1813 vertrieben preußische und russische Truppen im Rahmen der Befreiungskriege die Franzosen aus Münster. Nach dem Wiener Kongress 1814/1815 wurde Münster endgültig dem Königreich Preußen zugeteilt. Aus der Mairie wurde die „Bürgermeisterei Münster“. Münster wurde Sitz des Kreises Münster, die Stadt selbst blieb aber so genannte „Immediatstadt“ und gehörte damit nicht zum Kreis.

## Neuzeit 1815 bis 1914

### Oberpräsident von Vincke in der neuen Provinz Westfalen

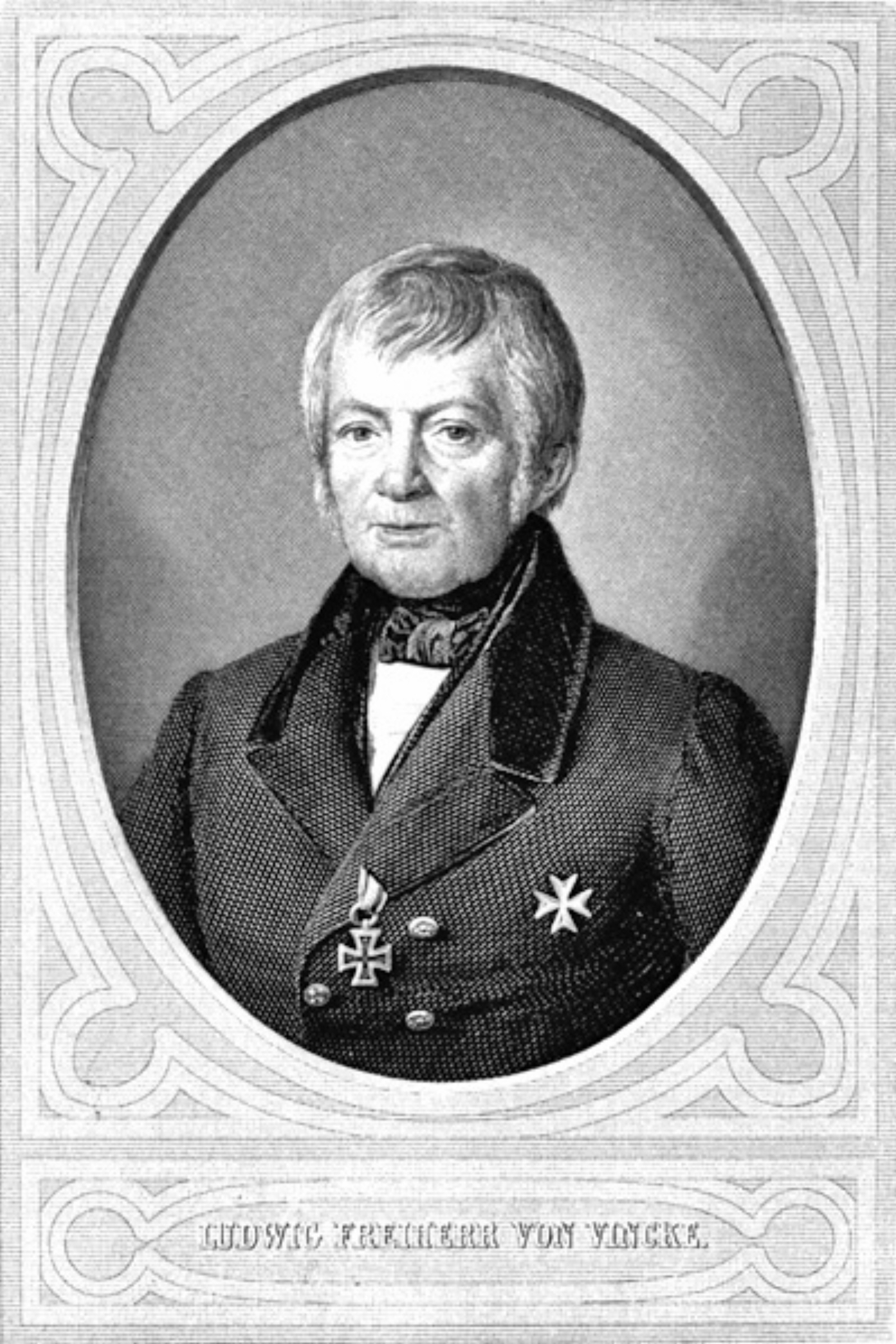
Ludwig Freiherr von Vincke, von 1815 bis 1844 Westfalens erster Oberpräsident

Im Zuge der Neustrukturierung der preußischen Verwaltung nach dem Wiener Kongress wurde Westfalen neu begründet und als neue Provinz in die Monarchie eingegliedert. Seit 1. April 1816 war Münster Provinzialhauptstadt dieser Provinz Westfalen, zugleich Verwaltungssitz des Regierungsbezirks Münster, und es wurde Sitz des Generalkommandos des VII. Armee-Korps.
Schon 1804 war Ludwig Freiherr von Vincke zum Präsidenten der Kriegs- und Domänenkammer in Münster und Hamm ernannt worden, da deren bisheriger Präsident Freiherr vom Stein als Minister nach Berlin berufen wurde. Vincke trat die Nachfolge von Steins an und bekleidete dieses Amt auch nach der Niederlage Preußens gegen Napoleon I. unter einem französischen Generalgouverneur, der ihn Ende März 1807 entließ. Danach reiste Vincke für einige Monate nach England, wo er das dortige Verwaltungssystem des „Selfgovernments“ kennenlernte. Bei seiner Rückkehr schloss er sich dem Reformerkreis um Freiherr vom Stein an. Bis zur Entlassung von Steins im November 1808 wurden unter der Mitwirkung Vinckes als entscheidende Reformen die Aufhebung der Leibeigenschaft und Erbuntertänigkeit, eine neue Gewerbeordnung und die kommunale Selbstverwaltung der Städte durchgesetzt. Nach Steins Rücktritt wurde Vincke 1809 kurmärkischer Kammerpräsident in Potsdam, zog sich aber 1810 auf seine privaten Güter zurück. Erst 1813 nach Niederlage der Franzosen in der Völkerschlacht bei Leipzig wurde er im Rahmen der Bildung der Zentralverwaltungsdepartemente Gouverneur des Zivilgouvernements zwischen Weser und Rhein.
Auf dem Wiener Kongress wurde die Neuordnung Europas beschlossen, die zur Gründung der neuen preußischen Provinz Westfalen führte. Über den Regierungspräsidenten der drei zugehörigen Regierungsbezirke stand jetzt der Oberpräsident der Provinz. Dieses Amt übernahm Vincke für fast drei Jahrzehnte. Mehrfach schlug er sogar Ministerposten in Berlin aus. Vincke schaffte es, die über zwanzig verschiedenen Einzelstaaten zwischen „Weser und Rhein“ zu einem Staatsgebilde Westfalen zu einen. Er förderte die Industrialisierung, brachte den Infrastrukturausbau beispielsweise durch die Schiffbarmachung der Lippe voran und setzte sich für ein starkes Bauerntum ein.

### Provinzhauptstadt Münster

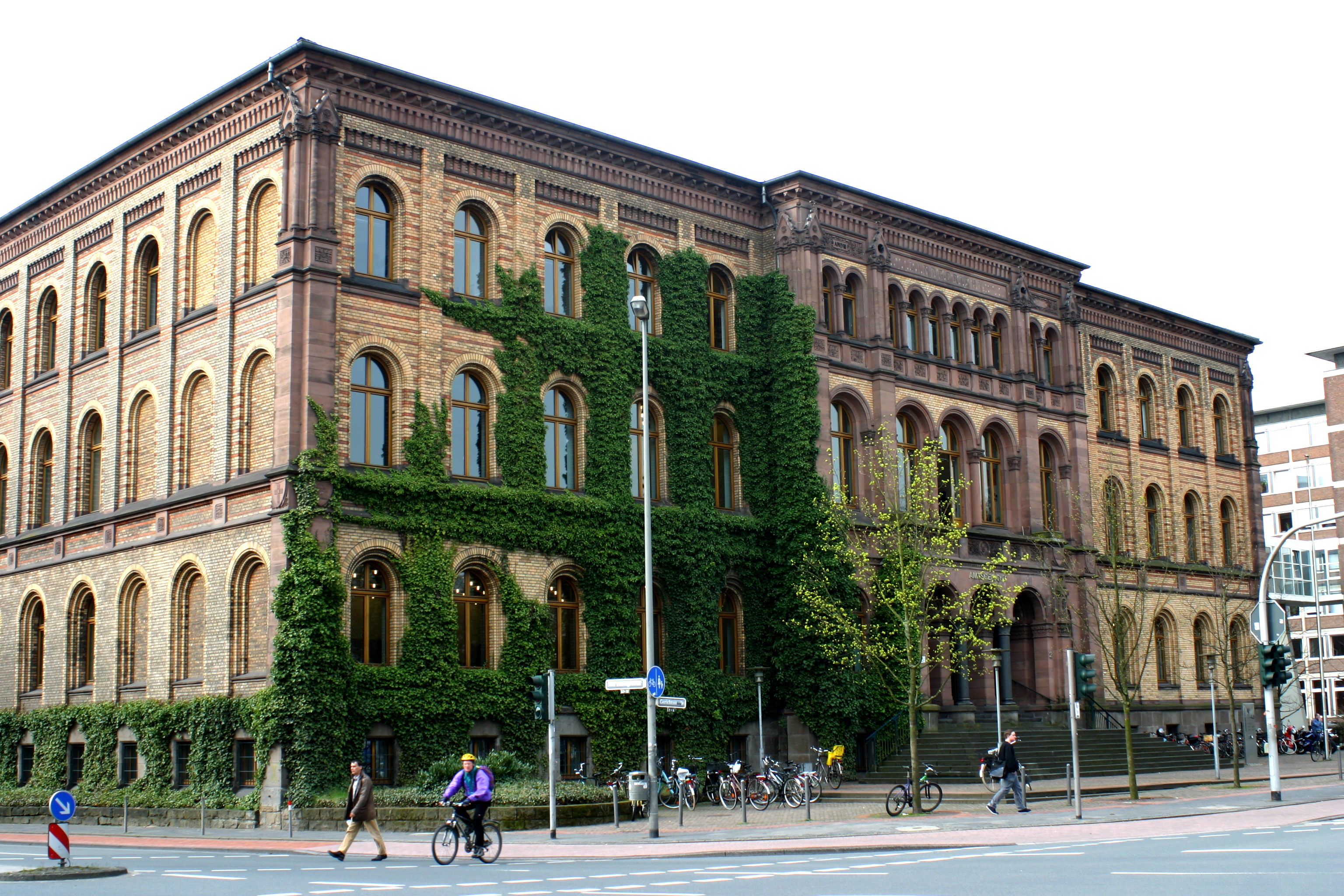
Ehemaliges Landgericht, heute Amtsgericht

Die 1815 festgelegten Grenzen Westfalens haben bis auf geringe Abweichungen Bestand bis heute. Münster bildete zu jener Zeit aufgrund der Industrialisierung an der Ruhr den Mittelpunkt einer der wichtigsten preußischen Provinzen. Die Chancen, die sich daraus ergaben, erkannte man damals noch nicht. Es schmerzten nämlich die Veränderungen, die mit der preußischen Herrschaftsübernahme alltäglich wurden: Verwaltungsbeamte überwachten die Einhaltung neuer Gesetze, Richter sprachen schärferes Recht und die Bürger bekamen deutlich höhere Steuern zu spüren. Die jüngere Generation musste zum Militär einrücken. Es dauerte bei den katholischen Münsteranern noch Jahrzehnte, bis sie erkannten, dass der gesellschaftliche Status der Armee auch ihren Berufsweg fördern konnte.
Mit der definitiven Stationierung des VII. Armeekorps im Jahre 1820 nahm Münster sogleich eine bedeutende Stellung unter den preußischen Garnisonsstädten ein. In Friedenszeiten umfasste die Garnison 2000 Offiziere und Mannschaften. Nach der Heeresreform von 1860 waren es dann über 3000, 1871 betrug der Anteil des Militärs an der Bevölkerung fast 12 Prozent. Die ersten Kasernen wurden in der Innenstadt 1821 und 1831 erbaut, erst nach 1875 begann der damals am Rande der Stadt gelegenen Kasernenneubau (Train-Kaserne, Artillerie-Kaserne und Kavallerie-Kaserne).
Neben neuen Verwaltungsbehörden wurde auch eines der wichtigsten Gerichte Westfalens angesiedelt, das Oberlandesgericht. Es hatte seit 1839 seinen Sitz in der Lansbergschen Kurie. 1849 wurde es in das Appellationsgericht Münster umgewandelt. 1880 zog das Landgericht Münster in den Neubau am heutigen Schlossplatz ein, der ursprünglich für das Appellationsgericht bestimmt war.

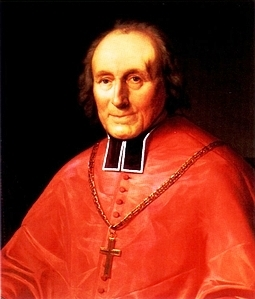
Clemens August Droste zu Vischering als Kölner Erzbischof

Im Hochschulbereich gab es einen Rückschritt, denn die 1773 aus der Taufe gehobene „Alma Mater“ wurde nach Schließung der juristischen und medizinischen Fakultät in eine höhere Lehranstalt – seit 1832 Akademische Lehranstalt genannt – für katholische Theologen und Gymnasiallehrer zurückgestuft. Münster blieb von der allgemeinen Hochschulbildung fortan weitgehend ausgeschlossen. Erst 1902 erlangte Münster mit Gründung der juristischen Fakultät wieder den Status einer Universität. 1914 erfolgte die Gründung der Evangelisch-Theologischen Fakultät. Mit tatkräftiger Unterstützung durch den Lenker der preußischen Hochschulpolitik, Friedrich Althoff, hatte die reich gewordene Provinz als letzte Preußens eine Universität erhalten, die 1907 den Namen Westfälische Wilhelms-Universität bekam.
Es war schwierig, die überwiegend katholische Provinz in das überwiegend protestantisch geprägte Preußen einzugliedern, das zeigte sich besonders 1837, als der Kölner Erzbischof Clemens August Freiherr Droste zu Vischering, der 1827–1835 Weihbischof in Münster gewesen war, verhaftet wurde. Dieser war zusammen mit seinem Bruder Caspar Max (Bischof in Münster von 1826–1846) führend im Widerstand gegen Preußen. Es ging um die Mischehenfrage, in der sich der Bischof nach dem Papst richtete, während der preußische Staat das staatliche Recht durchsetzen wollte. Die Internierung des Bischofs auf der Festung Minden löste in Münster und in den katholischen Gebieten Westfalens und des Rheinlands einen Sturm der Entrüstung aus. Das langsam gewachsene Vertrauen der Katholiken zum preußischen Staat war wieder verloren. Im Kulturkampf der 1870er Jahre erinnerte man sich wieder an diese Affäre, das sogenannte „Kölner Ereignis“.

### Eisenbahnen und Eisenbahnknoten

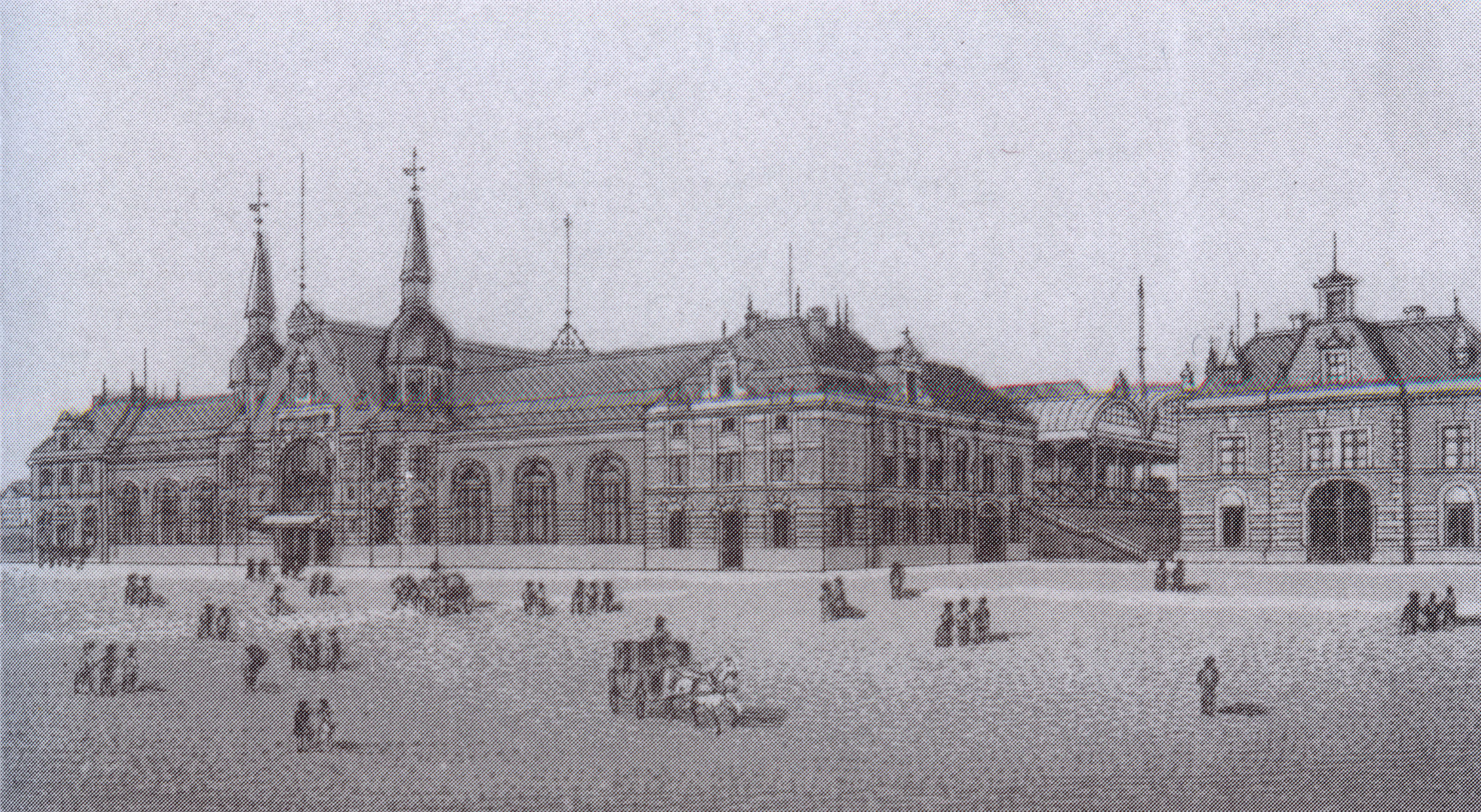
Münsters Zentralbahnhof 1890

Am 25. Mai 1848 begann in Münster das Zeitalter der Eisenbahn mit der Eröffnung der Bahnstrecke Münster–Hamm durch die „Münster-Hammer Eisenbahngesellschaft“ mit Anschluss an die Cöln-Mindener Eisenbahn. Acht Jahre später (1856) wurde die Bahnstrecke Münster–Rheine mit Anschluss an die Hannoversche Westbahn in Betrieb genommen sowie im Jahre 1872 die Strecke von Wanne-Eickel über Münster nach Hamburg durch die „Cöln-Mindener Eisenbahngesellschaft“.
Am 1. Oktober 1890 wurde der Zentralbahnhof eröffnet. Bis zu diesem Zeitpunkt hatten die zwei Eisenbahngesellschaften jeweils ihren eigenen Bahnhof. Das Bahnhofsgebäude sollte bis zum Zweiten Weltkrieg Bestand haben, als es durch alliierte Bombenangriffe vollständig zerstört wurde. Nach der Verstaatlichung der nominell privaten Eisenbahngesellschaften in den Preußischen Staatseisenbahnen waren ab 1881 alle Eisenbahnen in Münster in staatlicher Hand zusammengefasst. Bereits im Jahre 1875 waren Teile der Landgemeinden Lamberti und Sankt Mauritz eingemeindet worden, die Planungshoheit für das Bahnhofsumfeld befand sich nun in der Hand der Stadt Münster. 1885 wurden die finanziellen Mittel für den Bau eines Zentralbahnhof bereitgestellt. Die Eröffnung des Zentralbahnhofs erfolgte am 1. Oktober 1890.
Der Zentralbahnhof Münster entwickelte sich immer mehr zu einem Knotenbahnhof, das Schienennetz wurde 1903 nach Neubeckum und 1908 über Coesfeld nach Empel-Rees erweitert. Allerdings erreichte der Bahnhof nicht die von der Stadt angestrebte Bedeutung, vor allem weil die Hauptstrecke Köln–Ruhrgebiet–Hannover–Berlin nicht über Münster führte.

### Kulturkampf

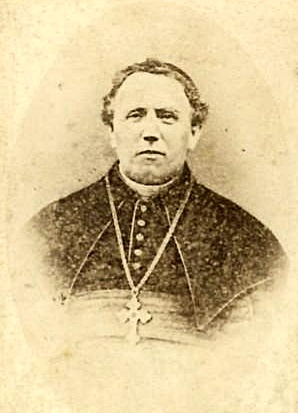
Johann Bernhard Brinkmann

Als Ende 1871 der sogenannte Kulturkampf anfing, hinterließ der Konflikt in Preußen nirgends so tiefe Spuren wie in Münster, dem sogenannten „Rom des Nordens“. Er wurde in Münster besonders heftig geführt, denn es war ein Kampf zwischen der Bewahrung der katholischen Tradition und der Anpassung an die vom protestantischen preußischen Staat repräsentierte Moderne. Er traf auf eine Stadt, in der 90 Prozent der Bevölkerung sich zum Katholizismus bekannte, und auf eine Gesellschaft, in der die Kirche noch einen erheblichen Einfluss ausübte. Und die Kirche fühlte sich in ihrer Eigenständigkeit und Entscheidungsfreiheit bedroht.
Folgende Maßnahmen wurden in Preußen getroffen:
- Juli 1871: Bismarck löst die katholische Abteilung im preußischen Kultusministerium auf.
- März 1872: Die geistliche Schulaufsicht wird in Preußen durch eine staatliche ersetzt (Schulaufsichtsgesetz).
- Maigesetze 1873: Der Staat kontrolliert Ausbildung und Einstellung der Geistlichen, gewählte Gemeindevertretungen verwalten das kirchliche Vermögen.
- Januar 1874: Vor dem Gesetz ist nur noch die Eheschließung des Standesamtes gültig (Zivilehe), nicht mehr die kirchliche. Wer kirchlich heiraten wollte, durfte dies erst nach der standesamtlichen Trauung.[12]
- April 1875: Das „Brotkorbgesetz“ entzieht der Kirche die staatlichen Zuwendungen.
- Juni 1875: Das „Klostergesetz“ löst die Klostergenossenschaften in Preußen auf, mit Ausnahme derjenigen, die sich auf die Krankenpflege beschränkten.

Dabei kam es in der Folge zu aufruhrähnlichen Zuständen unter der münsterschen Bevölkerung und im Jahre 1875 zur Verhaftung des Bischofs Johannes Bernhard Brinkmann. Er konnte später in die Niederlande flüchten. 1884 kehrte er aus dem Exil dort in die Stadt zurück, von der Bevölkerung triumphal begrüßt.

### Eingemeindungen 1875

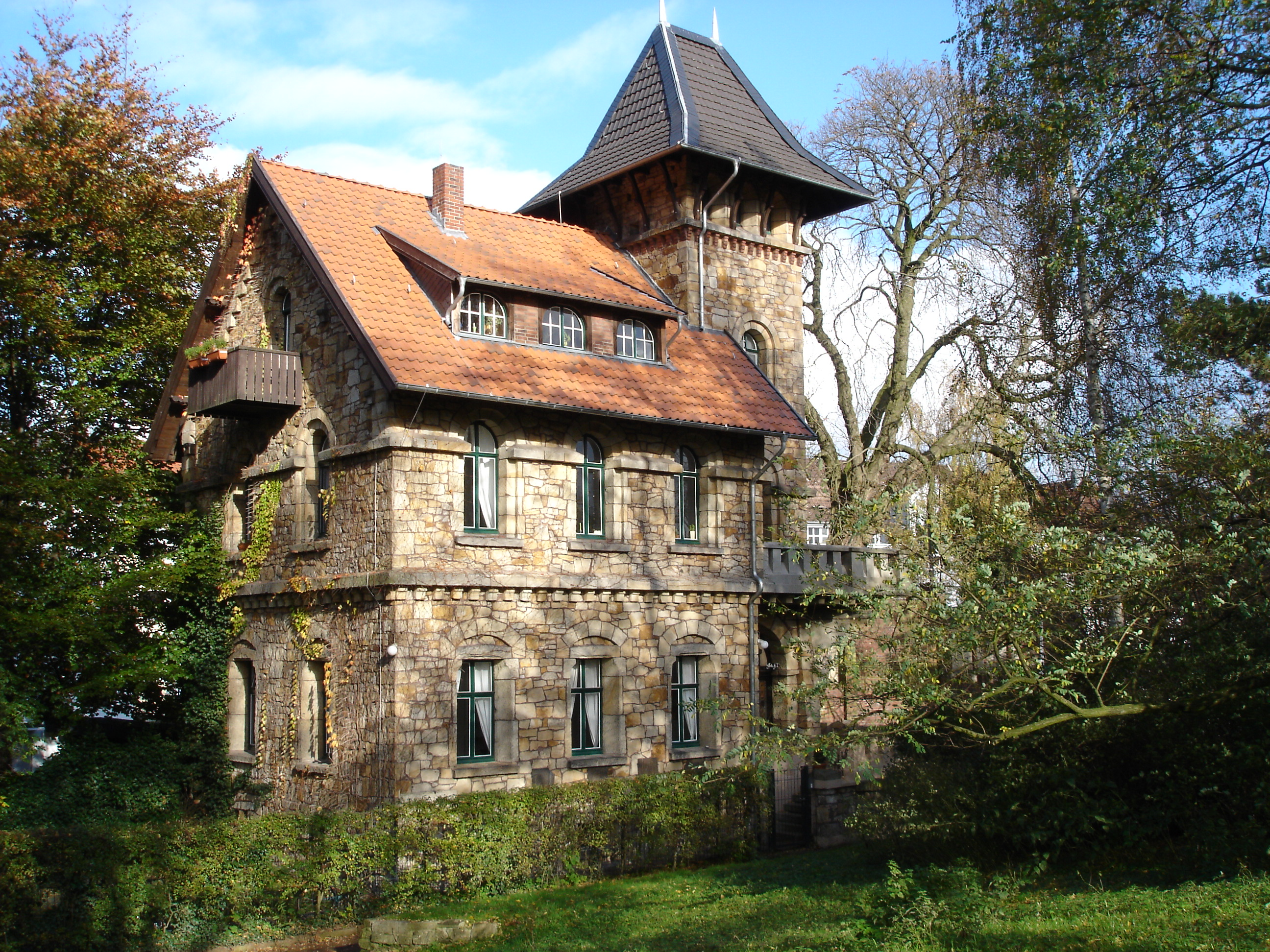
Die Tuckesburg, ehemaliges Wohnhaus von Münsters erstem Zoodirektor Hermann Landois

Die erste Eingemeindung von Landgemeinden in die Stadt Münster fand am 1. Januar 1875 statt; Teile der umliegenden Gemeinden Lamberti, Sankt Mauritz und Überwasser kamen zu Münster. Das Stadtgebiet wuchs dadurch von 1,92 km² auf 10,84 km², die Einwohnerzahl stieg um 8963 Einwohner.
Ein weiteres wichtiges Ereignis war im gleichen Jahr die Eröffnung des ersten Zoologischen Gartens zu Münster. Bis zu seiner Schließung im Jahre 1973 und dem Umzug an den Aasee 1974 befand er sich im Bereich des sogenannten „Himmelreichs“ in der Nähe des ehemaligen „Neuwerks“ im Südwesten der Stadt. Erster Vorsitzender des Zoovereins und Zoodirektor wurde Hermann Landois, dessen Wohnhaus, die „Tuckesburg“, noch immer auf dem Gelände des ehemaligen Zoos bewundert werden kann. Nach Landois’ Plänen wurde in der ersten Hälfte des 20. Jahrhunderts der Aasee geschaffen.

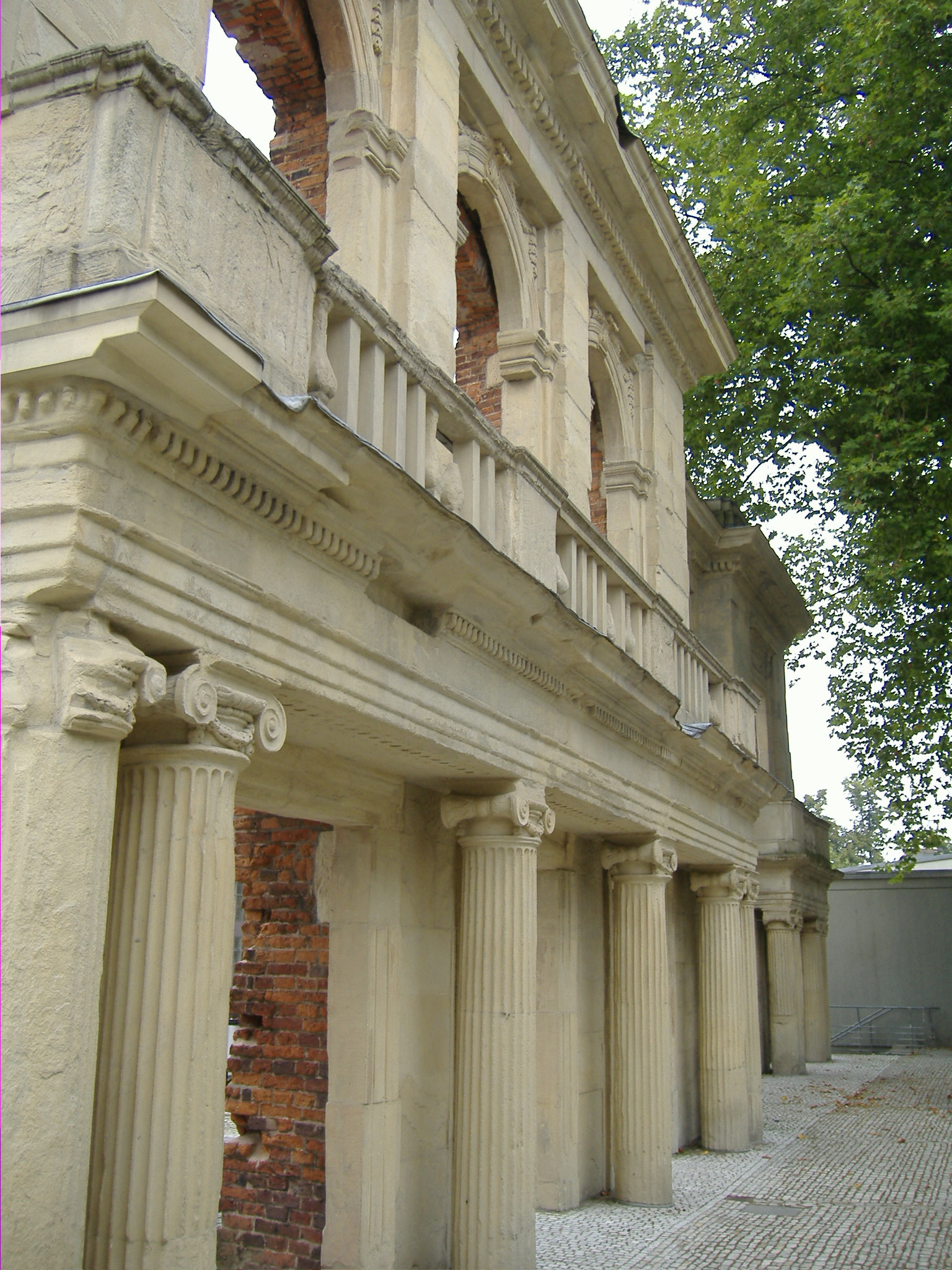
Reste der Fassade des Lortzing-Theaters

Das Zeitalter der Industrialisierung sorgte auch in Münster für einen starken Anstieg der Bevölkerung in der Stadt. Allerdings blieb das wirtschaftliche Leben noch recht lange von Handwerk und Einzelhandel geprägt. Einige kleinere Fabriken fielen kaum ins Gewicht. Der Arbeiteranteil war in Münster recht gering, erst der Bau des Dortmund–Ems–Kanals brachte eine Wende zu größeren Betrieben mit entsprechend größerer Arbeiterschaft. So betrug im Jahr 1885 die Einwohnerzahl 44.060 Einwohner, darunter 36.751 Katholiken, 6784 Evangelische und 513 Juden.
1887 wurde aus der bisherigen Immediatstadt eine kreisfreie Stadt. Münster blieb jedoch weiterhin Sitz des Kreises Münster, dessen Zuschnitt in den folgenden Jahrzehnten noch mehrmals verändert wurde. Durch die Zunahme der Bevölkerung kam es zudem zu Engpässen auf den bisherigen drei innerstädtischen Friedhöfen „Kirchhof vor dem Neuthore“, „Kirchhof vor dem Hörsterthore“ und „Kirchhof vor dem Aegidiithore“. Nach mehrjähriger Planung konnte im Jahre 1887 der Zentralfriedhof – zu jener Zeit noch unter dem Namen „Central-Kirchhof“ – eröffnet werden.
Um den Bewohnern der Stadt auch weiterhin Theatervorstellungen bieten zu können, wurde das 115 Jahre alte, baufällige Komödienhaus am Roggenmarkt 1885 durch den großzügigen Umbau des „Rombergschen Hofs“ an der Neubrückenstraße ersetzt. 1890 wurde der alte Bau abgerissen. Das neue Haus bekam den Namen Lortzing-Theater, benannt nach dem berühmten Künstler Albert Lortzing. Die Eröffnung fand am 30. November 1895 statt. Aufgrund der vollständigen Zerstörung im Zweiten Weltkrieg und der Entscheidung gegen einen originalgetreuen Wiederaufbau sind jedoch nur noch Teile der Ruine vorhanden, die in den Neubau zwischen 1952 und 1956 integriert wurden. Dieser Neubau wurde der erste Theaterneubau in Deutschland nach dem Ende des Zweiten Weltkrieges.

### Werdende Großstadt

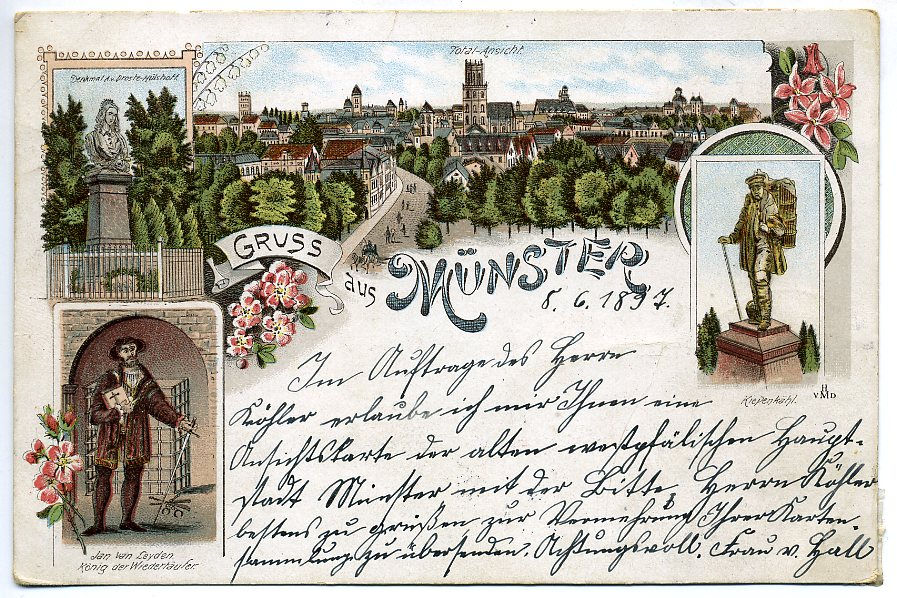
Stadtansicht von 1897 auf einer alten Postkarte

1899 erhielt Münster einen Hafen am neuen Dortmund-Ems-Kanal. Aufgrund der relativen Nähe zwischen Bahnhof und Hafen und der daraus resultierenden guten Verkehrsanbindung kam es in diesem Gebiet zur Ansiedlung von Industriebetrieben. Ein Novum des Jahres 1899 war auch die erste „Kläranlage“ der Stadt. Die Abwässer wurden ab diesem Zeitpunkt nicht mehr in die Aa, sondern auf dem Gebiet der Rieselfelder verrieselt. Aber auch der innerstädtische Verkehr erfuhr eine revolutionäre Entwicklung: Mit der Gründung der Stadtwerke Münster im Jahre 1901 wurden auch die ersten drei Straßenbahnlinien eröffnet, die die Pferdewagen ablösten. Sie fuhren anfänglich im Sechs-Minuten-Takt mit einer Höchstgeschwindigkeit von 15 km/h auf einem Streckennetz von insgesamt acht Kilometern Länge. Die für den Betrieb der Straßenbahn notwendige Elektrizität wurde durch das in demselben Jahr eröffnete und damit erste Elektrizitätswerk der Stadt erzeugt.

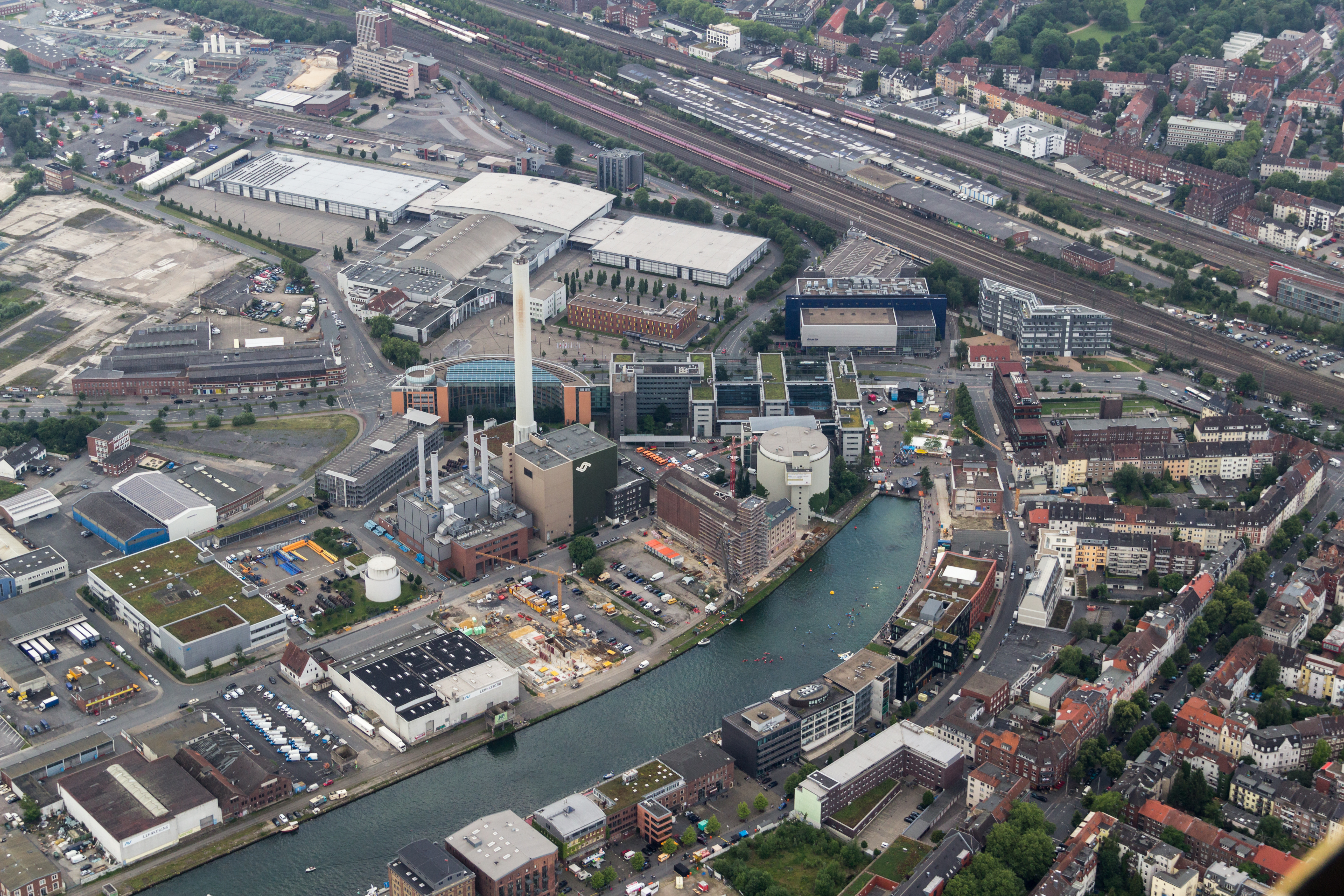
Hafenviertel im 21. Jahrhundert

Im Jahre 1900 wurde das Schillergymnasium eingeweiht. Es war das erste staatliche evangelische Gymnasium für Jungen in Münster. Kurz darauf stiftete im Jahre 1902 Kaiser Wilhelm II. der Stadt Münster wieder eine Universität. 1907 wurde sie ihm zu Ehren in Westfälische Wilhelms-Universität umbenannt, als er am 22. August Münster besuchte. Im Jahre 1908 war es Frauen zum ersten Mal erlaubt, dort ihr Studium aufzunehmen.
Im Jahre 1903 vergrößerte Münster sein Stadtgebiet durch die Eingemeindung der übrigen Teile der bis dahin weiterhin selbstständigen Gemeinden Lamberti und Überwasser sowie weiteren Teilen von St. Mauritz. Das Stadtgebiet vergrößerte sich dadurch auf 65,9 km². 1915 wuchs die Einwohnerzahl von Münster auf über 100.000 Einwohner. Dies war eine Vervierfachung der Einwohnerzahl seit 1870 und Münster wurde zu einer Großstadt. Bereits nach der Eingemeindung von 1903 erschien die bis dato zur Brandbekämpfung eingesetzte Freiwillige Feuerwehr Münster nicht mehr ausreichend. Die Zunahme der Bevölkerung und die Vergrößerung des Stadtgebietes erforderten eine dauerhafte Einsatzbereitschaft, so dass am 1. Mai 1905 die Feuerwehr Münster als hauptamtliche Feuerwehr gegründet wurde.

## 20. Jahrhundert: Erster Weltkrieg und Weimarer Republik

### Krieg und Novemberrevolution

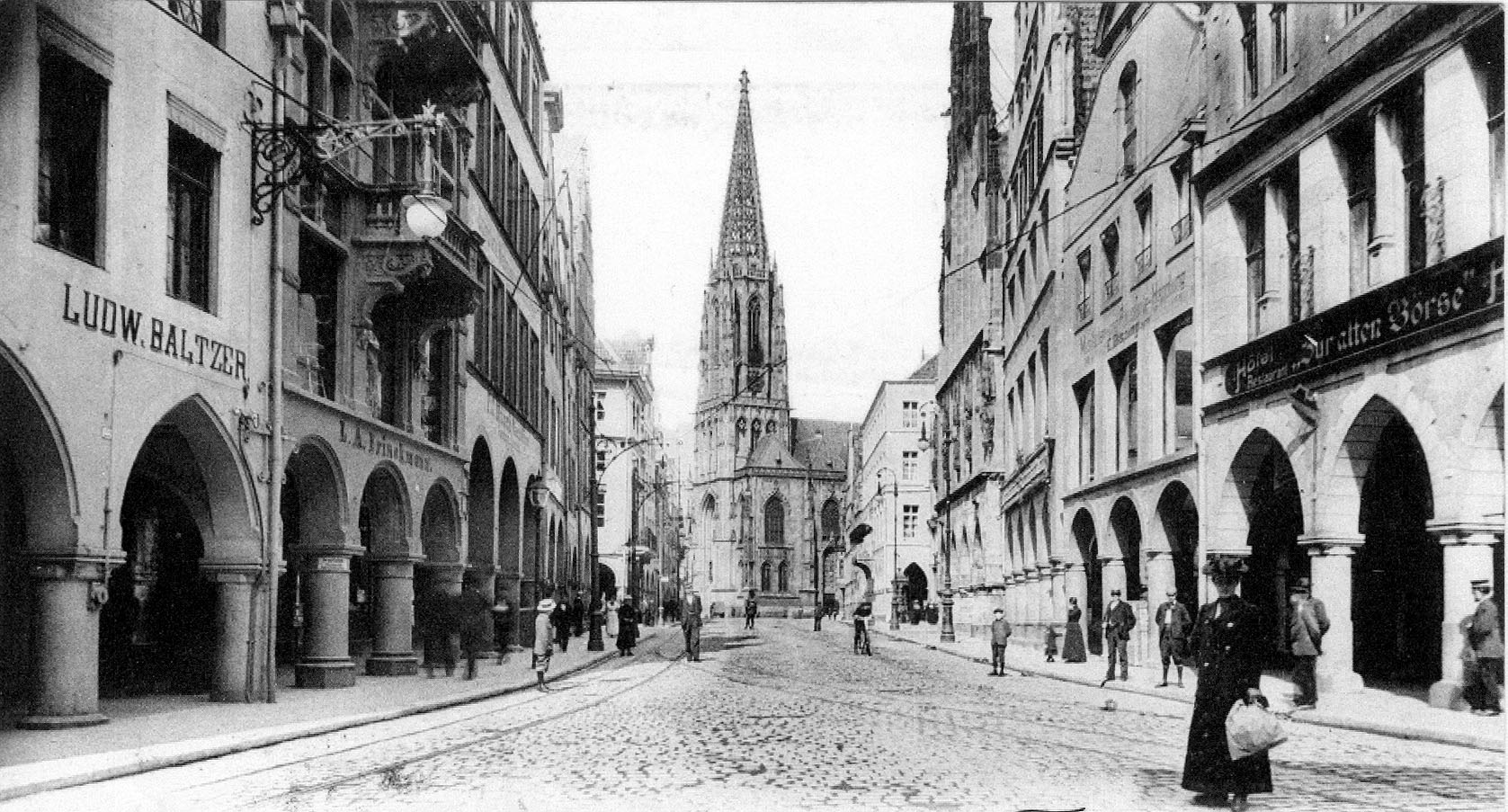
Der Prinzipalmarkt zu Beginn des 20. Jahrhunderts

Am Geschehen des Ersten Weltkriegs war die Stadt Münster nur über ihre kriegsdienstleistenden Mitbürger beteiligt. Allerdings zeugten auch hier die ersten Kriegsjahre von einer euphorischen Begeisterung, wie sie in großen Teilen des Deutschen Reichs herrschte. So ist es nicht verwunderlich, dass zahlreiche Spendenaktionen für die Finanzierung des Krieges erfolgreich verliefen. Beispielsweise wurden anlässlich des U-Boottages am 3. Juni 1917 über 22.000 Reichsmark gespendet, obwohl nach fast drei Kriegsjahren bereits Lebensmittel- und Geldknappheit herrschte. Die zusätzlich zu den etwas mehr als 100.000 Einwohnern der Stadt zu versorgenden über 90.000 Kriegsgefangenen, die 1918 in drei Lagern rund um Münster interniert waren, trugen zur Verschärfung der Versorgungssituation bei.
Nach dem Ende des Ersten Weltkriegs kam es in der Nacht vom 8. auf den 9. November 1918 auch in Münster zur Revolution. Nachdem das örtliche Generalkommando sich zuvor in Berlin über die Verhaltensregeln informiert hatte, trat es am 9. November 1918 in Verhandlungen mit Vertretern der Soldaten, der SPD und der christlichen Gewerkschaften ein. Als Folge wurde ein vorläufiger „Vollzugs-Ausschuss“ gebildet, der Kontrolle über das Militärkommando und die zivilen Behörden erhielt. Gegen Nachmittag verkündete der dem Ausschuss angehörende Vorsitzende der SPD-Ortsgruppe Emmerich Düren auf dem damaligen Neuplatz, dass am selben Tag in Berlin die Republik ausgerufen worden sei. Am 13. November 1918 wurde ein Soldatenrat eingesetzt, der „Arbeiter- und Soldatenrat Bezirk Münster (Westf.)“. Dieser wurde erst am 6. Februar 1919 durch General von Watter entmachtet, als sich nach der Eröffnung der Nationalversammlung der münstersche Soldatenrat weigerte, die geänderten Bestimmungen über die Stellung der Soldatenräte in der Armee anzuerkennen. General von Watter und sein Stab waren es auch, die im darauffolgenden Jahr von Münster aus die Truppen der Reichswehr und Freikorps koordinierten, die im Ruhrgebiet die Rote Ruhrarmee besiegten.

### Entwicklungen in der Weimarer Republik

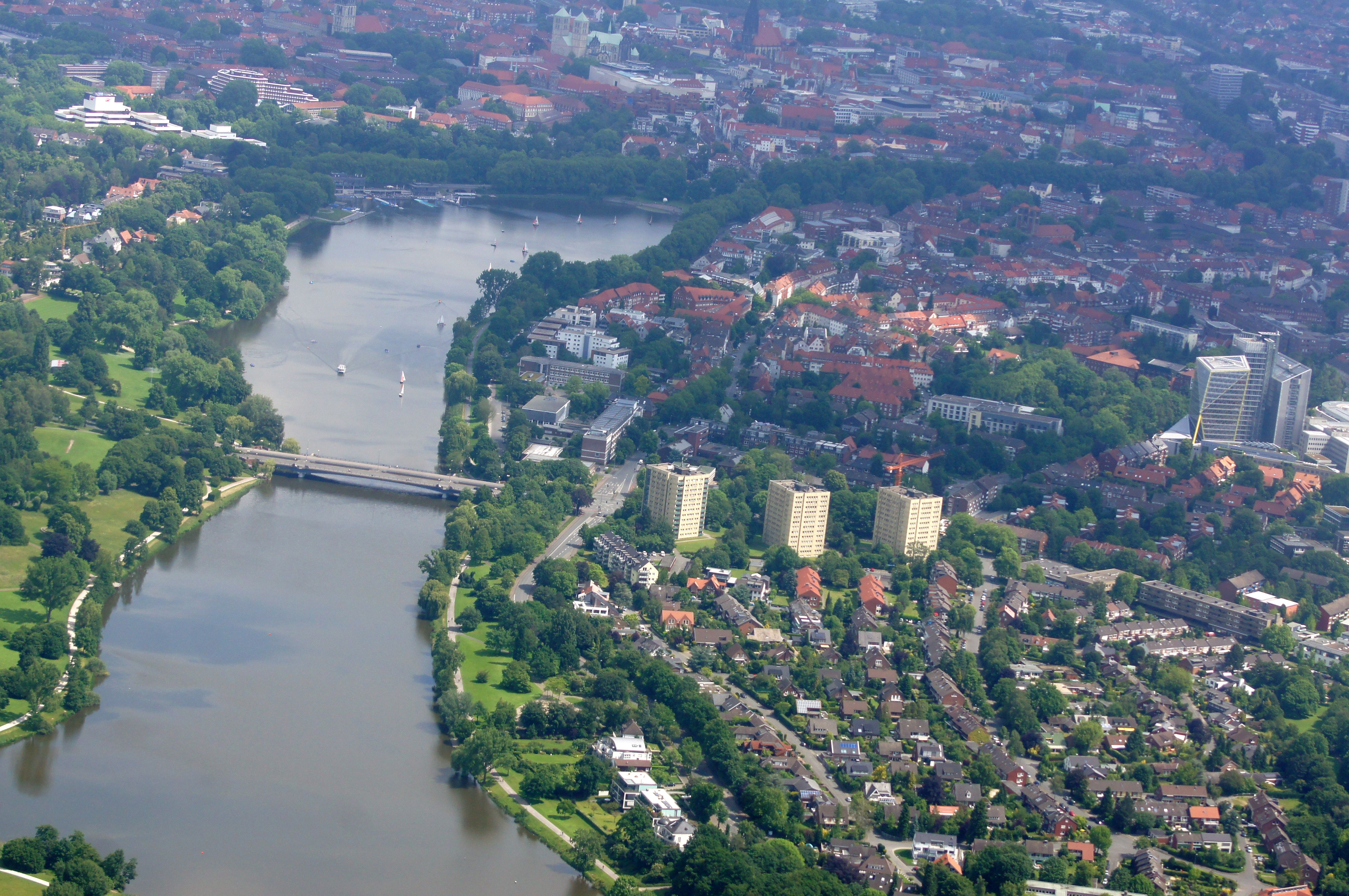
Das Aaseeviertel von oben 2014

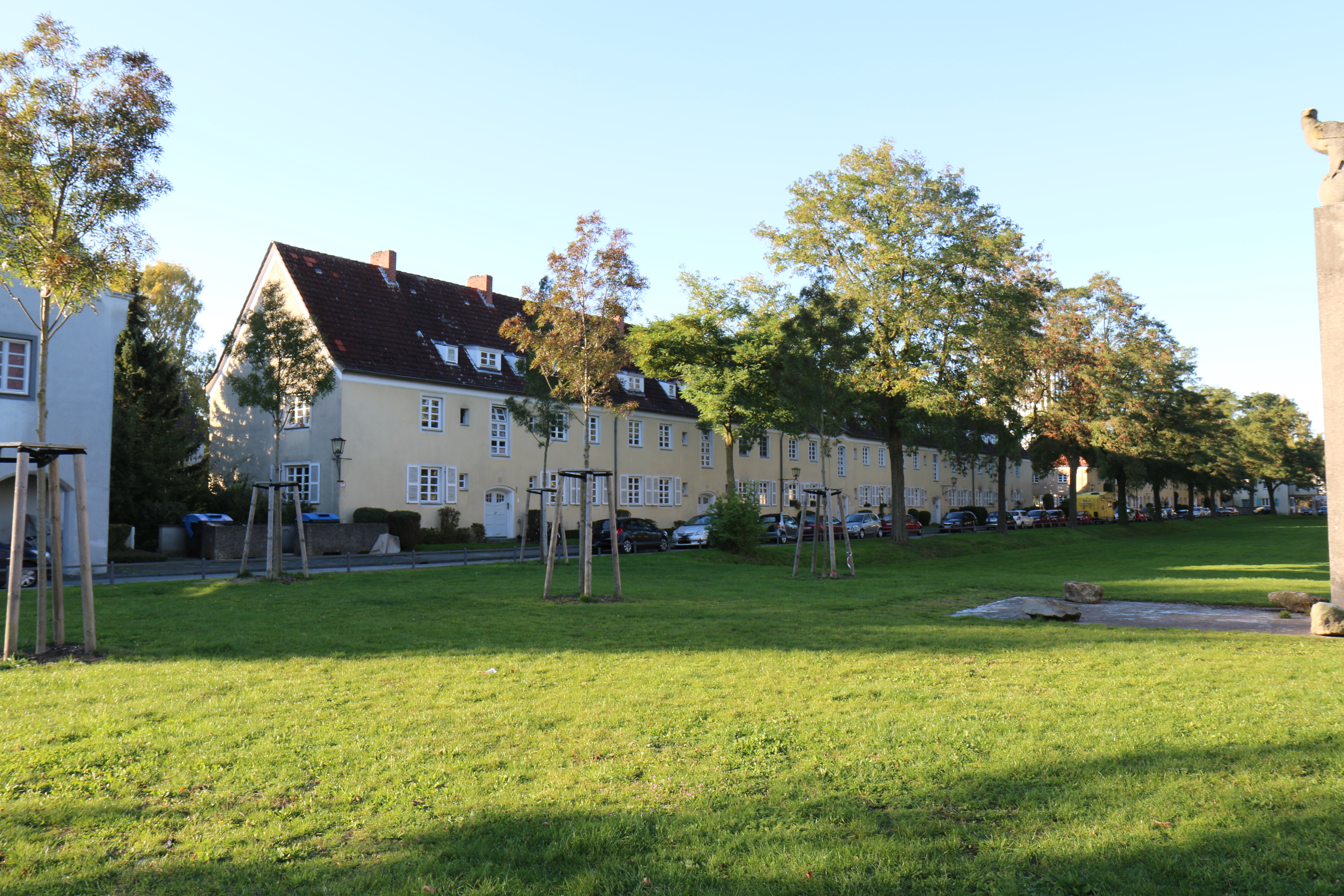
Gartensiedlung „Grüner Grund“ – Beispiel für ein Gartenstadt-Siedlungsprojekt

Der Weltkrieg hatte viele schon vor 1914 erkannte gesellschaftspolitische Probleme nur verschoben. Nach dem Zusammenbruch litten die Städte unter der Wucht des sozialen Niedergangs. Für die zurückkehrenden Soldaten gab es weder genügend Arbeit noch Unterkunft, eine explosive gesellschaftliche Situation. Oberbürgermeister Franz Dieckmann wollte durch Erschließung von Bauland und Neubausiedlungen einen Teil der Probleme lösen. Mit Hilfe von Wohnungsbaugesellschaften wurde zwischen 1924 und 1931 im Bereich „Habichtshöhe“ und „Grüner Grund“ das größte dieser Vorhaben durchgeführt. 3.000 Bewohner fanden in dieser „Gartenvorstadt Geist“ ein neues Zuhause. Überregional hatte dieses Projekt, das von der englischen Gartenstadtidee inspiriert war, Vorzeigecharakter.

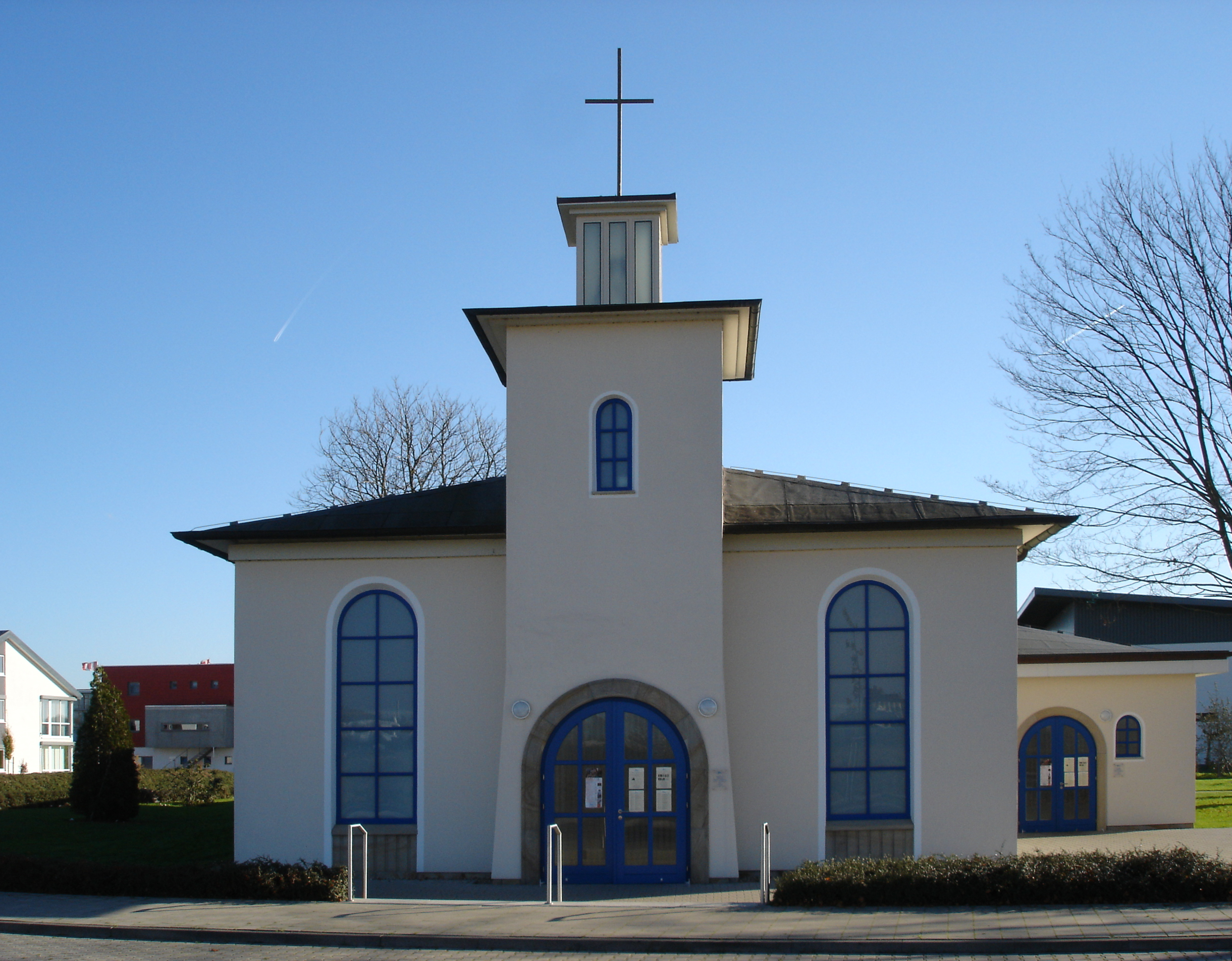
Einziges Überbleibsel der Kasernenanlage Loddenheide – heute im „Friedenspark Loddenheide“

Die zivile Luftfahrt begann in Münster im Jahre 1920, als auf der Loddenheide der erste Flughafen eröffnet wurde. Auch dies war eine Arbeitsbeschaffungsmaßnahme in der Zeit der Not nach dem Krieg. Dieser hatte die Luftfahrt deutlich vorangebracht und populär gemacht. Die erste reguläre Flugverbindung führte nach Bremen. Angeflogen wurde der Flughafen von Maschinen der Lloyd Luftverkehr und Junkers-Luft-Verkehrs-A.G, später auch von der neu gegründeten Deutschen Luft Hansa A. G. Trotz der Subventionen vom Reichspostministerium und der regelmäßigen Investitionen der Stadt in den Flughafen war der Erfolg jedoch eher bescheiden. Nachdem es immer wieder Unterbrechungen im Flugbetrieb und Änderungen am Flugplan gegeben hatte, wurde Münsters erster Flughafen nach nur 10 Jahren Betrieb bereits 1930 wieder geschlossen und der Flugbetrieb eingestellt. Danach sollte es bis 1972 dauern, ehe Münster mit dem Flughafen Münster/Osnabrück wieder in den (Teil-)Besitz eines Flughafens kam, nachdem der Flugplatz in Handorf bereits kurz nach seiner Eröffnung wegen des Ausbruchs des Zweiten Weltkriegs wieder geschlossen und abgebrochen wurde.
Im Jahre 1924 wurde in Münster der Vorgänger des Westdeutschen Rundfunks (WDR), die Westdeutsche Funkstunde AG (WEFAG) gegründet. Sie begann mit der Ausstrahlung von Hörfunksendungen mit dem Titel Westdeutsche Funkstunde. Zwei Jahre später wurde der Sitz der Rundfunkanstalt jedoch von Münster nach Köln verlegt.
Im Jahre 1926 wurde das Universitätsklinikum fertiggestellt. Im selben Jahr kam es auch in unmittelbarer Nähe des Hafens und des Hauptbahnhofs zur Fertigstellung der Halle Münsterland. 1928 begannen im Rahmen eines Arbeitsbeschaffungsprogramms die Bauarbeiten für den Aasee. Die Regulierung der Aa diente auch dem Hochwasserschutz der Altstadt. Die Pläne dazu hatte der ehemalige Zoodirektor Hermann Landois schon 1868 gefertigt.

## Zeit des Nationalsozialismus und Zweiter Weltkrieg

### Nationalsozialistische Umwälzungen und Judenverfolgung

#### Langsamer Aufstieg, starke Zentrumspartei
Zu Beginn des Aufstiegs der Nationalsozialisten in Deutschland war das katholisch geprägte Münster ihnen gegenüber größtenteils skeptisch eingestellt. Dementsprechend war die NSDAP-Ortsgruppe auch nicht besonders groß. Eine Vielzahl von Veranstaltungen, darunter 16 Großveranstaltungen mit auswärtigen Rednern, förderte ab 1931 einen anwachsenden Erfolg der Partei. Insbesondere die Reden von Hermann Göring und August Wilhelm von Preußen am 25. August 1931 sorgte für einen Wendepunkt. Die NSDAP konnte ihren Ruf in der Bevölkerung weg von „braunen Marxisten“ hin zu einer „anständigen“ Partei verbessern. 

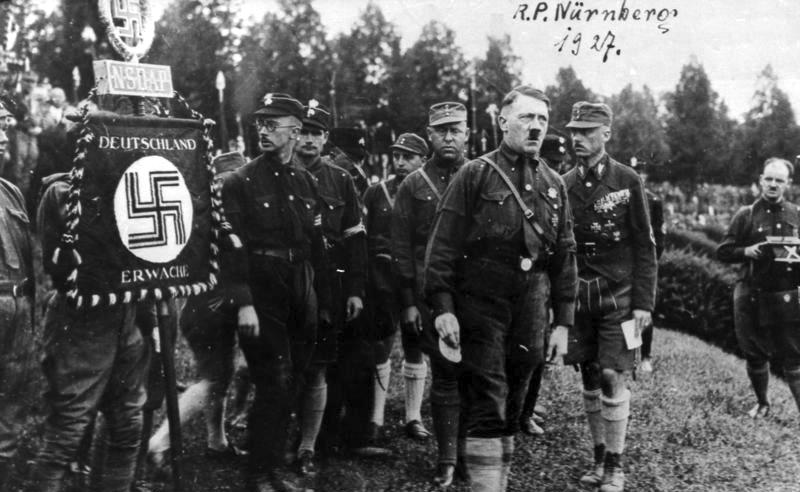
Franz Pfeffer von Salomon, rechts neben Hitler, 1926 in Nürnberg

Im Jahre 1932 wurde zudem die NS-Propaganda weiter verschärft. Nahezu die gesamte Parteiführung stattete Münster einen Besuch ab. Unter ihnen waren Joseph Goebbels, Robert Ley, Gregor Strasser und Wilhelm Frick sowie Adolf Hitler. Für ihn war es der zweite und zugleich letzte Besuch in Münster, nachdem er zuvor im Jahre 1926 nach seiner Haftentlassung den früheren Freikorpsführer Franz Pfeffer von Salomon aufgesucht hatte, um ihm die Leitung der SA anzuvertrauen. Er sprach an einer Wahlkampfveranstaltung zur Wahl des Reichspräsidenten am 8. April 1932 vor insgesamt etwa 10.000 Zuhörern, darunter etwa 7000 in der Halle Münsterland, weitere 3000 verfolgten das Geschehen von der benachbarten Halle Kiffe aus. Noch im Jahre zuvor hatte der Rat der Stadt den Nationalsozialisten verweigert, Veranstaltungen in der Halle abzuhalten. Ein solches Verbot war im Jahre 1932 nicht mehr durchsetzbar. Der Erfolg dieser anhaltenden Propaganda zeigte sich im Frühjahr 1933: Bei der Reichstagswahl 1933 erhöhte die NSDAP ihren Stimmenanteil von 16.246 (24,3 %) auf 26.490 (36,1 %), stand aber damit immer noch hinter der Zentrumspartei mit 41,6 %. Wenige Tage später, bei der Kommunalwahl am 12. März 1933, hatte sich dieses Verhältnis bereits umgekehrt: die NSDAP war nun stärkste Partei mit 40,2 % vor dem Zentrum mit 39,7 %. Zum Vergleich: Bei der Wahl am 5. März kam die NSDAP im Deutschen Reich auf insgesamt 43,9 %.

#### Gauhauptstadt mit vielen Einrichtungen

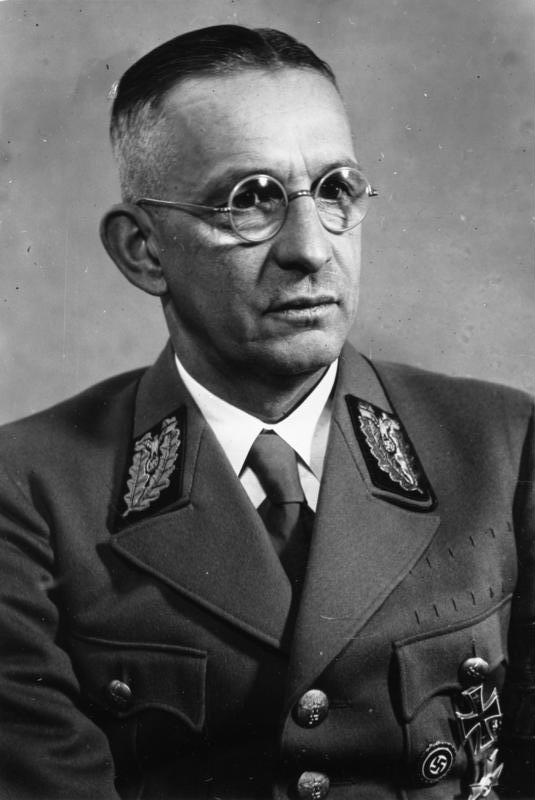
Alfred Meyer, Gauleiter und Oberpräsident

In der darauffolgenden Zeit des Nationalsozialismus war Münster Verwaltungssitz des NSDAP-Gaus „Westfalen-Nord“. Seit Hitlers Machtübernahme 1933 waren die Gaue nicht mehr nur Organisationseinheiten der Partei, sondern wurden zunehmend auch staatliche Verwaltungsbezirke. Gauleiter Meyer wurde zum Oberpräsidenten Westfalens ernannt. Die Gauhauptstadt Münster wurde Sitz von SA-Brigade 66, SA-Standarte 13, SS-Abschnitt XVII, SS-Fußstandarte 19, HJ-Gebietsführung 9, BDM-Obergauführung 9 und weiteren Parteibehörden. Auch die Wehrmachtsdienststellen wurden ausgebaut.
Die Zahl der Einwohner nahm von 123.000 im Jahre 1933 auf 145.000 im Jahre 1944 zu. Obwohl zwischen 1933 und 1940 insgesamt 5818 Wohnungen entstanden, wurde die Wohnungsnot nicht beseitigt. Von den Neubauten wurden 30 % mit öffentlichen Mitteln gefördert; vor 1933 waren es 60 %.
Das Problem der Arbeitslosigkeit wurde zunächst durch viele Feiern überdeckt und später durch Arbeitsbeschaffungsmaßnahmen angegangen. Zwischen 1933 und 1937 gab die Stadt Münster etwa 9,7 Millionen Reichsmark für diesen Zweck aus und erreichte 1937 mit nur 616 Arbeitslosen praktisch Vollbeschäftigung.

#### Rolle der Ordnungspolizei

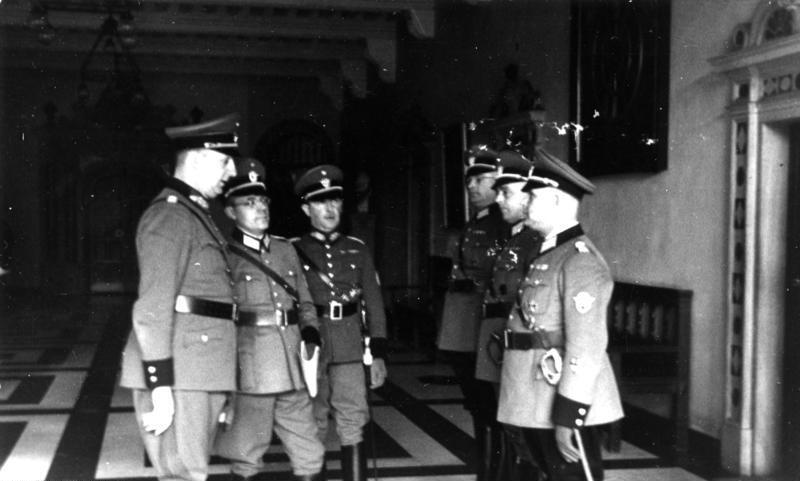
Heinrich B. Lankenau, 2. von links

Münster wurde Verwaltungssitz des Befehlshabers der Ordnungspolizei (BdO) im Wehrkreis VI, dem bevölkerungsreichsten und größten Polizeibereich im damaligen Deutschen Reich. Dieser umfasste das heutige Nordrhein-Westfalen, den Raum Osnabrück und ab 1940 Ost-Belgien. Die Ordnungspolizei wurde durch Erlass vom 26. Juni 1936 gebildet. Die uniformierte Schutzpolizei ging in der Ordnungspolizei auf. Statt der 16 Landespolizeien wurde eine Reichspolizei formiert.
Seit April 1940 war Heinrich B. Lankenau Befehlshaber der Ordnungspolizei. Er residierte in der „Villa ten Hompel“ mit bis zu 40 Mitarbeitern und befehligte an die 200.000 Mann. Der Krieg erweiterte die Aufgaben der Ordnungspolizei. Das Aufsichtspersonal für die Arbeitserziehungslager, später auch für die Zwangsarbeiter- und Kriegsgefangenenlager, war von hier aus zu stellen. Für die Deportationszüge in die Konzentrations- und Vernichtungslager im Osten wurden Wachmannschaften und Transportbegleitungen zusammengestellt. Von Münster aus wurde die Aufstellung von mindestens 22 Polizeibataillonen überwacht, die bei der Organisierung der Ermordung der jüdischen Bevölkerung Osteuropas eingesetzt wurden. Tausende Polizisten wurden von hier in die besetzten Gebiete Europas geschickt. Aus Ordnungshütern wurden ausführende Organe einer menschenverachtenden Vernichtungspolitik.
Im Oktober 1944 wurde der Befehlssitz der Ordnungspolizei für den Wehrkreis VI aus Münster nach Düsseldorf-Kaiserswerth verlegt.

#### Vernichtung der Jüdischen Gemeinde

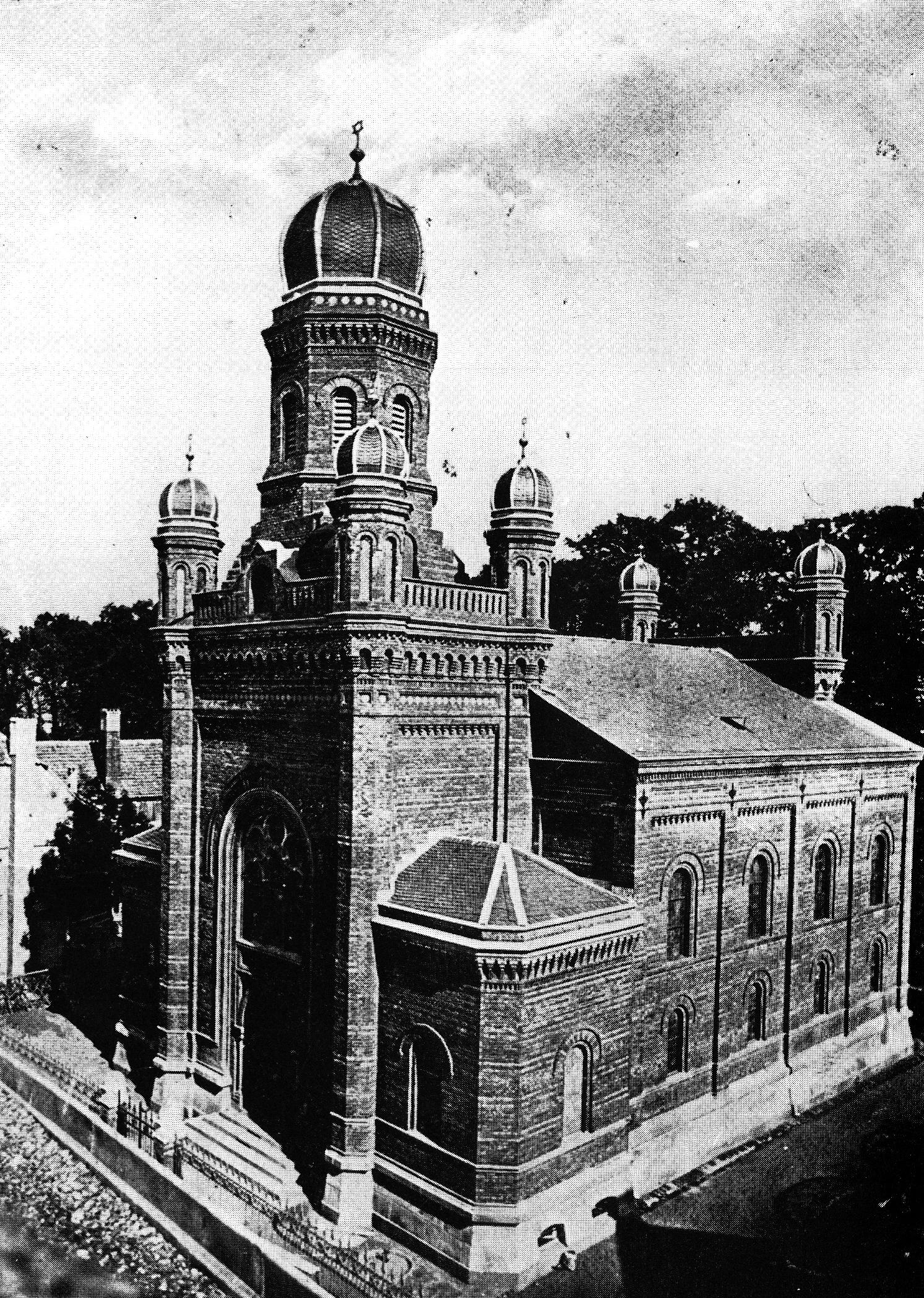
Alte Synagoge Münster vor der Zerstörung

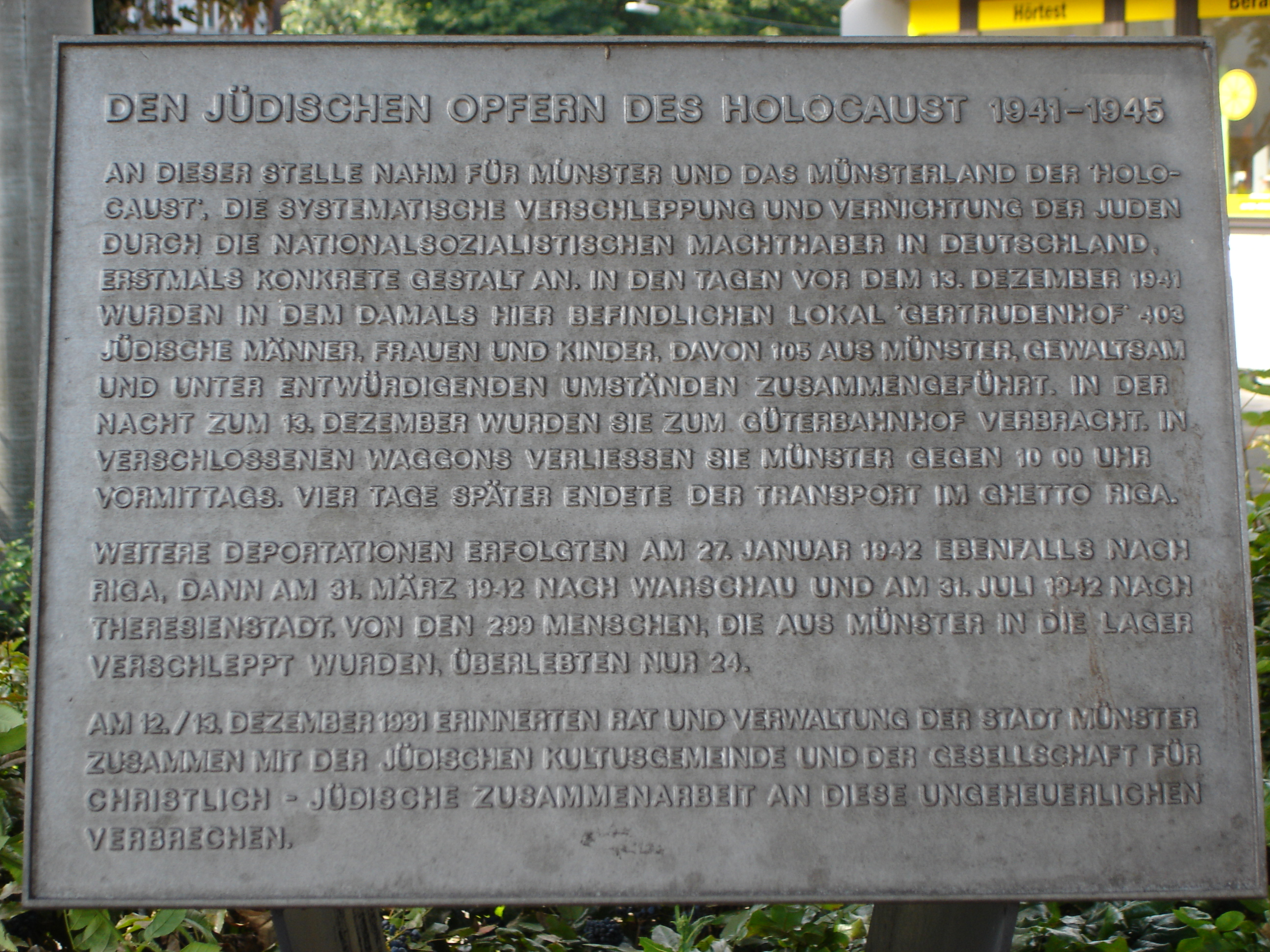
Gedenktafel für die Opfer des Holocaust am Platz des ehemaligen Lokals „Gertrudenhof“ an der Warendorfer Straße

Die jüdische Gemeinde in Münster litt unter Geschäftsboykott, gesellschaftlicher Ausgrenzung, Berufsverbot, Schul- und Universitätsverweisen, Benachteiligungen und öffentlichen Demütigungen. Bis 1938 hatte es aber noch keine größere Emigration aus Kreisen der jüdischen Gemeinde gegeben. Während der Reichspogromnacht am 10. November 1938 wurde am frühen Morgen die Synagoge im Inneren teilweise zerstört und dann in Brand gesetzt. Die anrückende Feuerwehr durfte nicht löschen, sondern nur die benachbarten Gebäude vor dem Feuer schützen. Zusätzlich wurden 20 Wohnungen und die letzten zehn jüdischen Geschäfte verwüstet. Außerdem wurden 52 Männer in das Polizei- und Gerichtsgefängnis eingeliefert.
Nicht nur die Synagoge und die Häuser wurden zu Zielen, sondern bald auch die Juden selbst. Konkret begannen die Deportationen in Münster und dem Münsterland Anfang Dezember 1941. Insgesamt 403 Juden, davon 105 direkt aus Münster, wurden im Lokal „Gertrudenhof“ an der Warendorfer Straße zusammengetrieben und in der Nacht zum 13. Dezember 1941 zum Güterbahnhof gebracht. Gegen 10 Uhr verließ ein Güterzug Münster und brachte die Menschen in verschlossenen Güterwaggons in das Ghetto in Riga. In den darauffolgenden Monaten fanden drei weitere Deportationen statt: Am 27. Januar 1942 ebenfalls nach Riga, am 31. März in das Ghetto in Warschau und am 31. Juli zum KZ Theresienstadt. Von den ursprünglich 708 Angehörigen der jüdischen Gemeinde im Jahre 1933 wurden 299 Menschen in Konzentrationslager deportiert, von denen nur 24 überlebten. Insgesamt 280 jüdische Bürger verließen Münster und emigrierten ins Ausland, sieben starben durch Suizid und vier überlebten den Holocaust in Münster im Untergrund. Abzüglich der 77 Personen, die in diesem Zeitraum eines natürlichen Todes starben, verbleiben 42 Menschen, deren Schicksal ungeklärt geblieben ist.
Zur Stadtgeschichte während der Zeit des Nationalsozialismus gehört auch die Beschäftigung von Zwangsarbeitern in Münster und Umgebung.

#### Bischof Graf von Galen

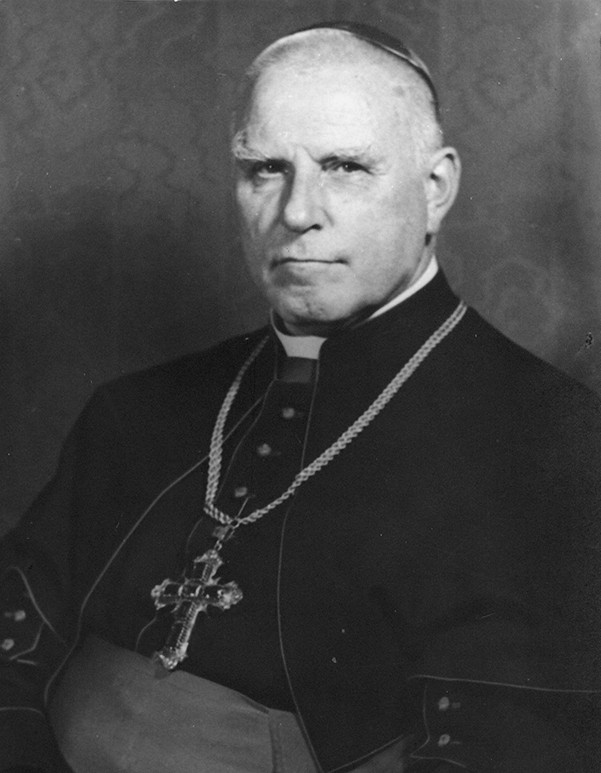
Bischof und Kardinal Clemens August Graf von Galen

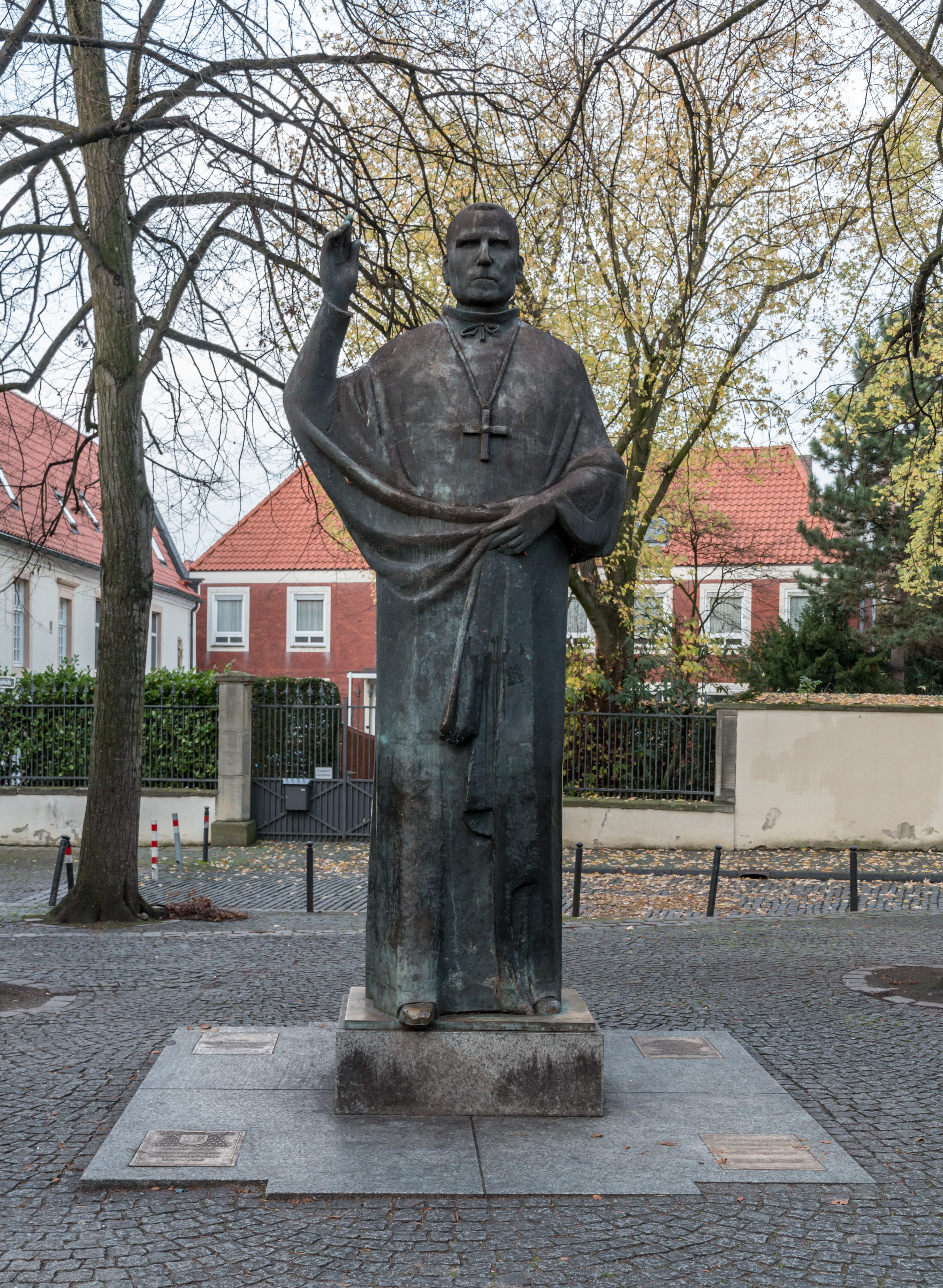
Galens Skulptur auf dem Domplatz

Bischof Clemens August Graf von Galen hielt im Juli und August des Jahres 1941 seine berühmten drei Predigten. Die erste und zweite richtete sich vor allem gegen die Vertreibung der Ordensleute und der Aushebung der Klöster der Hiltruper Missionare, von denen 161 Männer als Soldaten im Felde standen. Die dritte und wichtigste richtete sich gegen das „Euthanasie“-Programm der Nationalsozialisten, die so genannte Aktion T4, und er erstattete dagegen am 28. Juli 1941 Strafanzeige. An Galen wagte sich Hitler anscheinend nicht heran, man wollte wohl keinen Kirchenkampf heraufbeschwören. Die Rache der Nationalsozialisten richtete sich vor allem gegen die Widerstand leistenden einfachen Priester. Dieser Kampf gegen bestimmte Entwicklungen im „Dritten Reich“ brachten ihm den Titel Der Löwe von Münster ein.
Bischof von Galen stellte sich nicht eindeutig gegen das nationalsozialistische Regime. So bezeichnete er den Überfall auf die Sowjetunion in einem Hirtenbrief vom 14. September 1941 als Kampf gegen die „Pest des Bolschewismus“ an. Er bezeichnete es als eine „Befreiung von einer ernsten Sorge und eine Erlösung von schwerem Druck“, dass der „Führer und Reichskanzler am 22. Juni 1941 den im Jahr 1939 mit den bolschewistischen Machthabern abgeschlossenen sogenannten ‚Russenpakt‘ als erloschen erklärte …“ Dabei zitierte er Hitlers Begriff „jüdisch-bolschewistische Machthaberschaft“ wörtlich. Sein politisches Denken war „obrigkeitsstaatlich“ geprägt, da er sich – als zutiefst schrifttreuer Christ – die Mahnung des Apostels Paulus zu eigen gemacht hatte: „Jeder leiste den Trägern der staatlichen Gewalt den schuldigen Gehorsam. Denn es gibt keine staatliche Gewalt, die nicht von Gott stammt; jede ist von Gott eingesetzt.“ (Röm 13,1 ). In von Galens Erkenntnis, dass ein Regime, das die fundamentalen Menschenrechte verletzt, die Berechtigung seiner göttlichen Einsetzung verwirkt hat, sehen heute nicht wenige seine herausragende Leistung. Die Bezeichnung Widerstandskämpfer wird mit der Begründung abgelehnt, Widerstand leiste nicht schon, wer Kritik an Auswüchsen übe, sondern nur, wer die herrschende Macht brechen und überwinden wolle.
Nach Ende des Krieges wurde von Galen am 18. Februar 1946 durch Papst Pius XII. zum Kardinal ernannt. Am 22. März 1946 starb er in Münster an den Folgen eines Blinddarmdurchbruchs. Am 9. Oktober 2005 wurde er durch den portugiesischen Kardinal José Saraiva Martins in Rom seliggesprochen.

### Bombenkrieg und Münsters Zerstörung

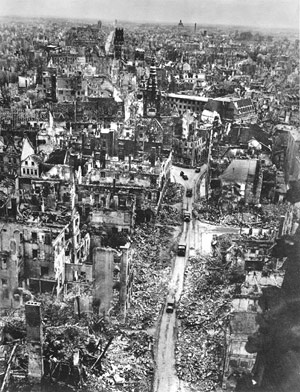
Blick von der Lambertikirche auf den zerstörten Prinzipalmarkt 1945

Im Zweiten Weltkrieg wurde Münsters Innenstadt durch alliierte Bombenangriffe zu fast 91 % zerstört, darunter zahlreiche bedeutende historische Bauwerke wie der St.-Paulus-Dom, das Schloss und fast die gesamte Bebauung des Prinzipalmarkts. Der Zerstörungsgrad im gesamten Stadtgebiet betrug etwa 63 %.
Der erste Luftangriff am 16. Mai 1940 betraf ein Industrielager. Bis Dezember folgten weitere 23 Angriffe. Münster gehörte zu den ersten deutschen Städten, denen nächtliche Flächenbombardements galten, hier vom 6. bis zum 10. Juli 1941. Nach einem nächtlichen Großangriff am 12. Juni 1943 folgte der erste Großangriff bei Tageslicht am 10. Oktober 1943 von 15:03 Uhr bis 16:30 Uhr. Es wurden weite Teile der Innenstadt zerstört, 473 Zivilisten und fast 200 Soldaten starben. Da dieser verheerende Angriff an einem sonnigen Sonntag durchgeführt wurde, waren unter den Toten auch viel Auswärtige, die ein Kino oder ein Theater besuchen wollten. Bis Ende 1943 wurden auf Münster 49 Luftangriffe geflogen. Nach weiteren periodischen Angriffen wurde ab Herbst 1944 die bedingungslose Kapitulation Deutschlands vorbereitet. Die Moral der Zivilbevölkerung sollte gebrochen werden. Zwischen September 1944 und März 1945 wurden 50 Luftangriffe auf Münster geflogen. In den Jahren 1944 und 1945 soll sich die Anzahl der auf Münster geflogenen Luftangriffe auf 53 belaufen.
Der letzte und gleichzeitig verheerendste Luftangriff verwüstete am 25. März 1945 die bereits stark in Mitleidenschaft gezogene Altstadt: In einer knappen Viertelstunde, zwischen 10:06 Uhr und 10:22 Uhr, wurden aus 112 schweren Bombern etwa 1800 Spreng- und 150.000 Brandbomben abgeworfen. Mehr als 700 Menschen starben bei diesem Angriff. Zitat eines beteiligten Bomberpiloten: „Wir rissen die Schächte los, wie auf dem Exerzierplatz, in 16 Minuten rasselten 441 Tonnen Bomben herunter – ‚Münster‘ könnt ihr auf der Karte ausradieren…“. Bei diesem Angriff wurden 32 US-amerikanische Flugzeuge sowie 22 deutsche Maschinen abgeschossen. Insgesamt seien im Verlauf des Krieges durch die alliierten Streitkräfte 642.000 Stabbrandbomben, etwa 32.000 Sprengbomben sowie 8000 Kautschuk-Benzolbrandbomben über der Stadt abgeworfen worden. Bei Kriegsende lebten nur noch 17 Familien innerhalb des Promenadenrings. In der Stadt insgesamt, die 1942 noch 143.000 Einwohner zählte, waren es bei Kriegsende weniger als 25.000.
Bis zu diesem Zeitpunkt gab es in Münster insgesamt 1128 Luftalarme und 102 Luftangriffe. Die Menge der abgeworfenen Bomben betrug insgesamt etwa 32.000 Sprengbomben, 642.000 Stabbrandbomben und 8100 Phosphorbomben. Bei den zahlreichen Angriffen starben mehr als 1600 Menschen durch direkte Bombeneinwirkung. Die im Vergleich zur Intensität geringe Opferzahl lässt sich dadurch erklären, dass während der Zeit der intensiven Bombardements gegen Ende des Krieges weite Teile der Bevölkerung bereits aus der Stadt evakuiert waren. Von 33.737 Wohnungen im Stadtgebiet blieben nur 1050 unbeschädigt, mehr als 60 % waren stark oder komplett zerstört und somit unbrauchbar. Die Infrastruktur brach fast vollständig zusammen: Erhebliche Teile der Wasserrohrleitungen wurden zerstört sowie das Stromnetz zu 85 %. Die Gasversorgung war komplett ausgefallen. Straßen waren nicht mehr befahrbar und der öffentliche Personenverkehr vollständig eingestellt. Zerstört wurden auch 24 Schulen sowie ein Großteil der Krankenhäuser, so dass von ursprünglich knapp 7000 Krankenbetten nur noch etwa 400 zur Verfügung standen. Insgesamt fielen in Münster circa 2,5 Millionen Tonnen an Schutt und Trümmern an, die beseitigt werden mussten.

### Kriegsende und Neubeginn

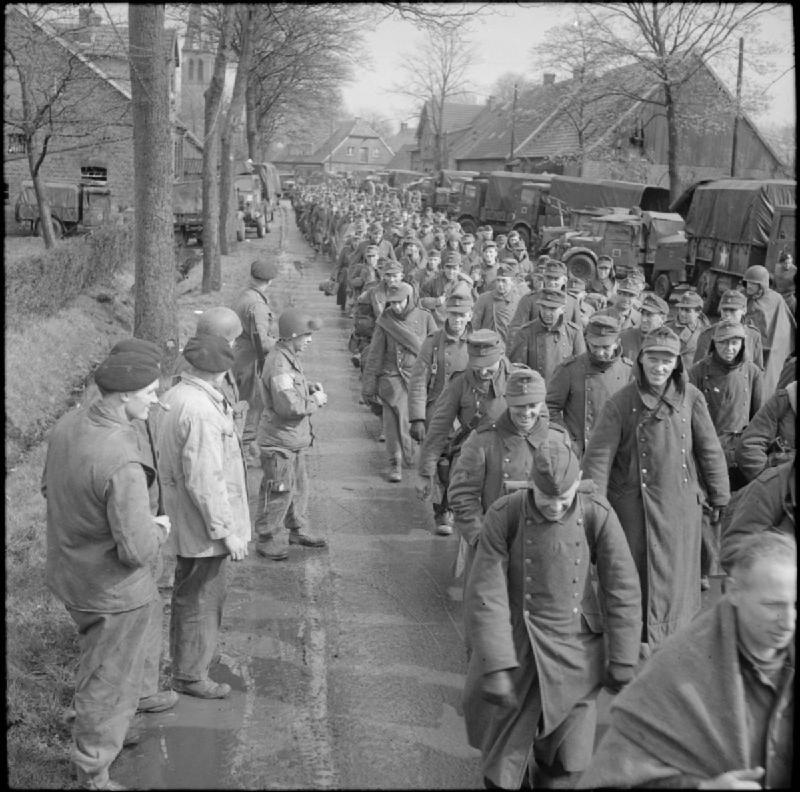
Deutsche Gefangene der Britischen Armee, 2. April 1945

Amerikanische und britische Truppen standen Ende März 1945 schon tief im Münsterland. Die Endphase des Krieges war längst eingeleitet. Die Panzer der 17. US-Luftlandedivision rückten von Mecklenbeck über Roxel auf Nienberge heran. Am 1. April gelangten auch Nienberge und Hiltrup in alliierte Hand. Am Abend des Ostermontags, 2. April 1945, wurde Münster von den amerikanischen und britischen Panzertruppen kampflos eingenommen.
Die britisch-amerikanischen Verbände, die Münster von mehreren Seiten aus besetzten, fanden die Altstadt wie ausgestorben vor. Sie mussten sich mühsam einen Pfad durch die Trümmer bahnen. Der Schutt türmte sich meterhoch. Die Stadt glich nicht nur einer Trümmerwüste, sie war auch fast vollständig entvölkert. Ein Offizier der US Army notierte: „It looks like Pompeii.“ Nach der Einnahme Münsters herrschte Chaos und Verunsicherung. Amerikanische Fallschirmjäger durchsuchten Häuser und Wohnungen nach deutschen Soldaten. Viele Häuser gingen dabei noch in Flammen auf. Plünderungen, auch seitens der Deutschen, Überfälle und Racheakte ehemaliger Zwangsarbeiter versetzten die verbliebene Bevölkerung in Angst. Erst nach sieben Tagen, am 9. April, konnte wieder eine Polizeigruppe aufgestellt werden, so dass allmählich Ruhe einkehrte.
In einem Bunker am Hohenzollernring fanden amerikanische Offiziere den nationalsozialistischen Oberbürgermeister Albert Hillebrand, der mit seinem Verwaltungsstab im Dienst angetroffen wurde. Die übrigen Führungsstäbe von Partei und Wehrmacht hatten Münster bereits fluchtartig verlassen. Nach der Verhaftung des Oberbürgermeisters wurde der Engländer Major H. S. Jackson als Stadtkommandant eingesetzt. Seine primäre Aufgabe war die Neueinsetzung einer Stadtverwaltung.

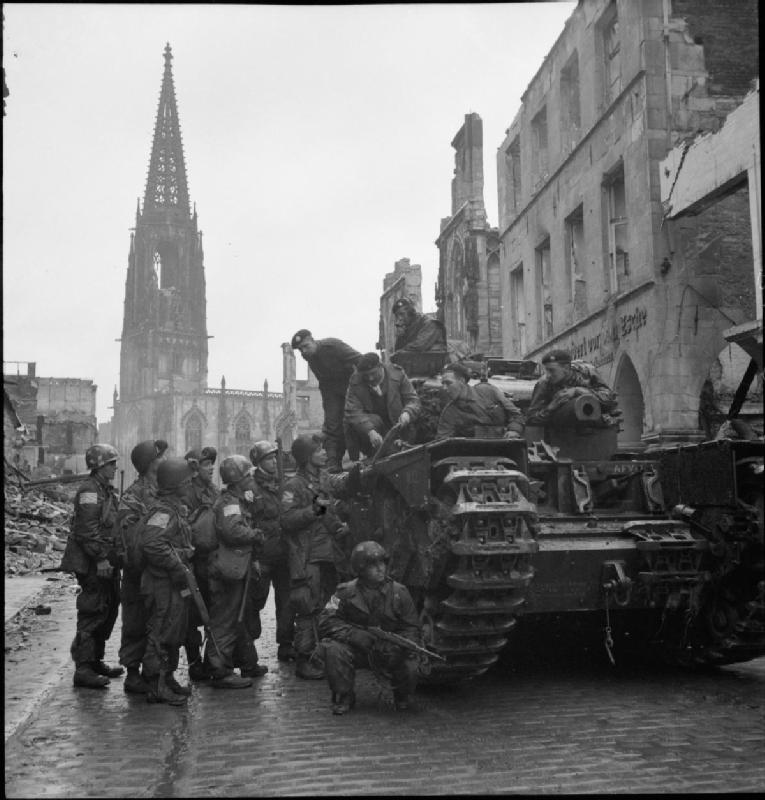
Die Britische Armee in Münster

Am 17. April 1945 war ganz Westfalen besetzt und zu einem Teil der britischen Besatzungszone geworden. Die britischen Besatzungstruppen bekamen Anweisungen, Militärregierungs-Detachments zu bilden, die sich im Wesentlichen am Aufbau der deutschen bzw. preußischen Verwaltungsinstanzen orientierten. Die Stadt Münster kam unter das Kommando des 317. Military Government Detachment, das Major Jackson unterstand und in den Räumen des Oberfinanzpräsidiums untergebracht wurde.
Ein Allgemeiner Beirat aus zwölf bis vierzehn Männern sollte den Oberbürgermeister beraten und das Verbindungsglied zur Bevölkerung darstellen. Das Amt eines geschäftsführenden Bürgermeisters wurde dem früheren Stadtverordnetenvorsteher Fritz-Carl Peus übertragen, der am 15. April 1945 in ehrenamtlicher Eigenschaft übergangsweise die Führung der Verwaltungsgeschäfte übernahm. Mitte Juni wurde dann Karl Zuhorn von der Militärregierung hauptamtlich zum leitenden Beamten der Stadt berufen.
Kampf gegen Hunger, Blöße und Kälte, die Sicherstellung der Versorgung der Bevölkerung mit Lebensmitteln, Kleidung, Wohnung gehörten zu den wichtigsten, da lebensnotwendigen Aufgaben in der unmittelbaren Nachkriegszeit. Laut einer Statistik vom 10. Mai 1945 waren nur etwa 3,1 % der Wohnungen in Münster unbeschädigt. Strom, Wasser und Gas waren seit den letzten Kriegstagen wegen der schweren Beschädigung des städtischen Kraftwerks und der Fernleitung der VEW (Vereinigte Elektrizitätswerke) nicht mehr verfügbar.
Besonders die Lebensmittel- und Brennstoffversorgung war bis zum Winter 1945 ein immer noch nahezu unlösbares Problem. Das bereits am 8. April gegründete Ernährungs- und Wirtschaftsamt hatte Schwierigkeiten, die Bevölkerung mit den dringend benötigten Gütern zu versorgen. Die schlechte Lebensmittelversorgung, ja die Lebensmittelkrise unmittelbar nach Kriegsende, erhöhte die Seuchengefahr und die Anfälligkeit für Krankheiten überhaupt. Nach der Ernte im Herbst 1945 entspannte sich die Situation ein wenig, wandelte sich jedoch im Frühjahr 1946 zu einer ernsten und langwierigen Krise, zu einer Hungerperiode, die bis zum Juli 1948 reichte.

## Probleme der Nachkriegszeit und des Wiederaufbaus bis 1965

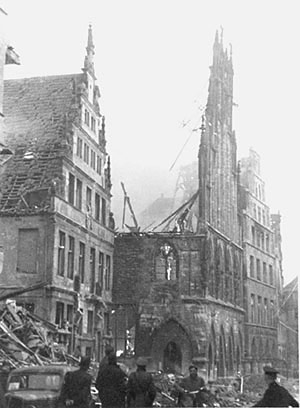
Das zerstörte historische Rathaus, kurz bevor der Giebel 1945 in sich zusammenstürzte

Die Hungersnot und die dadurch erschreckend schlechte gesundheitliche Lage der Bevölkerung stellten alle anderen Probleme der Stadt zwar in den Schatten, doch der Mangel an Wohnraum ließ sich ebenfalls nicht sofort beheben. Die Menschen strömten in die Innenstadt zurück, aus der sie während der Zeit der Bombenangriffe evakuiert worden waren. Trotz drastischer Zuzugskontrolle zählte Münster am 31. Dezember 1945 wieder fast 76.000 Einwohner, was eine Verdreifachung der unmittelbar nach Kriegsende festgestellten Zahlen bedeutete. Neben den Evakuierten kamen auch viele Flüchtlinge und Vertriebene nach Münster, um dort ein neues Zuhause zu finden. In den ersten Jahren nach Kriegsende wurde jede nur denkbare Behausung genutzt – in Kasernen, Kellern, Barackensiedlungen. Erst allmählich verbesserte sich die Lage.
Wegen stetiger Luftangriffe waren viele Schulen in Münster seit dem 1. Juli 1943 geschlossen worden. Dann war die Evakuierung etlicher Schülerinnen und Schüler in so genannte Kinderlandverschickungslager nach Süddeutschland erfolgt, in denen regelmäßiger Unterricht stattfinden konnte. Bei Kriegsende gab es kaum geeignete Räumlichkeiten, da 24 Schulen völlig zerbombt und vier weitere schwer beschädigt waren. Die Wiedereröffnung der Schulen hing zudem von der Erlaubnis der Militärregierung ab, für die jede einzelne Schule zunächst einen Antrag auf Wiederzulassung zu stellen hatte. Erst nach Ostern 1946 erteilten sämtliche Volksschulen in Münster und Umgebung wieder Unterricht.

### Wichtige Etappen des Wiedererstehens aus den Trümmern

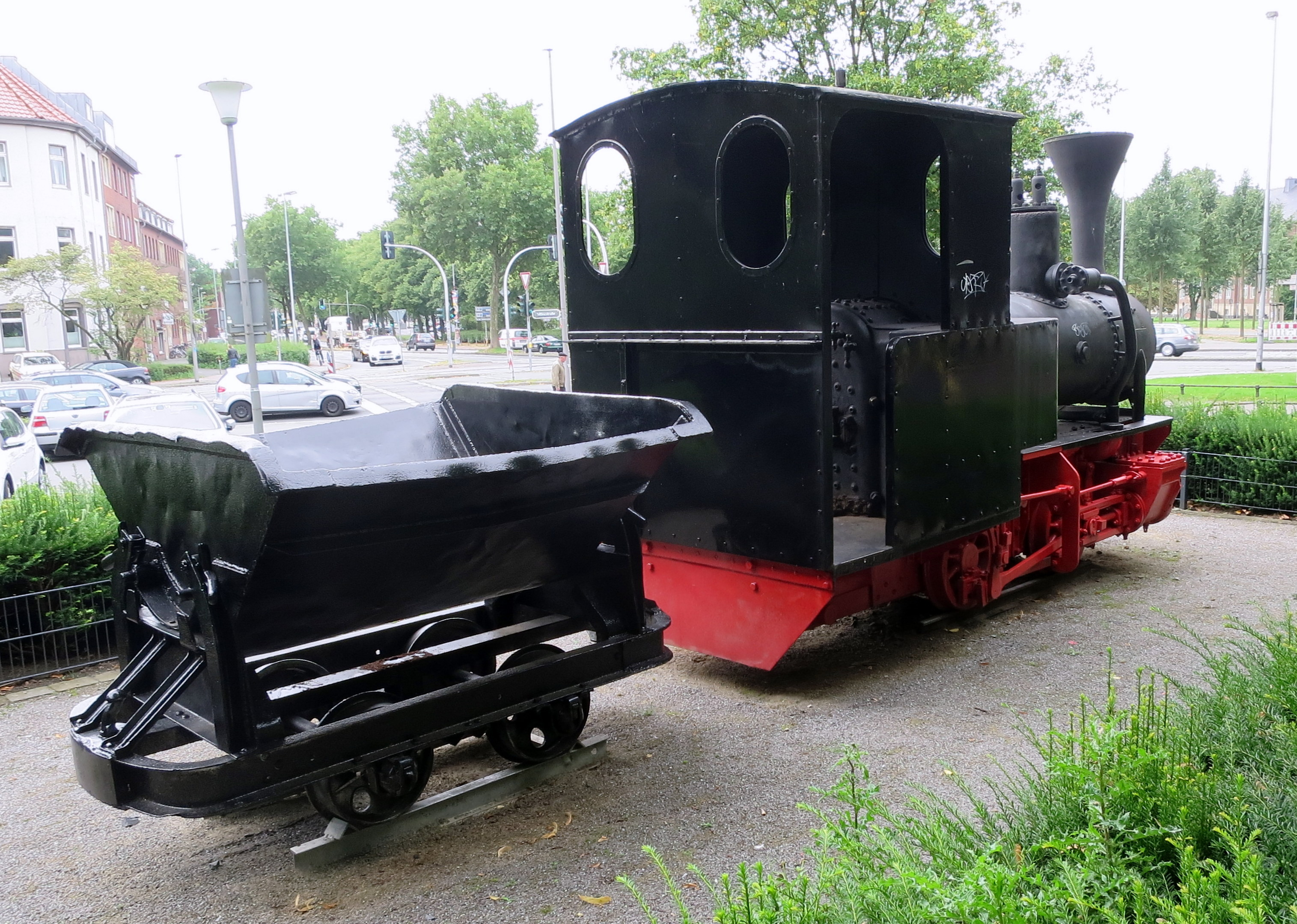
Mit dieser und ähnlichen anderen Loks wurden die Trümmer in Münster abtransportiert.

Im Februar des Jahres 1946 kam es im Stadtgebiet von Münster zu einer Hochwasserkatastrophe, insbesondere in tiefergelegenen Gebieten in der Nähe der Aa. Grund hierfür waren tagelange Regenfälle und die sich überall auftürmenden Trümmerreste des Zweiten Weltkriegs, die das Abfließen des Regenwassers verhinderten. An vielen Stellen war ein Durchkommen nur noch mit Booten möglich.
Die gezielte und organisierte Großräumung der Trümmer nach einem festgelegten Plan setzte erst im Mai 1946 ein. Insgesamt zählte man bis zum November 1946 13.000 Personen, die daran teilnahmen, den Lohn eines Tiefbauarbeiters und eine warme Mahlzeit dafür bekamen. Auch im folgenden Jahr 1947 fand eine derartige Räumaktion statt, im September 1947 waren nach Angaben der Stadt 185.000 Kubikmeter beseitigt worden. Im Dezember 1949 hatte man den millionsten Kubikmeter geräumt, aber es war noch nicht einmal die Hälfte der Gesamtmenge. Seit 1946 befanden sich 37 Kleinlokomotiven mit fast 670 Schuttloren im Einsatz mit acht großen Baggern. Nach der Zwischenlagerung auf dem Hindenburgplatz und dem Aussortieren brauchbarer Steine wurde der Rest deponiert.
Am 23. August 1946 wurde die Verordnung Nr. 46, welche die nördliche Rheinprovinz mit der Provinz Westfalen vereinigte, im Amtsblatt der britischen Militärregierung veröffentlicht. So entstand das Land Nordrhein-Westfalen. Zur Hauptstadt des neuen Landes wurde Düsseldorf bestimmt, der Sitz des britischen Zivilkommissars für das Rheinland und Westfalen. Münster verlor seinen Status als Provinzialhauptstadt, blieb jedoch Verwaltungssitz des Regierungsbezirks Münster und des inzwischen als Landkreis genannten Kreises Münster. Die fast eineinhalb Jahrhunderte währende Epoche der Zugehörigkeit zu Preußen war damit zu Ende, denn der seit 1918 existierende Freistaat Preußen wurde endgültig zerschlagen und neue Länder an dessen Stelle gesetzt.

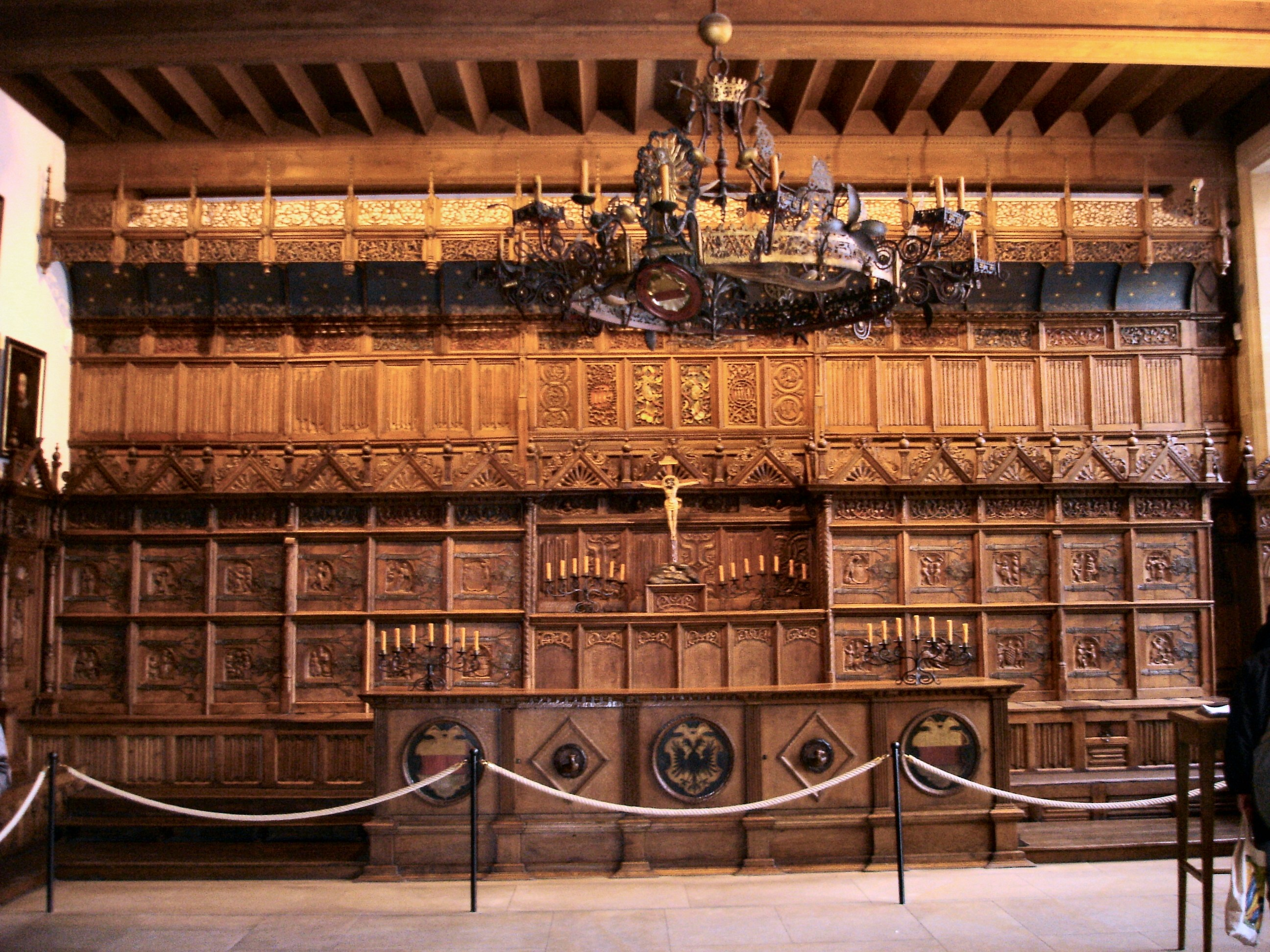
Die Frontwand des Friedenssaals

Bis zum 24. Oktober 1948 – dem 300. Jahrestages des Westfälischen Friedens – konnte schon der Friedenssaal im zerstörten Rathaus fast originalgetreu wiederhergestellt werden. Ministerpräsident Karl Arnold war unter den Gästen. Für Münster war dies der erste Erfolg in einer Reihe wichtiger Wiederaufbauleistungen der Nachkriegsjahre. Die nächsten Etappen sollten der Dom und das Rathaus markieren.
Im Sommer des Jahres 1949 wurden auf Grundlage der vom vormaligen Stadtbaurat Heinrich Bartmann erarbeiteten Richtlinien die Durchführungspläne für den Wiederaufbau der Innenstadt erstellt. In den darauffolgenden 1950er Jahren wurden diese dann umgesetzt, wobei das historische Bild, unter anderem die Fassaden am Prinzipalmarkt und die Straßenführung und -breite, weitgehend wiederhergestellt wurde. Dies ist insbesondere der münsterschen Bevölkerung zu verdanken, die sich intensiv für einen originalgetreuen Wiederaufbau und gegen einen modernen Neuaufbau aussprach.
Das historische Rathaus wurde, ebenfalls in seinem historischen Aussehen, am 30. Oktober 1958 fertiggestellt. Um den Wiederaufbau zu finanzieren, wurde unter anderem eine „Rathauslotterie“ veranstaltet, um die Baukosten für das Rathaus begleichen zu können. Im November 1949 hatte der Verein der Kaufmannschaft Wiederaufbaupläne für das Historische Rathaus und auch für die Finanzierung des von der Öffentlichkeit zustimmend aufgenommenen Projekts präsentiert. Die Hälfte der Baukosten wurden durch die vorgeschlagene Lotterie finanziert, denn viele Personen und Organisationen spendeten dafür. Als das fertige Rathaus Ende Oktober 1958 der Stadt übergeben wurde, war ein städtischer Patriotismus entstanden, der sich auch bei dem Wiederaufbau des Doms, der sich auch ungefähr 10 Jahre hinzog, gezeigt hatte. Mitte Oktober 1956 war der Hohe Dom zu Münster feierlich eingeweiht worden.
Ab 1959 konnte ein feierliches Abendessen, das Kramermahl, das an mittelalterliche Gildemahle der Kaufleute Münsters anknüpft, im Festsaal des Rathauses abgehalten werden. Der Austausch und Kontakt zwischen Kaufleuten und Gästen aus dem münsterschen und überregionalen Wirtschafts-, Verwaltungs-, Kultur- und Wissenschaftsleben ist der Zweck des Festmahls, das der Verein der Kaufmannschaft Münster veranstaltet. Dieser Verein wurde 1835 nach dem Konzept von Johann Hermann Hüffer als Reaktion auf die Auflösung der Zünfte und Gilden Anfang des 19. Jahrhunderts gegründet. Seit seiner Entstehung setzte sich der Verein unter dem Motto „Ehr is Dwang gnog“ (Ehre ist Zwang genug) für die Weiterentwicklung und Attraktivität der Stadt Münster ein.
Die 1950er-Jahre markierten auch einen Wandel in der Verkehrspolitik der Stadt. Nachdem bereits am 1. Oktober 1949 die erste O-Bus-Linie eröffnet wurde, ersetzten diese Busse kurz darauf die Straßenbahn. Nach über 50 Jahren, in denen sie im Jahre 1922 aufgrund der hohen Inflation zeitweise stillgelegt werden musste sowie die starken Zerstörungen im Zweiten Weltkrieg überstand, fuhr am 25. November 1954 die letzte Straßenbahn durch Münster. Die Zeit der O-Busse sollte jedoch nur bis zum 25. Mai 1968 dauern, als sie durch Omnibusse ersetzt wurden.

### Stolz auf die Wiederaufbauleistungen

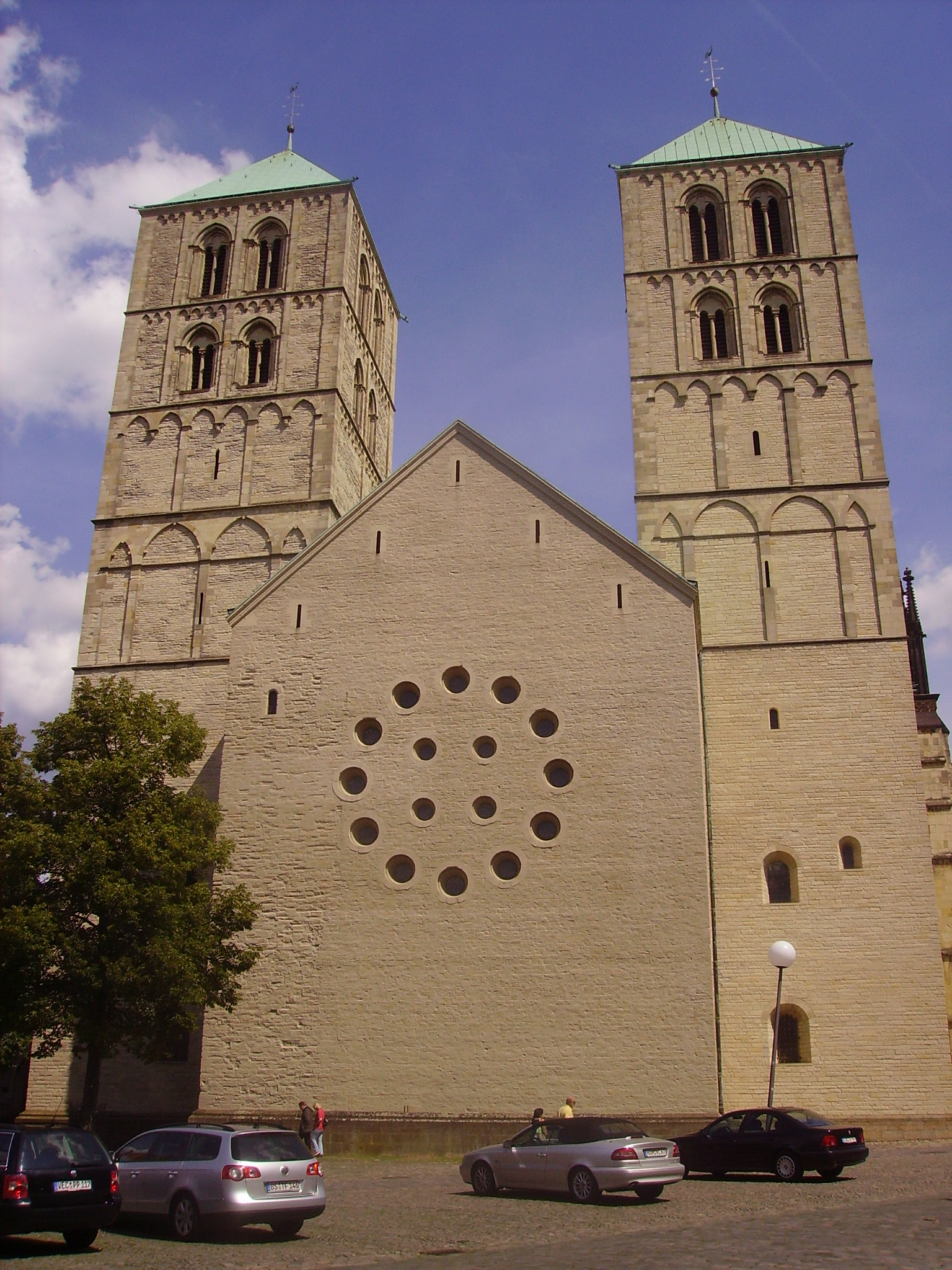
Das neu gestaltete schlichte Westwerk des Doms war sehr umstritten

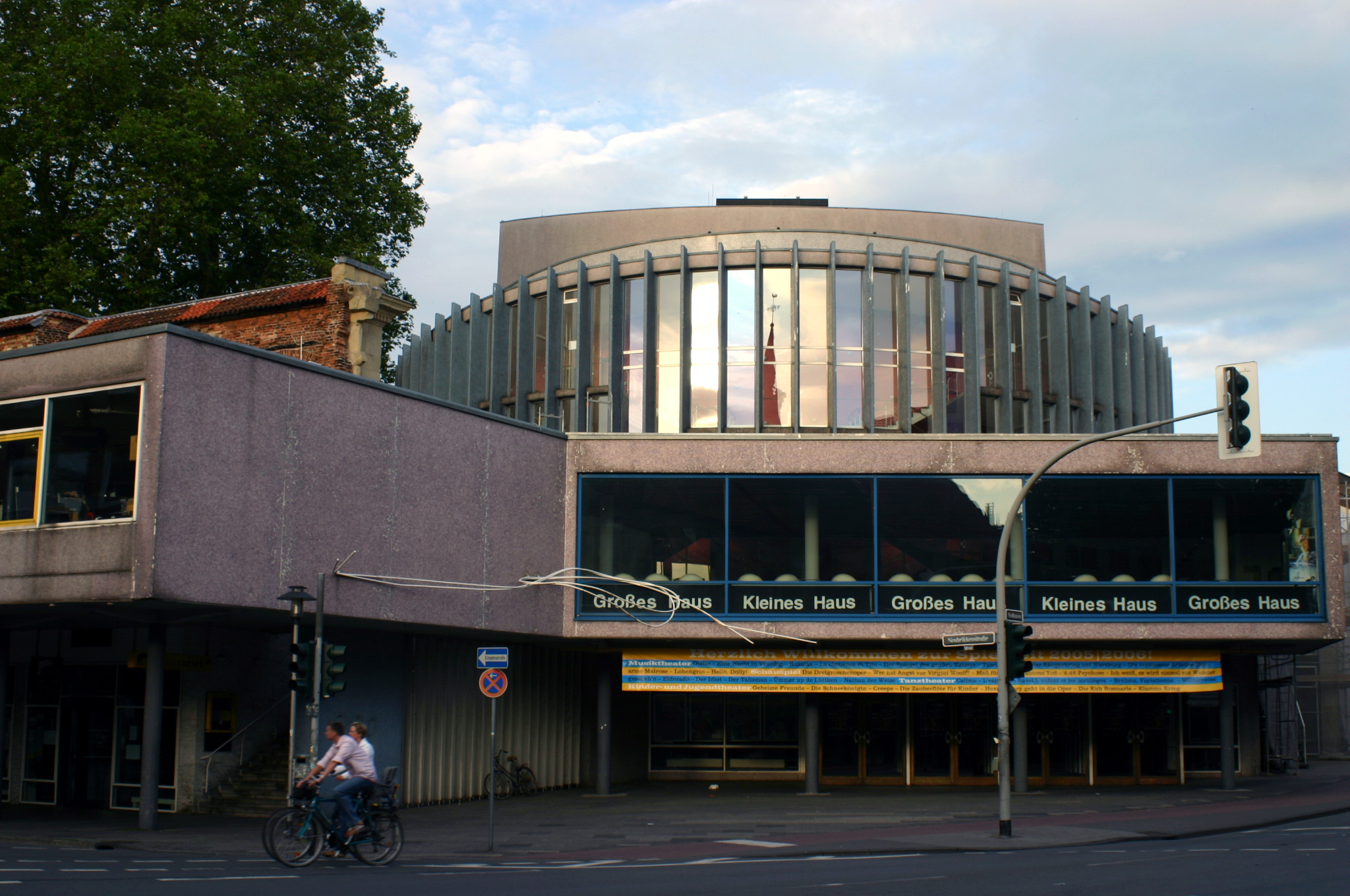
Das Stadttheater 2005

Mitte der 1960er-Jahre war nicht mehr auf den ersten Blick zu erkennen, dass der Krieg sehr viel zerstört hatte. Der moderne Städtebau hatte in der Zeit des Wiederaufbaus keine Chance, denn für die meisten Münsteraner war es selbstverständlich, ihre Häuser wieder in den alten Formen aufzubauen. Es gab schon einige moderne öffentliche Gebäude, aber es waren nicht viele, die Akzente setzten: Die Bundesbahndirektion, die Landwirtschaftskammer, die Pädagogische Hochschule und besonders das Stadttheater. Dieser erste deutsche Theaterneubau wurde als großartige architektonische Leistung gelobt.
Es wurde damals auch gegen unliebsame Pläne und architektonische Leistungen protestiert. Das schlichte Westwerk des Doms wurde abgelehnt und der Abriss und Wiederaufbau des Gebäudes der Regierung des Bezirks Münster am Domplatz war sehr umstritten, Allerdings wurde das umstrittene Äußere des Gebäudes später ansprechender gestaltet. Im Strudel der Proteste in den 1960er-Jahren gingen die Pläne zur Bebauung des Domplatzes unter. Anfang Mai 1965 lehnte der Stadtrat alle Pläne dazu ab.
Bundeskanzler Ludwig Erhard war am 31. August 1965 während seines Bundestagswahlkampfs in Münster und hielt eine Rede auf dem Domplatz. Er hatte in diesem Jahr die Nachkriegszeit für beendet erklärt und erntete bei den Münsteranern große Zustimmung, als er auf die großen Anstrengungen des deutschen Volkes nach 1945 verwies. Dass für Münster die erste große Phase der Nachkriegszeit vorbei war, machte noch ein Ereignis am 9. September 1965 deutlich: Die Autobahn bis Münster der Strecke Kamen – Bremen, der sogenannten „Hansalinie“, wurde eröffnet. Im Herbst 1968 war die gesamte Strecke fertig. Münster war Mitte der 60er Jahre als eine der letzten deutschen Großstädte an das deutsche Autobahnnetz angeschlossen. Dies war ein symbolischer Schritt, hatte aber auch große Folgen für die Weiterentwicklung der Großstadt.

## Eingemeindungen und Weiterentwicklung zur modernen Großstadt bis zur Wende 1989/90

### Neubausiedlungen und Eingemeindungen

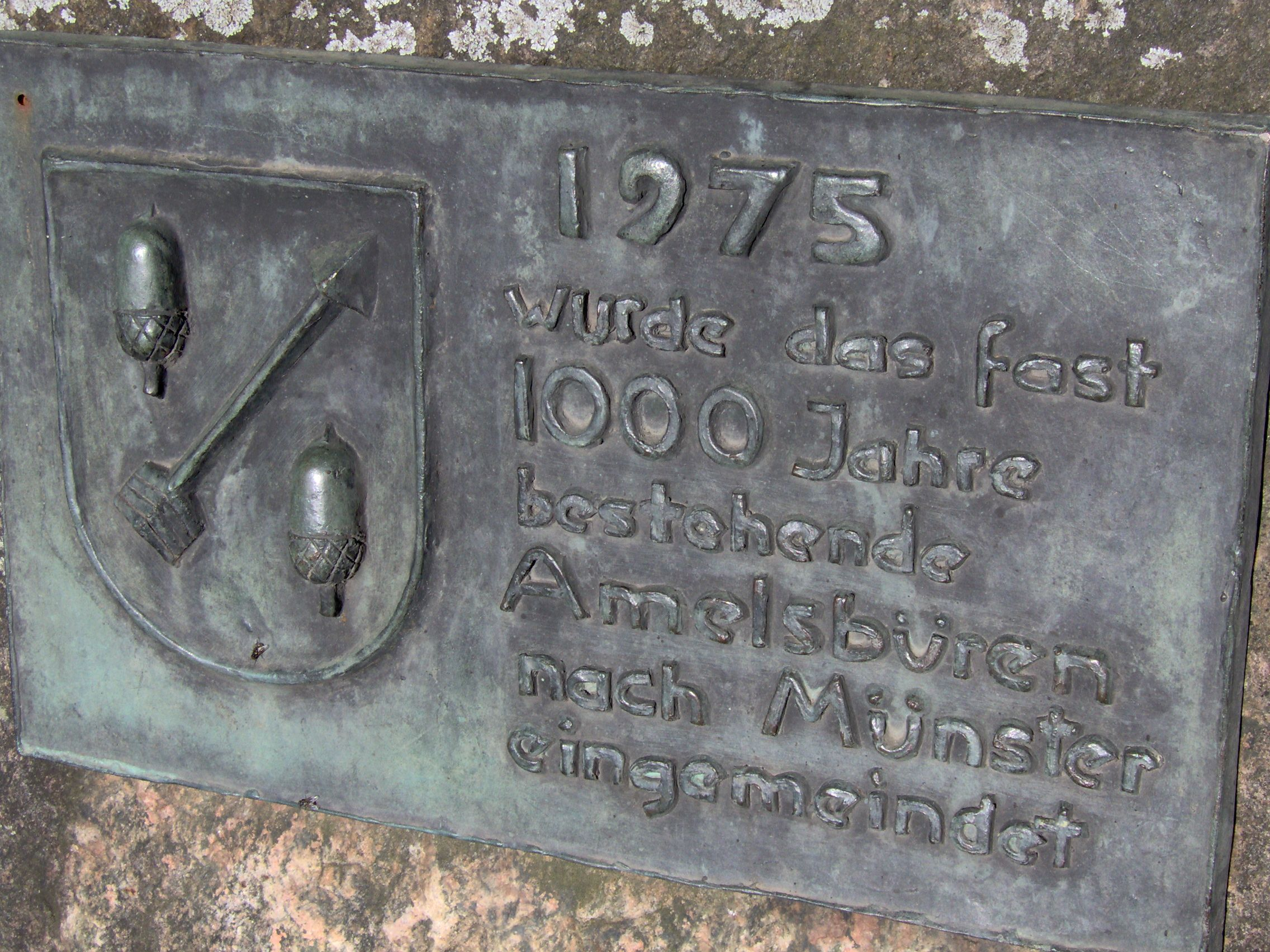
Gedenktafel zur Eingemeindung von Amelsbüren

Die Stadt nahm Ende der 1960er-Jahre von ihrem ehemaligen Status als Provinzialhauptstadt endgültig Abschied und entwickelte sich zur modernen Großstadt; 1966 überschritt die Einwohnerzahl schon die Marke von 200.000. Die Wohnungsnot, die Münster seit 1945 begleitete, zwang zum Bau neuer Wohnsiedlungen: Der Stadtteil Coerde entstand und in Kinderhaus wurden 6000 Wohnungen für 15.000 Bewohner gebaut. Auch in Berg Fidel entstanden 1230 Wohnungen, für die Ende 1969 der Grundstein gelegt wurde. Große Pläne der Landesregierung zum Bau eines Großflughafens in der Nähe Münsters zerschlugen sich, auch die Ansiedlung des Teilchenbeschleunigers ging nicht nach Westfalen, sondern in die Schweiz.
Aber die Gebietsreform – die wichtigste Konzeption für die Zukunft – wurde realisiert. Im Zuge der Gemeindereform von 1975 wurde der Kreis Münster zum 1. Januar dieses Jahres nach dem Münster/Hamm-Gesetz aufgelöst. Gleichzeitig wurden Teile des ehemaligen Landkreises trotz Widerstands in die Stadt Münster eingemeindet. Dabei handelte es sich um die Gemeinden Sankt Mauritz, Handorf, Hiltrup, Amelsbüren, Albachten, Nienberge, Roxel, Angelmodde und Wolbeck. Die Einwohnerzahl stieg dadurch über Nacht um 57.431 Einwohner. Die Fläche des Stadtgebietes wuchs dadurch um 228,4 km² auf 302,79 km² an, was einer vervierfachten Fläche des bisherigen Gebietes entsprach. Danach setzte in den neu ausgewiesenen Baugebieten der Vororte eine rege Bautätigkeit ein, denn vor allem junge Familien konnten sich dort niederlassen. Eine positive Konsequenz dieser Gebietsreform, die Münster zur zweitgrößten Kommune in Nordrhein-Westfalen nach Köln machte, war die Möglichkeit zur vielfältigen Ansiedlung von Gewerbe und Industrie.

### Hochschul- und Klinikausbau

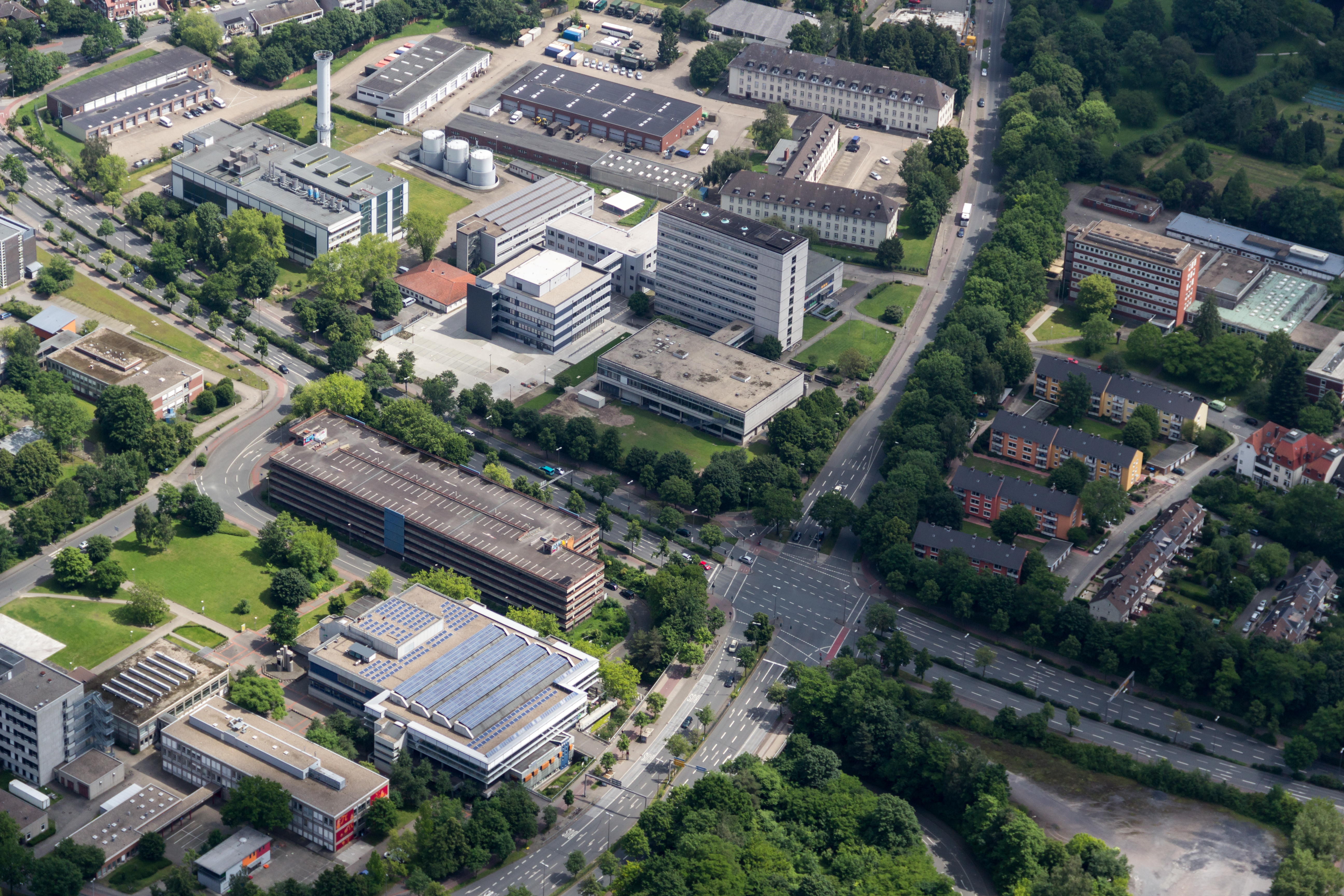
Teilbereich der Universität von oben, 2014

Die nach 1945 zügig wiederaufgebaute Hochschule stieß bereits Mitte der 1960er-Jahre an ihre Grenzen. Sie entwickelte sich langsam zum größten Arbeitgeber der Stadt. 1951 hatte sie 1600 Mitarbeiter, 1981 waren es bereits fast 7000. 1974 zählte der Hochschulstandort Münster – unter Einbeziehung der Pädagogischen Hochschule (1980 dann in die Universität integriert) und der 1971 gegründeten Fachhochschule – 30.000 Studenten, 1981 betrug allein die Studentenzahl der Universität rund 40.000. Auf diesen Ansturm waren Hochschule und Stadt nicht vorbereitet, es fehlte an studentischen Unterkünften. Erst 1959 waren die ersten großen Wohnheime an der Steinfurter Straße entstanden. Mit den Studentenunterkünften ging es in den 1970er-Jahren vorwärts. 1974 konnten beispielsweise mehrere hundert Appartements in der Boeselagerstraße bezogen werden. Weitere Unterkünfte gab es am Horstmarer Landweg und in Gievenbeck.

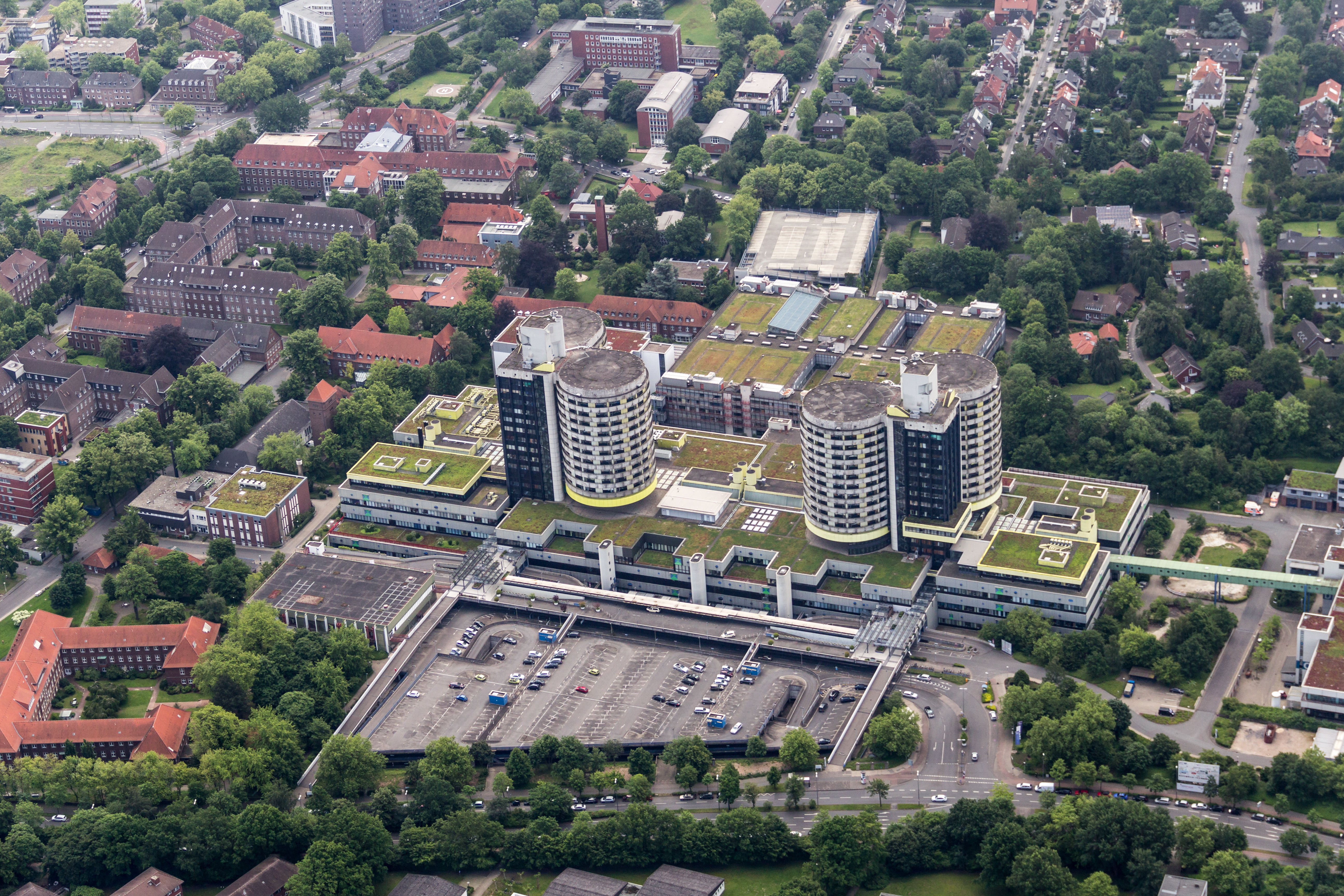
Universitätsklinikum von oben, 2014

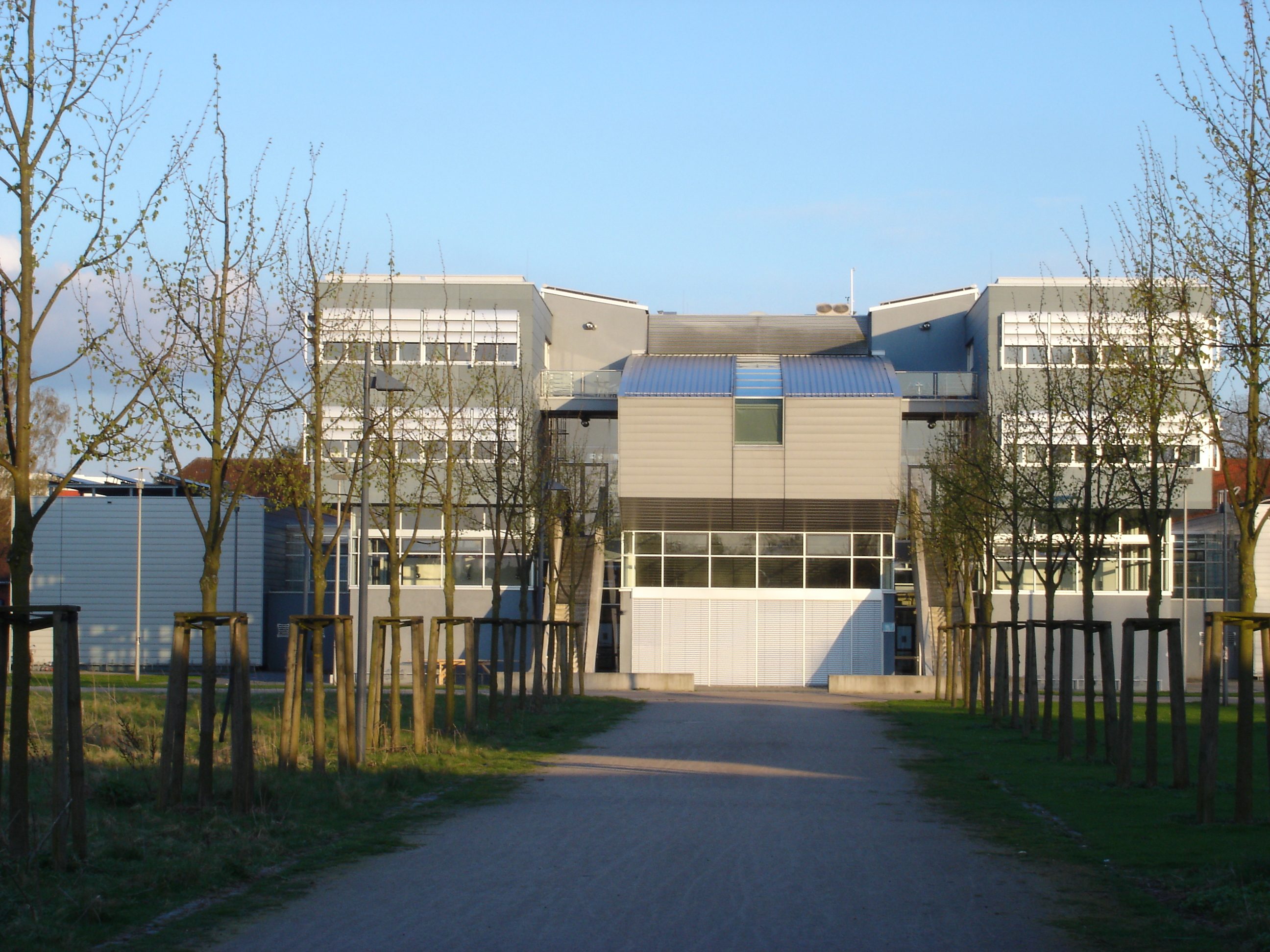
Kunstakademie auf dem Leonardo-Campus

1971 wurde nach achtjähriger Planung (zeitweise auch unterbrochen) das Großklinikum in Angriff genommen; es sollte 560 Millionen Mark kosten. 1982/83 konnte der hochragende Komplex in Betrieb genommen werden; er entwickelte sich zum bedeutendsten Klinikum der Großregion. In der Endabrechnung kostete es aber 1,13 Milliarden Mark, obwohl nicht einmal alle medizinischen Einrichtungen unterkommen konnten. Weitere Disziplinen, wie die Allgemein- und Viszeralchirurgie, die Unfallchirurgie, die Augenklinik, die Hals-, Nasen- und Ohrenklinik und die Hautklinik sowie insbesondere auch Forschungslabore, befinden sich in separaten Gebäuden auf dem Campus, der das Zentralklinikum umgibt. 1979 hatte die Zahnklinik, die eine der größten der Bundesrepublik ist, ein neues Gebäude erhalten. Das Universitätsklinikum Münster (UKM) ist ein Krankenhaus der Maximalversorgung und verfügt über 1.457 Betten, in denen im Jahr 2016 insgesamt 64.196 stationäre und 462.786 ambulante Patienten behandelt wurden. Es besteht aus über 40 einzelnen Kliniken und Polikliniken, die eng mit der Medizinischen Fakultät der Universität Münster zusammenarbeiten. Es hat mehr als 10.000 Beschäftigte, darunter Professoren, weitere Ärzte und Wissenschaftler, Pflegende sowie medizinisch-technische Angestellte, Gärtner und Informatiker. Der UKM-Campus liegt im Stadtteil Sentrup.
Der Leonardo-Campus ist ein ehemaliges Kasernengelände an der Steinfurter Straße in Münster, das in einem Konversionsprozess, der von 1999 bis 2009 dauerte, in ein Hochschul-Areal verwandelt wurde. Unter Erhaltung der denkmalgeschützten Bausubstanz der ehemaligen Reiterkaserne (vor 1945 hieß sie Von Einem-Kavallerie-Kaserne) und durch die Ergänzung von Neubauten wurde Platz für die Erweiterung der Universität, der Fachhochschule sowie der Kunstakademie Münster geschaffen. Diese Konversion ist nur ein Beispiel für eine Reihe von ähnlichen Umwandlungen von vorher militärisch genutztem Gebiet in zivile Nutzung.

### Verkehrspolitik
Im Jahre 1981 wurde der Anschluss an die Autobahn 43 freigegeben, der den stark überlasteten Abschnitt der Bundesstraße 51 zwischen Münster und Bochum ersetzte. Neben dem Straßenverkehr wurde auch der Luftverkehr ausgebaut. Zusammen mit den Städten Osnabrück und Greven sowie den Landkreisen Münster und Tecklenburg wurde am 27. Mai 1972 der Flughafen Münster/Osnabrück eröffnet. Im Jahr 1986 wurde der bis dato als Regionalflughafen eingestufte zu einem internationalen Flughafen heraufgestuft.

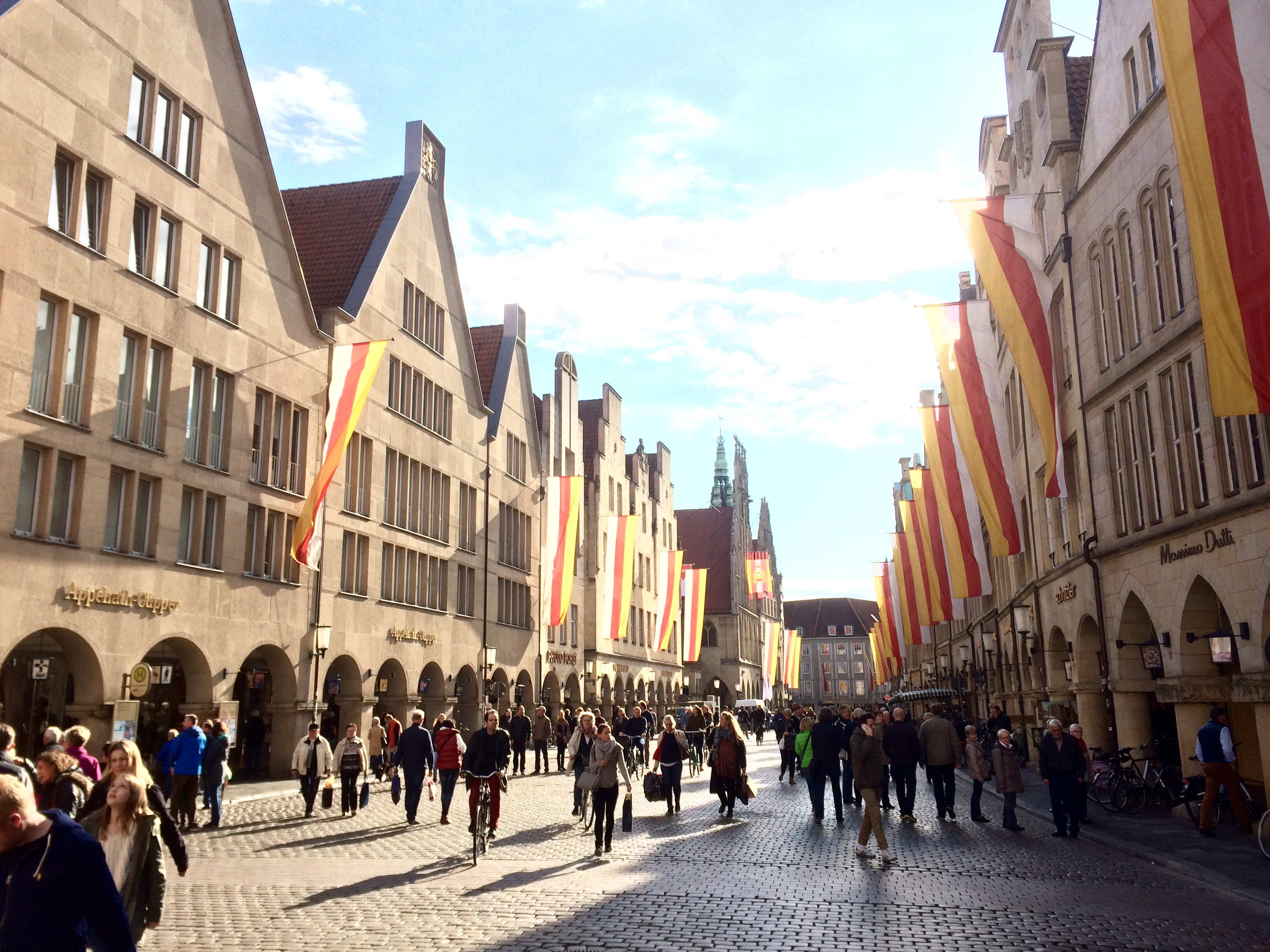
Einkaufstreiben auf dem Prinzipalmarkt 2016

Aber auch der Individualverkehr war von der Verkehrspolitik betroffen. Mit dem beginnenden wirtschaftlichen Aufschwung kam es zu einem starken Anstieg der Verkehrsbelastung in der Innenstadt, insbesondere auf den wichtigsten Einkaufsstraßen Prinzipalmarkt, Ludgeristraße und Salzstraße. Zunächst wurden die beiden letztgenannten verkehrsberuhigt. Im Jahre 1959 kamen Diskussionen auf, auch den Prinzipalmarkt in eine verkehrsberuhigte Zone umzuwandeln. Es dauerte jedoch bis ins Jahr 1974, bis es auch hier zu einer Verkehrsberuhigung kam. Bereits fünf Jahre zuvor, im Jahre 1969, wurde die schon verkehrsberuhigte Ludgeristraße in eine Fußgängerzone umgewandelt, im Jahre 1977 folgte die Salzstraße. Der Prinzipalmarkt allerdings ist weiterhin eine verkehrsberuhigte Zone, die nur in bestimmten Ausnahmefällen mit motorisierten Gefährten befahren werden darf.

### Zeichen der Moderne

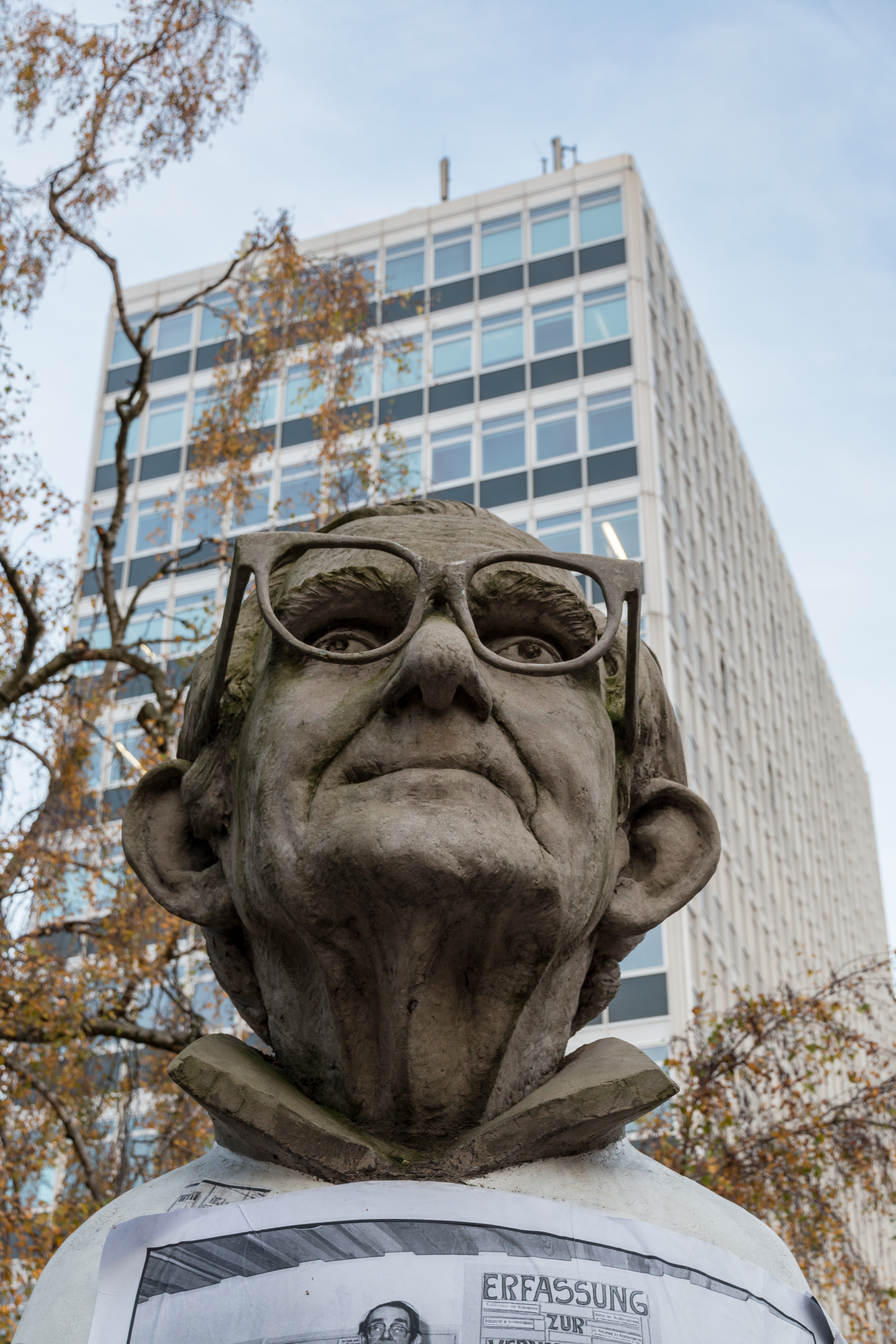
Skulptur Paul Wulf vor dem „Iduna-Hochhaus“ – beliebteste Skulptur von 2007

Am 29. April 1972 fand in Münster die erste Schwulendemo der Bundesrepublik Deutschland statt. Münster blieb die nächsten Jahre neben West-Berlin wichtigstes Zentrum der bundesdeutschen Schwulen- und Lesbenbewegung. 1979 und 1988 fand in Münster das Lesben-Frühlings-Treffen beziehungsweise damals noch Lesben-Pfingst-Treffen statt.
Vom 3. Juli bis zum 13. November 1977 fand in Münster zum ersten Mal die Kunstveranstaltung Skulptur Projekte statt, bei der internationale Künstlerinnen und Künstler ihre in situ geschaffenen Plastiken und Skulpturen dem interessierten Publikum im öffentlichen Raum präsentieren können. Seitdem findet die Ausstellung im Zehnjahresrhythmus statt. Etliche der Kunstwerke wurden im Anschluss an die jeweilige Skulptur Projekte von der Stadt Münster aufgekauft und bereichern heute das Stadtbild. Träger der Ausstellung sind die Stadt Münster und der Landschaftsverband Westfalen-Lippe, die Organisation obliegt dem LWL-Museum für Kunst und Kultur. Der Publikumsandrang ist groß: Zum bislang letzten Skulptur Projekt kamen auch 2017 wieder viele Tausend Besucher .

### Katholische Kirche

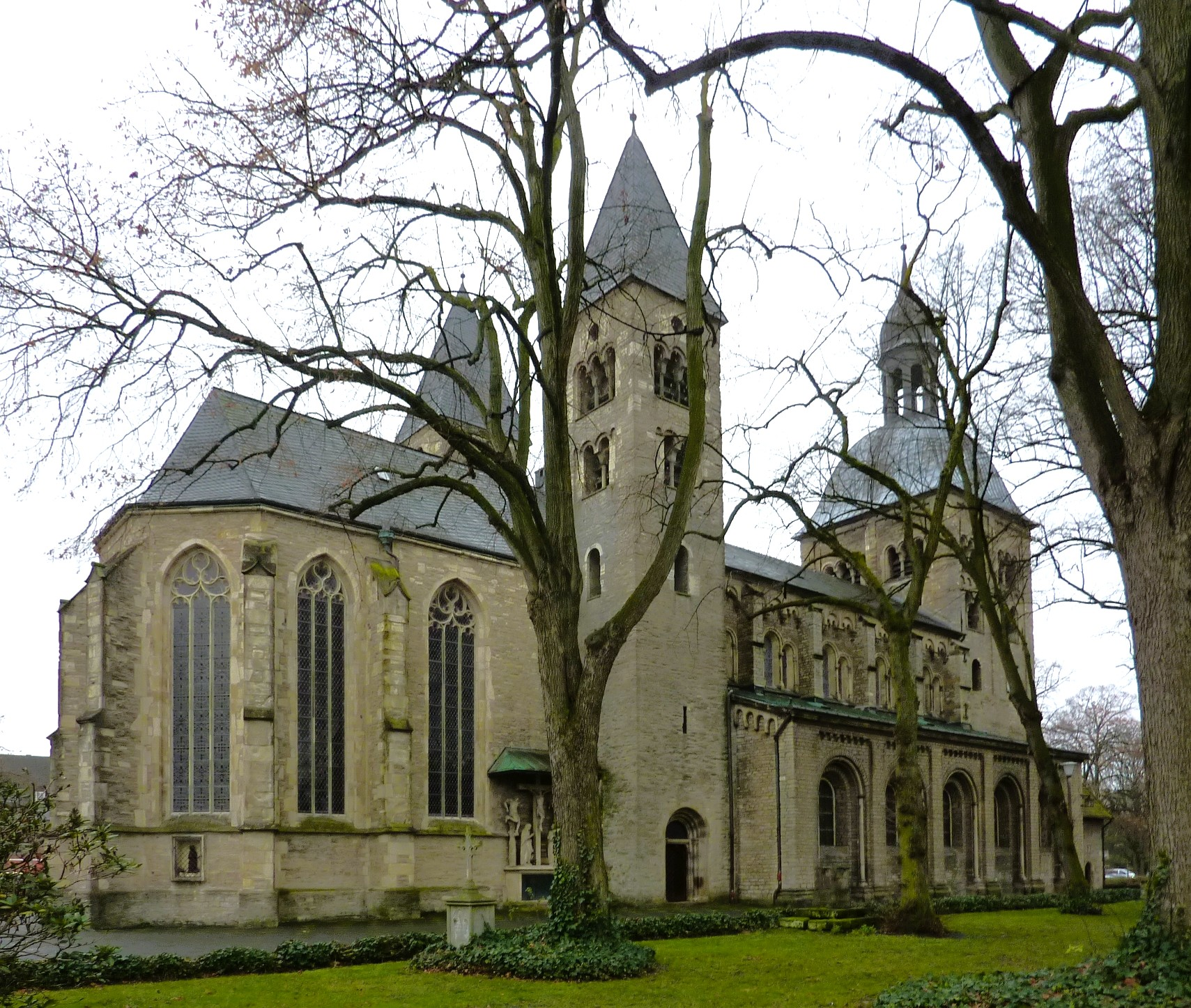
Die St.-Mauritz-Kirche ist die älteste in Teilen erhaltene Kirche in Münster

Im Januar 1980 folgte auf Bischof Tenhumberg der junge Weihbischof Reinhard Lettmann, der bis 2008 amtierte. Der volksnahe Oberhirte bewies einen genauen Blick für die Veränderungen in Kirche und Gesellschaft. Konfrontiert mit den Tatsachen schwindender Kirchenbindung, hoher Kirchenaustrittszahlen und dem demografischen Wandel leitete er Strukturreformen ein. Es kam trotz heftiger Proteste zu Gemeindefusionen. Das traf die Sprengel besonders hart, die erst nach dem Krieg, zur Zeit Bischof Kellers, durch die Teilung von Großgemeinden gegründet worden waren. Dennoch war die Kirche in Münster, in dem 1989 noch 65 Prozent Katholiken gezählt wurden, weiterhin institutionell stark vertreten; in kirchlicher Hand waren 5 große Krankenhäuser, 19 Altenheime, 48 Kindergärten, ferner drei Gymnasien, eine Förderschule, eine Gesamtschule, ein Weiterbildungskolleg, ein Berufskolleg sowie eine Fachhochschule. Damit gehört die Katholische Kirche auch zu einem der größten Arbeitgeber in Münster. Nachdem 2005 an die Gründung des Bistums vor 1200 Jahren gedacht worden war, erinnerte die Kirche von Münster 2014 an die Weihe des Doms vor 750 Jahren.
Im Mai 1987 besuchte Johannes Paul II. als erster Papst Münster. Er sprach auf dem Schlossplatz vor dem fürstbischöflichen Schloss sowie auf dem Domplatz und betete am Grab von Kardinal Clemens August Graf von Galen. Der Papst übernachtete eine Nacht im Priesterseminar, wo der Regens seine Wohnung für Johannes Paul räumte. An den Besuch des Papstes erinnert eine in den Boden eingelassene Bronzeplatte vor dem Grab von Galens im münsterschen Dom. Auch der nächste Papst Benedikt XVI. war mit Münster verbunden, er hatte hier als junger Professor Joseph Ratzinger von 1963–1966 Dogmatik gelehrt, bevor er einen Ruf nach Tübingen annahm.

## Münster in der Berliner Republik nach der Wiedervereinigung
In den 1990er-Jahren wurde die Stadt, die 1993 an den 1200. Jahrestag ihrer Gründung erinnerte und feierte, von einer Aufbruchstimmung erfasst. Der Wandel erreichte viele Bereiche, zum Beispiel verschwanden auch altvertraute Institutionen wie die Oberpostdirektion oder die Westdeutsche Landesbank. Die Bundeswehr und die Britische Rheinarmee machten sich im Bild der Stadt rar. Die Aufbaugeneration, geprägt durch ein emotionales Verhältnis zu ihrer Stadt, starb, und die junge Generation dachte über viele Dinge anders und entschied anders als die Vorväter es getan hätten.

### Eine neue Epoche
Am 18. Juni 1990 fanden vorbereitende Treffen für die so genannten 2+4 Gespräche im Rathaus statt. Bei diesen Gesprächen, die den Weg zur Wiedervereinigung ebneten, traf der Außenminister der Bundesrepublik Deutschland, Hans-Dietrich Genscher, unter anderem in Münster seinen Amtskollegen aus der UdSSR, Eduard Schewardnadse. Genscher wählte einen Treffpunkt, der eine aus der Geschichte rührende, vorwärtsgewandte Symbolik vermitteln sollte. Seine Wahl fiel auf Münster, da dort mit dem Westfälischen Frieden 1648 den deutschen Fürsten und Reichsständen das Recht eingeräumt worden war, selbst Pakte mit ausländischen Staaten schließen zu dürfen. Ein Bild, das um die Welt ging, zeigt Genscher und Schewardnadse aus dem Goldenen Hahn der Stadt trinkend, dem symbolischen Friedensbecher der Stadt.

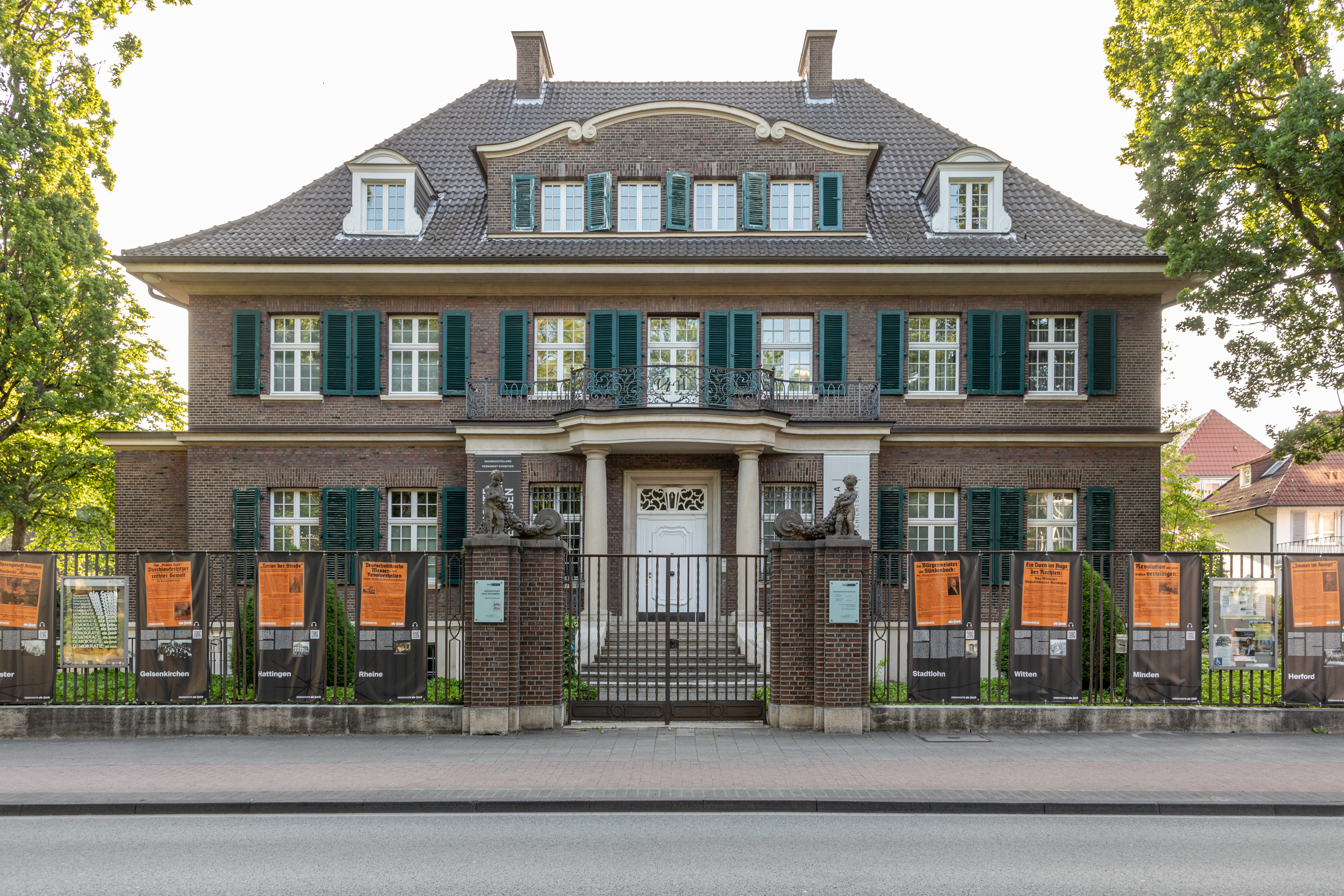
Die Villa ten Hompel am Kaiser-Wilhelm-Ring

Seit der Wende und der Wiedervereinigung der beiden deutschen Staaten (1989/90) war auch die Umnutzung von ehemaligen militärischen Anlagen, Kasernen und Wohngebäuden möglich, die von der Britischen Rheinarmee genutzt und nach 1990 aufgegeben wurden. 19 Konversionsprojekte mit ganz unterschiedlichen Nutzungszwecken wurden bis 2017 erfolgreich umgesetzt. Diese Konversion von militärischen Anlagen geht weiter und wird zu neuen Wohnquartieren führen.
Bei der Wahl zum Oberbürgermeister im Jahre 1994 setzte sich Marion Tüns (SPD) gegen die männliche Konkurrenz durch. Fast genau 1200 Jahre nach der Gründung Münsters stand damit zum ersten Mal eine Frau an der Spitze der Stadt. Ihre Amtszeit dauerte jedoch nur eine Legislaturperiode und endete im Jahre 1999.
Am 13. Dezember 1999 wurde die Villa ten Hompel wiedereröffnet. Nachdem in diesem geschichtsträchtigen Gebäude während der Zeit des Nationalsozialismus zwischen 1940 und 1945 die Ordnungspolizei und von 1953 bis 1968 das „Dezernat für Wiedergutmachung für politisch, rassisch und religiös Verfolgte“ untergebracht war, ist sie seit diesem Datum eine Gedenkstätte an den Nationalsozialismus in Deutschland, die eine Auseinandersetzung mit dieser Zeit mittels unterschiedlicher Ausstellungen und Veranstaltungen sowie eigenständigen Recherchen in den Beständen der Bibliothek mit historischer Primär- und wissenschaftlicher Sekundärliteratur ermöglicht.

### Die ersten Jahrzehnte des 21. Jahrhunderts

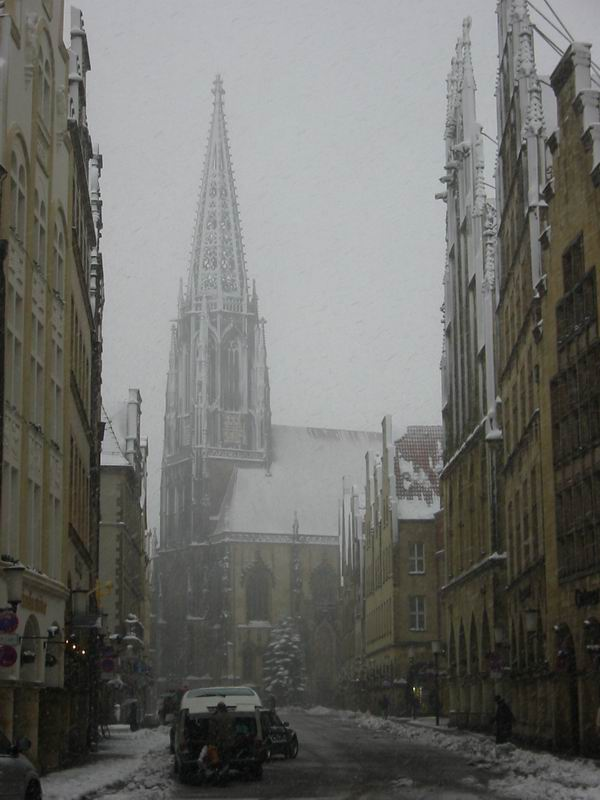
Prinzipalmarkt im November 2005

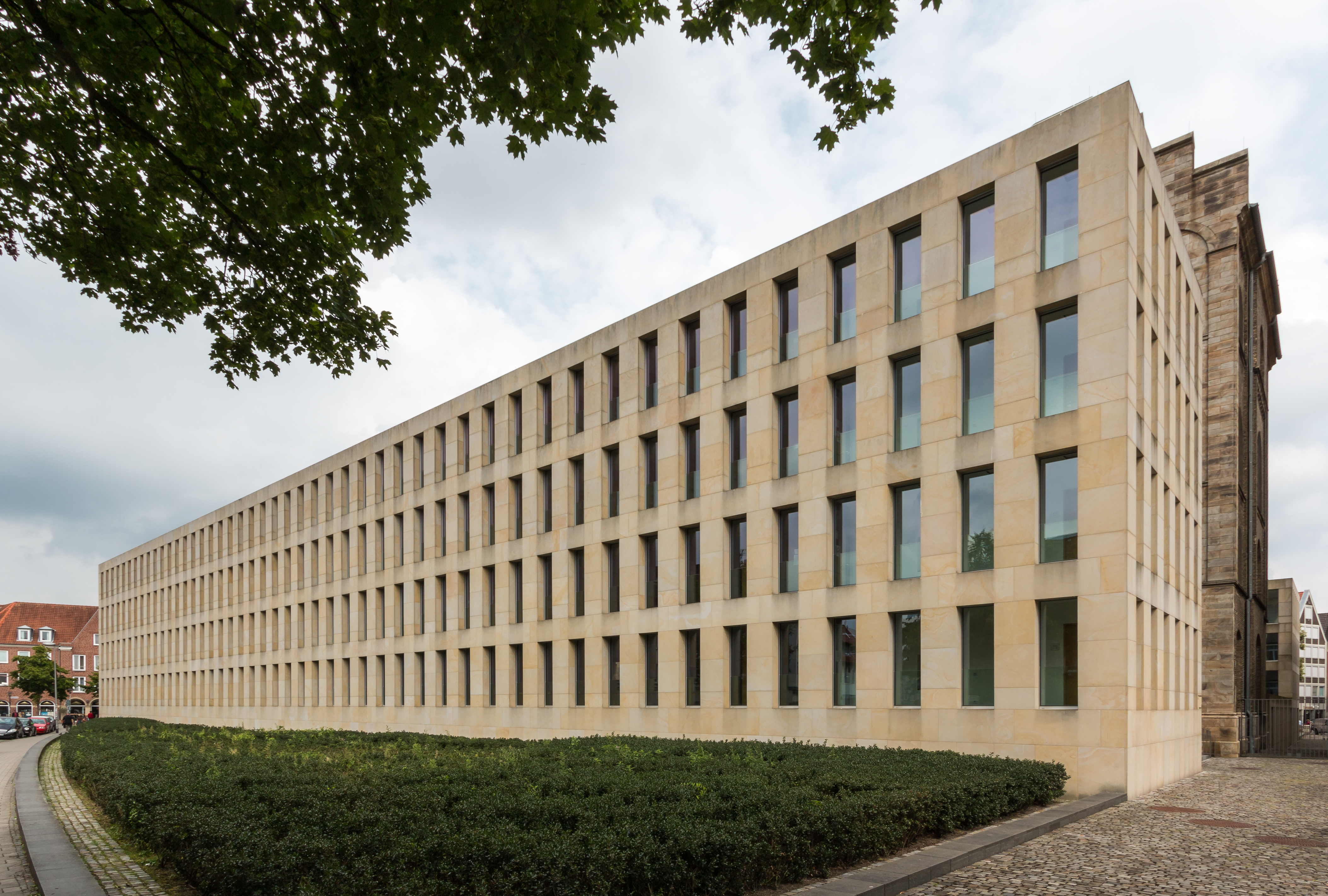
Die Diözesanbibliothek neben dem Ludgerihaus

Das wahrscheinlich meistbesuchte Ereignis in Münsters Geschichte fand am 12. Mai 2002 statt: Die erste Etappe des Radrennens Giro d’Italia, deren Zielort Münster war, zog bis zu 200.000 Menschen in die Innenstadt. Dabei wurden dreieinhalb Runden durch die historische Innenstadt gefahren, insgesamt 18 Kilometer, unter anderem auch über Kopfsteinpflaster.
Am 25. November 2005 kam es in Münster und dem westlichen Münsterland zu einem „historischen“ Wintereinbruch, dem sogenannten Münsterländer Schneechaos. Dabei fielen in Münster im Laufe des Tages bis zu 32 cm Schnee. Diese Menge war die höchste, die seit dem Beginn der meteorologischen Wetteraufzeichnungen der Stadt im Jahre 1888 gemessen wurde und übertraf die bisherige Höchstmarke von 30 cm aus dem Jahre 1925. Im Gegensatz zu vielen Umlandgemeinden war die Stadt Münster selbst nur kurzfristig und in Teilen von Stromausfällen betroffen. Aufgrund der Schnee- und Eismassen brach jedoch der Verkehr größtenteils zusammen. So musste der Bahnverkehr eingestellt werden, und zahlreiche Reisende saßen in Münster fest und mussten in Hotels oder im Luftschutzbunker unter dem Hauptbahnhof übernachten. Auch im öffentlichen Personennahverkehr kam es zu Behinderungen. Hiervon waren größtenteils die Regionalbuslinien betroffen, die Busse der Stadtlinien verkehrten noch bis 22 Uhr. Im Laufe des darauffolgenden Tages normalisierte sich die Situation im Stadtgebiet wieder und es kam nur noch zu vereinzelten Behinderungen.
Ein gutes Jahr später, am Abend des 18. Januar 2007 und in der darauffolgenden Nacht kam es aufgrund des Orkantiefs Kyrill wiederholt zu chaotischen Verhältnissen in Münster. In den Außenbezirken kam es wegen beschädigter Stromleitungen wiederholt zu Stromausfällen. Mehrere Hauptverkehrsstraßen wie am Schlossplatz oder die Weseler Straße wurden durch umstürzende Bäume blockiert und mussten für den Verkehr gesperrt werden. Betroffen davon waren auch die Stadtbuslinien der Stadtwerke, die spätestens zu Mitternacht den Betrieb einstellen mussten. Ebenfalls eingestellt werden musste der Bahnverkehr seit dem späten Nachmittag, da die Oberleitungen sämtlicher Strecken nach Münster beschädigt waren. Wie im Jahre 2005 öffnete die Feuerwehr den Luftschutzbunker im Hauptbahnhof für die festsitzenden Reisenden und versetzte beide Löschzüge der Berufsfeuerwehr und alle 20 Züge der Freiwilligen Feuerwehr in Alarmbereitschaft. Zusammen mit dem Technischen Hilfswerk registrierte sie 940 Notrufe, bei der Polizei gingen 323 Notrufe ein. Insgesamt fielen mehr als 1000 Bäume innerhalb des Stadtgebietes dem Orkan zum Opfer, der Schäden in Millionenhöhe anrichtete. Besonders betroffen war das Areal rund um das Schloss, wo am Schlossplatz um die 40 und im Schlossgarten rund 50 Bäume durch direkte Windeinwirkung umknickten oder entwurzelt wurden.
Am 25. Mai 2009 erhielt die Stadt den von der Bundesregierung verliehenen Titel „Ort der Vielfalt“.
Am 21. März 2012 entschied der Rat der Stadt Münster vor dem Hintergrund der umstrittenen Rolle Pauls von Hindenburg als „Steigbügelhalter Adolf Hitlers“ mit 53 gegen 23 Stimmen, den Hindenburgplatz vor dem Fürstbischöflichen Schloss in Schlossplatz umzubenennen. Ein halbes Jahr später scheiterte ein Bürgerbegehren mit dem Ziel der Rücknahme dieser Entscheidung. Bereits 2007 – ebenfalls in einem Bürgerentscheid – waren Pläne der Stadt gescheitert, auf dem Schlossplatz eine städtische Musikhalle zu errichten.

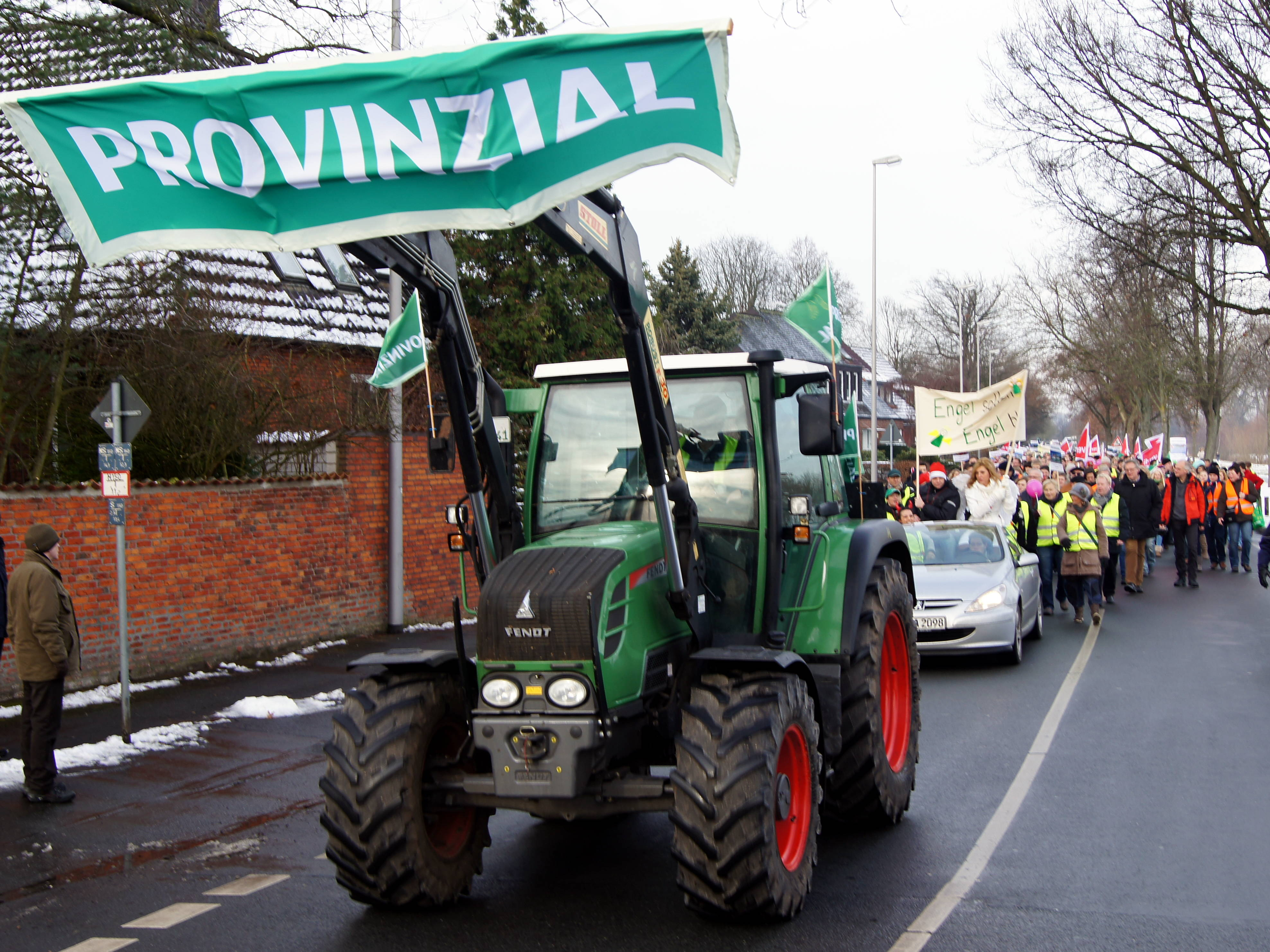
Protestmarsch der Belegschaft gegen die drohende Veräußerung der Provinzial

Ende 2012 wurden über die Financial Times Deutschland Pläne durchgestochen, dass die Sparkassen unter Führung ihres Präsidenten Rolf Gerlach und der LWL ihre Anteile am zweitgrößten öffentlichen Versicherer Deutschlands, der Provinzial NordWest, an die Allianz veräußern wollten. Belegschaft und Gewerkschaften wehrten sich nach Kräften mit Aktionen im ganzen Münsterland gegen die drohende Privatisierung, die einen massiven Arbeitsplatzabbau am Standort Münster befürchten ließ. Die Solidarisierung breiter Teile der Bevölkerung mit „ihrer“ Provinzial führte dazu, dass auch Lokal- und Landespolitiker sich gegen eine Übernahme durch die Allianz aussprachen. Unter diesem Druck lenkten die Eigentümer schließlich ein.

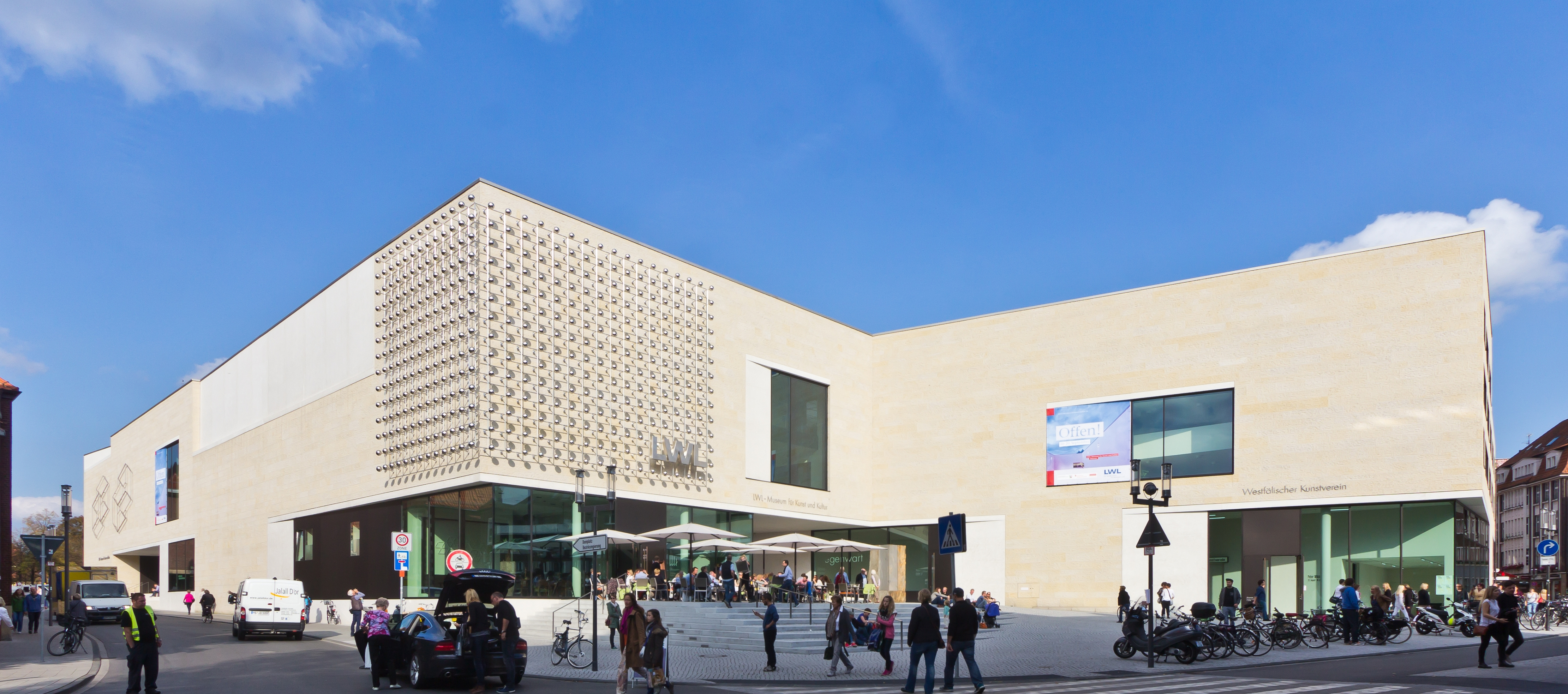
Neubau des LWL-Museums für Kunst und Kultur

Ende Juli 2014 kam es in Münster und Umgebung zu einer Unwetterlage mit den heftigsten Gewittern der vergangenen Jahre. Besonders am 28. und 29. Juli zogen gleich mehrere starke Gewitter nacheinander über dasselbe Gebiet hinweg. Die in Münster gefallenen Regenmengen stellten dabei ein Jahrhundertereignis dar. Von einer Station des Landesumweltamtes wurde eine Menge von 292 l/m² innerhalb von sieben Stunden gemeldet; sonst fallen im gesamten Juli durchschnittlich rund 69 l/m². Unzählige Straßen und Keller wurden überschwemmt, ein Mensch starb in seinem überfluteten Keller. Die Stadt Münster rechnet mit einem Schaden von 15 bis 20 Millionen Euro alleine an städtischen Gebäuden und der Infrastruktur.
Wenige Wochen später, am 20. September 2014, wurde der Neubau des LWL-Museums für Kunst und Kultur zwischen Domplatz und Aegidiimarkt nach mehrjähriger Bauzeit neu eröffnet.
Am 7. April 2018 ereignete sich in der Stadt die Amokfahrt von Münster, bei der zwei Passanten und der Amokfahrer starben.

## Geschichte der städtischen Selbstverwaltung

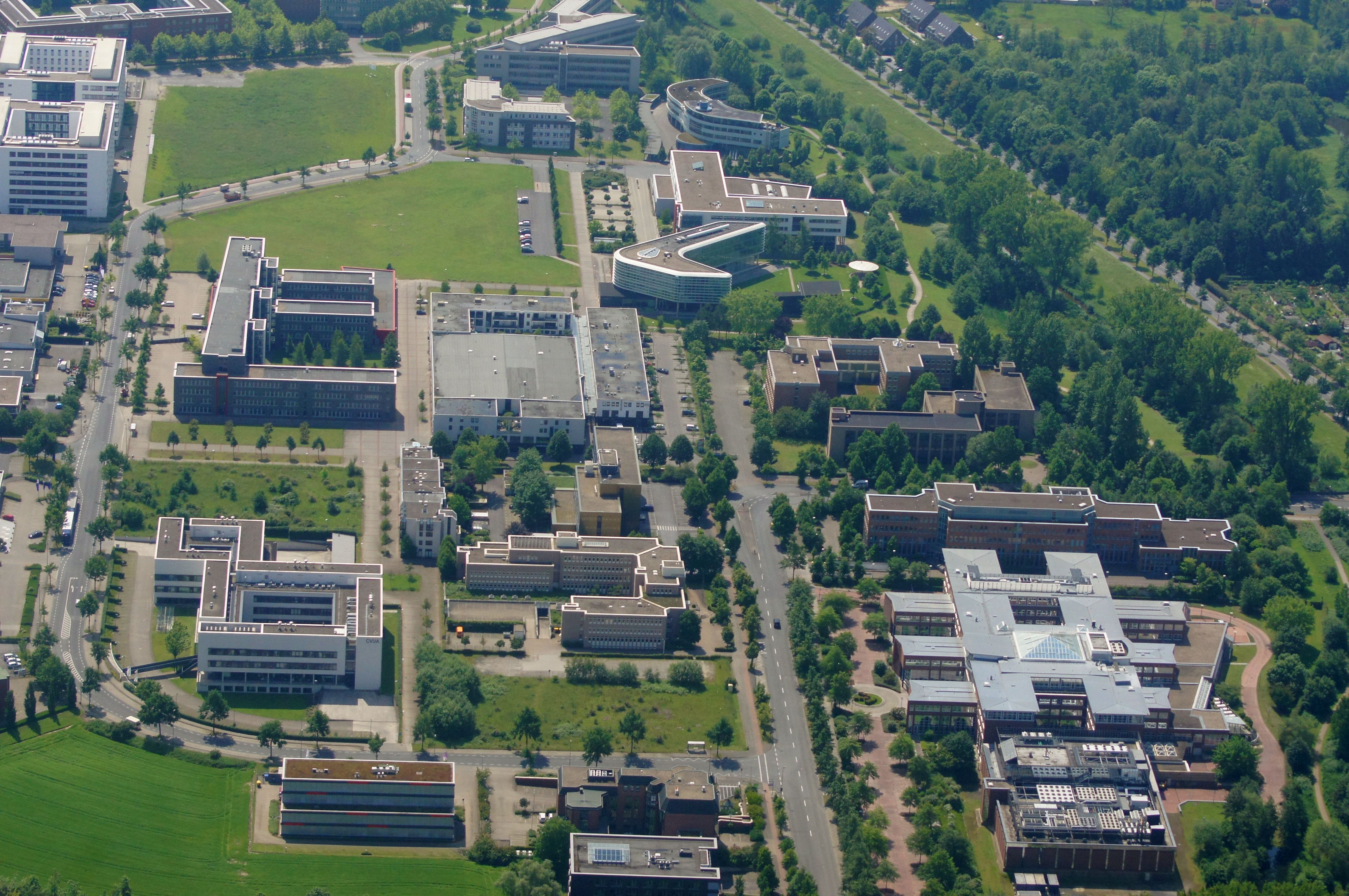
Das neue Zentrum Nord

An der Spitze der Stadt ist schon seit dem Erlangen der Stadtrechte im 12. Jahrhundert ein Gemeinderat nachweisbar. Er bestand aus zwölf kollegialen Schöffen und den Ratsmannen. Vorsteher waren „Schöffenmeister“, später „scheppenmester“ oder „borgemester“, bis zum 16. Jahrhundert ausschließlich aus Erbmännerfamilien. Seit dem 14. Jahrhundert gab es regelmäßig „borgemester“ und „raeth“ beziehungsweise „borgemester“ und „scheppen“. Ab dem 15. Jahrhundert wurde der Rat am ersten Montag in der Fastenzeit, ab 1542 am Dienstag nach dem 17. Januar gewählt. Die Mitgliederzahl des Rates betrug 24 Mitglieder ab 1654, 20 Mitglieder ab 1670 und 14 Mitglieder ab 1682. Im Laufe der Geschichte wurde die Ratswahl mehrmals aufgehoben, insbesondere während der Zeit der Täuferherrschaft.
Nach Aufhebung des Hochstifts Münster 1802 wurde die Ratswahl zunächst unter preußischer Herrschaft beibehalten, ab 1805 jedoch durch ein berufenes, ständiges Magistratskollegium ersetzt. An der Spitze der Stadt standen danach der Stadtdirektor, zwei Bürgermeister und ein Kämmerer.
Unter napoleonischer Herrschaft wurde ab 1809 die französische Munizipalverfassung mit einem Maire und drei Beigeordneten an der Spitze eingeführt. Nach dem Wiener Kongress kam Münster im Jahre 1815 erneut unter die Herrschaft Preußens und das Stadtoberhaupt hieß wieder Bürgermeister beziehungsweise Oberbürgermeister (endgültig ab 1836 mit der Einführung der preußischen Städteordnung). Der Oberbürgermeister war Vorsitzender des Magistrats, dem noch Beigeordnete und Stadträte angehörten.
Während der Zeit des Nationalsozialismus wurde der Oberbürgermeister durch die NSDAP eingesetzt. Dies war von 1933 bis zur Einnahme der Stadt durch amerikanische und britische Truppen 1945 Albert Anton Hillebrand. Nach dem Zweiten Weltkrieg setzte die Militärregierung der Britischen Besatzungszone ihn ab und Major H. S. Jackson übernahm die Amtsgeschäfte, bis eine neue Stadtverwaltung etabliert wurde. Unter seiner Kontrolle wurde Münster zum 317. Military Government Detachment, einer Militärregierung, die sich im Wesentlichen an den Aufbau der deutschen beziehungsweise preußischen Verwaltung orientieren sollte. Erster Oberbürgermeister nach dem Zweiten Weltkrieg wurde am 15. April 1945 Fritz Carl Peus, jedoch nur übergangsweise, bis Mitte Juni Karl Zuhorn durch die Militärregierung zum amtierenden Oberbürgermeister berufen wurde. Ihm beratend zur Seite stehen sollte ein Beirat aus zwölf bis 14 Männern.
1946 wurde die Kommunalverfassung nach britischem Vorbild eingeführt. Danach gab es einen vom Volk gewählten „Rat der Stadt“, dessen Mitglieder man als „Stadtverordnete“ bezeichnet. Der Rat wählte anfangs aus seiner Mitte den Oberbürgermeister als Vorsitzenden und Repräsentanten der Stadt, welcher ehrenamtlich tätig war. Des Weiteren wählte der Rat ab 1946 ebenfalls einen hauptamtlichen Oberstadtdirektor als Leiter der Stadtverwaltung. 1997 wurde die Doppelspitze in der Stadtverwaltung aufgegeben. Seither gibt es nur noch den hauptamtlichen Oberbürgermeister. Dieser ist Vorsitzender des Rates, Leiter der Stadtverwaltung und Repräsentant der Stadt. Er wurde 1999 erstmals direkt vom Volk gewählt.